# Heer (Bundeswehr)
Pour les articles homonymes, voir Heer.
La Heer est la composante terrestre de la Bundeswehr allemande (les forces armées fédérales chargées de la défense du pays). Plus généralement, le substantif allemand « Heer » désigne l'armée de terre d'un pays.

## Historique

### Résumé
Lorsque l'Allemagne est devenue un État moderne unifié en 1871, les noms des forces terrestres allemandes unifiées ont été successivement :
- 1871-1919 : Deutsches Heer ou Armée impériale allemande, qui faisait partie des forces impériales (le mot Reichsheer a également été utilisé)
- 1921-1935 : Reichsheer ou Armée de terre nationale, une partie de la Reichswehr
- 1935-1945 : Heer ou l'Armée de terre, une partie de la Wehrmacht
- 1956-1990 : Landstreitkräfte ou forces terrestres d'Allemagne de l'Est (Nationale Volksarmee)
- 1955-présent : Deutsches Heer ou l'Armée de terre allemande, qui fait partie de la Bundeswehr.

### Avant 1914
Avec le mouvement de réforme de l'Armée prussienne, après une série de défaites désastreuses durant le XVIIIe siècle, une analyse interne avait informé la direction civile et militaire que si les soldats étaient de premier ordre, par contre les structures de commandement, y compris les généraux, dépendaient trop d'affaires de famille et des compétences militaires du Roi et de la noblesse. Entre les guerres, il y avait peu de travail d'organisation efficace pour tirer parti des enseignements nés du champ de bataille. C'est l'époque où l'état-major allemand, une institution qui recherche l'excellence militaire, suscite une hostilité dans l'Armée allemande jusqu'à engendrer un manque de confiance qui conduira à l'humiliation à la suite de la Quatrième Coalition imposée par Napoléon à Berlin. L'Armée sera alors mise sur la voie d'une renaissance avec l'extension du recrutement des officiers, étendu à tous les hommes qualifiés de langue allemande par des examens nationaux et l'amélioration de la formation dans les écoles militaires. Le processus de sélection intensif de la tranche supérieure de 1 % de diplômés de la Kriegsakademie crée une nouvelle classe montante de hauts dirigeants. L'Armée allemande est alors sur la voie d'une éventuelle domination totale de l'Europe.
Après la défaite de Napoléon à la bataille de Waterloo, le Royaume de Prusse connut des années de succès militaires dans les XIXe et XXe siècles. Tous les hommes valides âgés de 17 à 45 ans étaient réquisitionnés pour le service militaire. Il y avait 4 classes de service - Active (Aktiv), Reserve, Landwehr et Landsturm. La landwehr et la landsturm étaient appelées seulement en temps de guerre. L'unité de base de l'Armée à cette époque était le régiment. Les régiments étaient généralement levés par une ville ou une région spécifique. Chaque régiment était alors stationné à proximité de sa ville d'origine. Le régiment de réserve était souvent composé des anciens membres du régiment local. Les unités de la landwehr et la landsturm ont été organisées de la même façon. Un soldat pouvait effectuer 22 ans de service entouré de ses amis et de sa famille. Bien que ce système crée des liens étroits au sein des régiments, cela signifiait aussi que toute une génération de jeunes hommes d'une ville ou une région pouvait être anéantie en une seule bataille.

### Première Guerre mondiale 1914-1918
L'Armée allemande qui a combattu durant la Première Guerre mondiale n'était pas en fait une seule armée unitaire. Toutes les monarchies (le Grand-duché de Hesse et le Grand-duché de Bade - à titre d'exemple) comme parties de l'Empire allemand avaient leurs propres armées. Depuis l'unification de l'Allemagne en janvier 1871, la plupart d'entre elles étaient sous le commandement prussien, bien que chacune continue à porter son propre style d'uniformes et d'insignes. Les quatre royaumes allemands qui existaient depuis l'époque napoléonienne — la Bavière, la Prusse, la Saxe et le Wurtemberg — ont eu leurs propres armées jusqu'à la fin de la Première Guerre mondiale. Le commandant en chef en temps de paix de chacune de ces armées était le roi. La Prusse avait la plus grande armée des quatre. Après l'unification et la formation de l'Empire allemand, l'Armée prussienne est devenue le noyau des armées de l'Empire allemand (Deutsches Reichsheer). Après la déclaration de guerre, l'empereur est devenu le commandant en chef de toutes les forces armées. En 1914, l'Armée allemande a présenté 50 divisions actives et 48 divisions de réserve — en 1918, 251 divisions ont été créées.

### Reichswehr 1918-1935
Après la fin de la Première Guerre mondiale et l'effondrement de l'Empire allemand, la plupart des unités de l'Armée allemande (Heer) furent démobilisées ou simplement dissoutes. Beaucoup d'anciens soldats dérivèrent en petits groupes paramilitaires appelés Freikorps (corps francs). Les corps francs étaient généralement des groupes d'une centaine d'hommes ou moins protégeant un quartier ou une ville.
Le 6 mars 1919, une armée connue sous le nom de la « Force provisoire allemande de défense » (Vorläufige Reichswehr) fut constituée d'environ 400 000 hommes dont plusieurs provenant des corps francs. Puis le 30 septembre 1919, l'Armée de transition (Übergangsheer) fut créée à partir de la Force de défense et des corps francs.
Enfin, le 1er janvier 1921, les 100 000 hommes de l'Armée de terre de la République de Weimar (Reichswehr) formèrent sept divisions d'infanterie et trois divisions de cavalerie. En novembre 1923, ce furent ces troupes qui écrasèrent le putsch de la Brasserie mené par Adolf Hitler à Munich.

### Seconde Guerre mondiale - Heer de la Wehrmacht 1935-1945

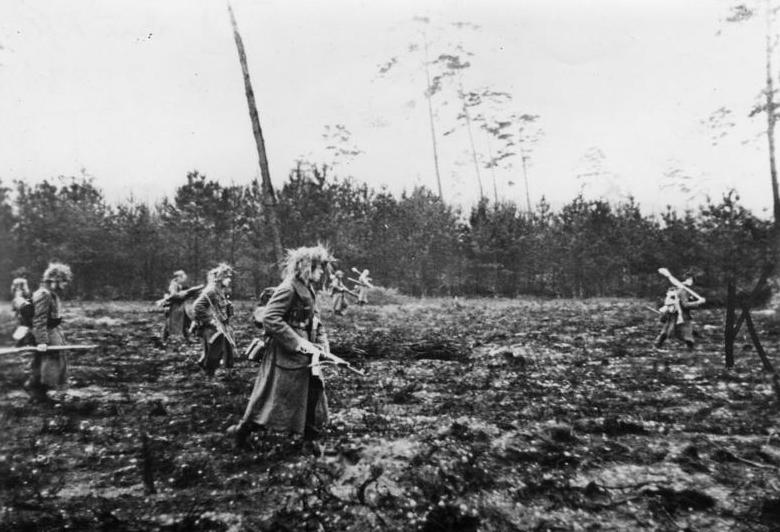
Des panzergrenadiers dans la région d'Aix-la-Chapelle en 1944.

Dans le cadre du traité de Versailles, la Reichswehr est seulement autorisée à disposer d’un effectif de 100 000 hommes réparti entre l'Armée de Terre et la Marine. À la suite des élections de 1933, le parti nazi arrive au pouvoir et souhaite limiter les effets du traité. L'Armée de Terre est intégrée à la Wehrmacht en mai 1935 avec l'adoption de la Loi pour la reconstruction des Forces de défense nationale. La Wehrmacht comprend non seulement l'Armée de Terre et la Marine, mais aussi la Luftwaffe, c’est-à-dire l'Armée de l’air.
Initialement, l'Armée de Terre est constituée de 21 unités allant de la taille de division à de petites formations. Entre 1935 et 1945, cette force atteint des centaines de divisions et des milliers de petites unités de soutien.
En juin 1944, 157 divisions de la Wehrmacht sont présentes en Union soviétique, 6 en Finlande, 6 au Danemark, 12 en Norvège, 9 en Allemagne, 12 dans les Balkans, 26 en Italie, et 59 sur le front occidental (France, Belgique et Pays-Bas). Cependant, une grande partie de ces divisions sont incomplètes et usées, avec environ 50 % de leur effectif prévu.
Entre 1939 et 1945, près de 16 millions de personnes ont servi dans l'Armée de Terre. Plus de 3 millions ont été tuées et plus de 4,1 millions ont été blessées.
Sur les 7 361 hommes qui ont reçu la décoration d'honneur la plus élevée allemande de la Seconde Guerre mondiale, la croix de chevalier de la Croix de fer, 4 777 ont été de l'Armée de Terre, ce qui représente 65 % du total des décorations accordées. Les Alliés dissolvent l'Armée allemande le 20 août 1946.

### La guerre froide et les années 1990

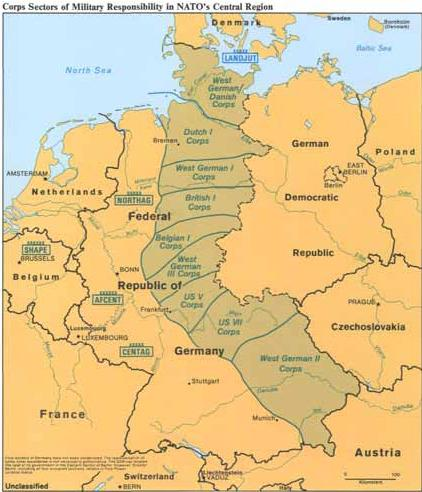
Secteur de responsabilité des corps d'armée de l'OTAN en Allemagne de l'Ouest depuis le retrait de la France du commandement intégré. Trois des huit corps d'armée sont allemands.

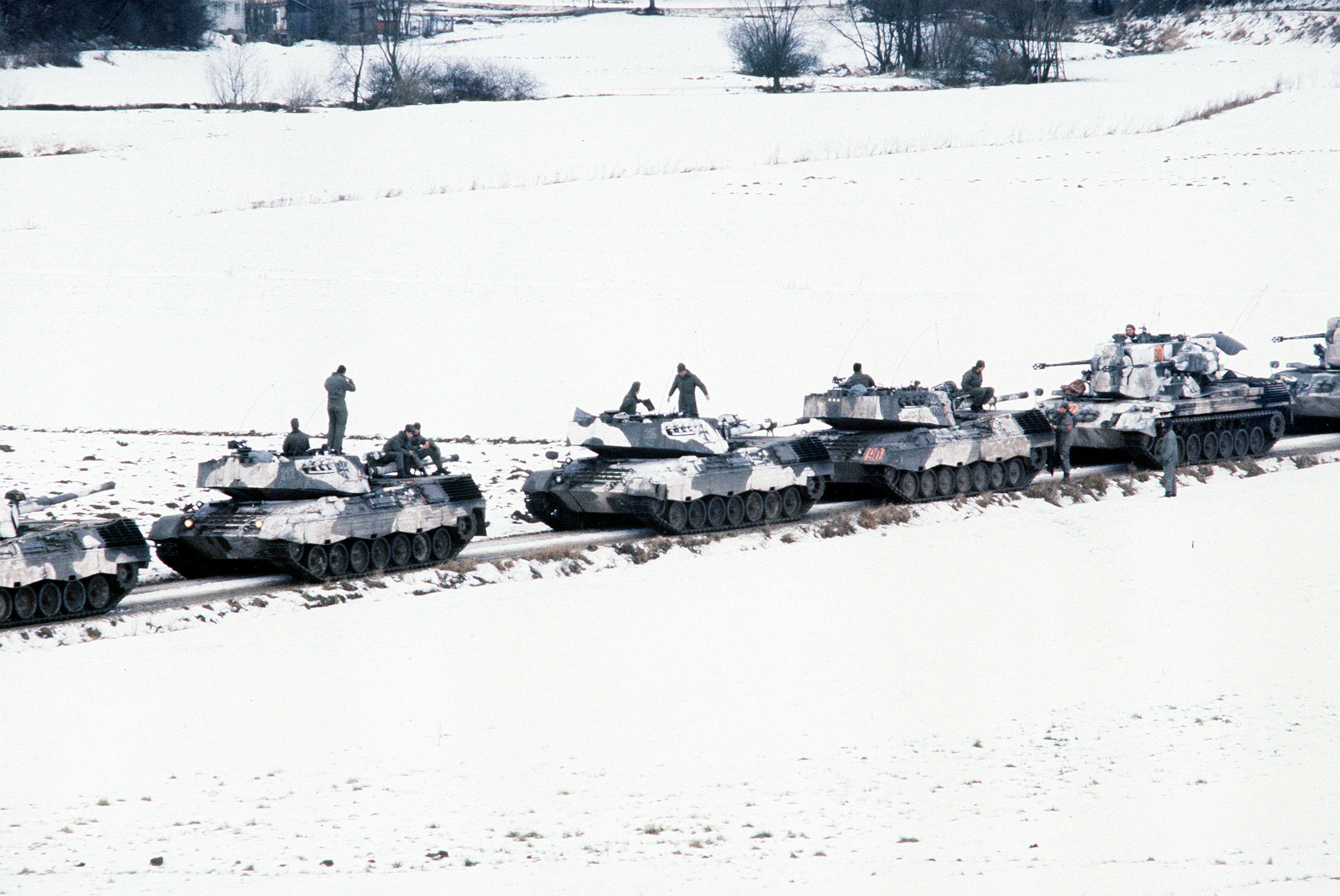
Colonne de chars Leopard 1 et de véhicules de lutte antiaérienne Flakpanzer Gepard de l'Allemagne de l'Ouest en 1985.

La Heer a été fondée en 1955 en tant qu'Armée de Terre de l'Allemagne de l'Ouest. Elle devient dans les années 1970/1980, la plus puissante d'Europe de l’Ouest avec un très important corps blindé avec plus de 3 500 chars de combat. Sa mission, strictement défensive, est d'empêcher une invasion par le pacte de Varsovie.
Après 1990, elle a absorbé l'Armée de l'Allemagne de l'Est socialiste, une partie de la Nationale Volksarmee. Les forces de l'ancienne Allemagne de l'Est ont d'abord été commandée par un commandement de l'Est de la Bunderwehr sous le commandement du lieutenant général Jörg Schönbohm et dissous le 30 juin 1991. À la suite de la fusion, l'Armée allemande était composée de quatre corps avec un effectif de 360 000 hommes. Il a été constamment réduit. En 1996, une brigade de parachutistes a été converti en une nouvelle unité de commandement des forces spéciales de l'Armée, connu sous le nom Kommando Spezialkräfte.
La première intervention à l'étranger de contingent allemand sous l'égide des Nations unies a lieu en Somalie dans le cadre de l'ONUSOM II entre 1992 et 1994.
En 1999, la guerre du Kosovo voit la première intervention de l’Armée allemande dans une zone de guerre dans le cadre de l'OTAN avec l’envoi d'un contingent au sein de la KFOR.
À compter de 2001, la restructuration de l'Armée allemande a vu sa transformation vers une structure à sept divisions : cinq mécanisées (chacune avec deux brigades mécanisées), une des forces spéciales, et une aéromobile.
En 2003, trois corps existaient encore, chacune incluant diverses formations de combat et une brigade d'entretien. le 1. Deutsch-Niederländisches Korps (I. Corps Allemand/Hollandais), une formation commune à Allemagne et aux Pays-Bas, utilisée pour contrôler en temps de paix la 1re et la 7e Panzerdivision ainsi que des formations néerlandaises. La 1re Panzer aurait rapporté au corps lui-même en temps de guerre tandis que le 7e Panzer aurait rapporté au corps de réaction rapide allié. Le II Corps était allemand en temps de paix, mais il aurait échangé une division avec le 5e corps d'armée américain en temps de guerre (la 5e Panzer). La 5e Panzerdivision est dissoute à compter du 30 juin 2001. En temps de paix, il commande également la 10e Panzer Division, qui a été alloué à l'Eurocorps et à l'origine de la moitié allemande de la Brigade franco-allemande. La 1re division de montagne à Munich a également été sous les ordres de cet état-major.
Le IVe Corps avait son siège à Potsdam en Allemagne de l'Est et contrôlait deux divisions de Panzer-Grenadier, les 13e et 14e. La 14e Panzergrenadierdivision a également pris le contrôle d'unités en Allemagne occidentale re-subordonné de la 6e division où il a perdu sa fonction de commandement. Il aurait constitué la contribution allemande du Corps multinational nord-est en temps de guerre. Le IVe Corps a également l'habitude d'avoir sous son commandement militaire le « 1er commandement de district militaire », la « 1re brigade mécanisée de l'air », et le « Commandement de Berlin » (Standortkommando).
Les militaires de la Heer sont présents dans le nord de l'Afghanistan dans le cadre de la Force internationale d'assistance et de sécurité engagé dans la guerre d'Afghanistan. En 2006, son contingent était de 2 800 personnes ; en juin 2009 de 3 465 personnes, en juillet 2011 de 4 800 personnes. Au 7 juillet 2011, 53 Allemands sont morts lors cette mission.

## La Heer de nos jours dans la Bundeswehr
Tous les corps ont été dissous ou transférés à un niveau multinational comme le (Corps multinational Nord-Est)- Multinationales Korps Nord-Ost (de). Le IVe corps a été réorganisé et est devenu un commandement de déploiement outre-mer comme le quartier général conjoint permanent britannique (Permanent Joint Headquarters (en) ou PJHQ).

### Le personnel
Avant la fin de conscription en 2012, l'Armée de terre allemande disposait au total de 91 752 soldats en service actif. Sur ce total, environ 60 000 sont des soldats professionnels et 20 000 sont des conscrits.
En septembre 2014, elle dispose de 61 449 militaires dont 55 300 militaires de carrière et 6 000 conscrits prolongés volontaires ainsi que 1 740 personnels civils.

#### Structure actuelle de l'Armée de terre allemande
Situation en 2020 :

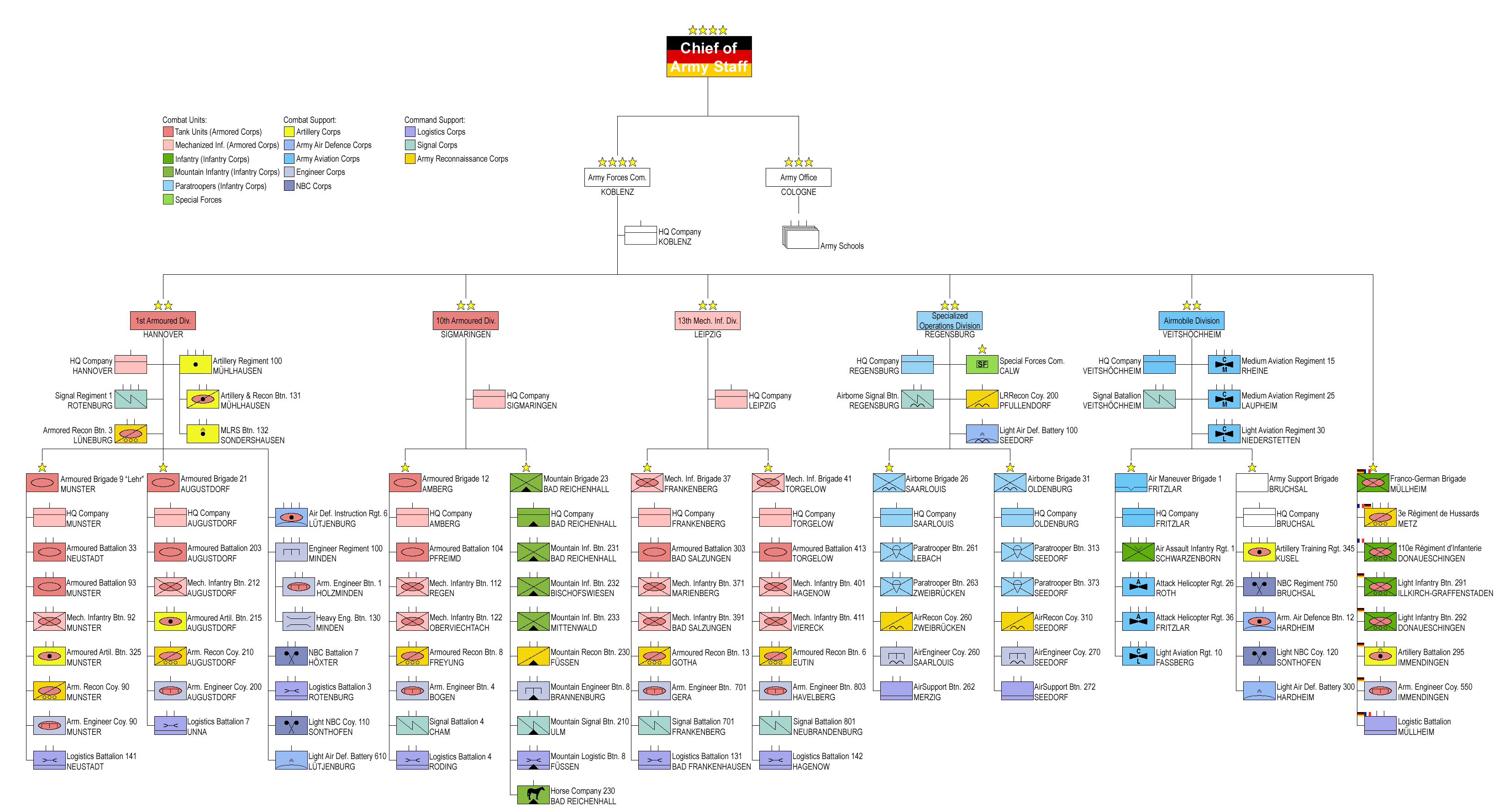
Organigramme de la Heer en 2011. (cliquez dessus pour agrandir)

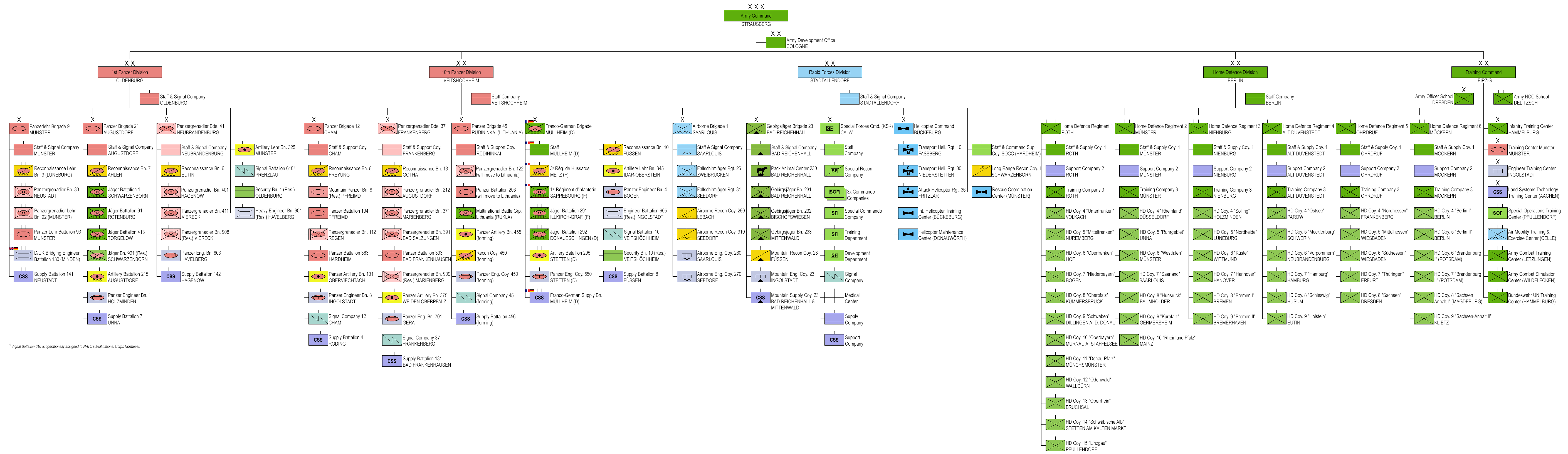
Organigramme de la Heer en 2025. (cliquez dessus pour agrandir)

L'Armée de terre allemande est commandée par un chef d'état-major de l'Armée de terre (Inspekteur des Heeres) basé au ministère fédéral de la Défense à Berlin et Bonn. Les commandements majeurs sont le « Bureau des armées allemandes » dans la Barnim Kasern de Strausberg depuis 2014 (auparavant Cologne) et le « commandement des Forces armées allemandes » à Coblence. En 2002, un nombre d'unités et de ses personnels sont transférés vers des nouvelles formations communes : la Base des forces armées (de) (SKB ou Service central des supports) et le Sanitätsdienst (de) (Service central médical).

##### Chef d'état-major de l'Armée de terre
- Lieutenant General Werner Freers
- État-major de l'Armée de terre au ministère fédéral de la Défense

##### Bureau de l'Armée de terre allemande
Le bureau de l'Armée de terre allemande (Heeresamt) situé à Cologne jusqu'en 2014 est l'autorité supérieure pour tous les éléments de soutien de l'Armée, comme les écoles et centres de formation. Elle est commandée par un général de division, actuellement le MajGen Joachim Clauss.
- École de défense NBC et d'auto-protection à Sonthofen
- École de la police militaire et des services d'état-major à Sonthofen
- École d'Artillerie de Idar-Oberstein
- Trois bataillons des aspirants-officiers à Idar-Oberstein, Munster et Hammelburg
- Centre d'entraînement des opérations spéciales à Pfullendorf
- Centre de l'Armée de terre de simulation de conduite de la guerre à Wildflecken
- Centre d'instruction au combat de l'Armée de terre de Letzlingen
- École d'aviation de l'Armée de terre à Bückeburg
- Centre de formation à Munster :
  - Défense antiaérienne de l'Armée de terre
  - Blindé
  - De reconnaissance
- École de combat d'hiver et de montagne à Mittenwald
- École d'infanterie de Hammelburg
- Opérations aéroportées et des transports scolaires Air à Altenstadt
- Académie de l'Armée de terre des officiers de Dresde avec Centre tactique de l'Armée
- Académie de l'Armée de terre des sous-officiers (trois à différents lieux)
- École d'ingénieur et l'école de l'Armée de terre de génie des structures à Ingolstadt (anciennement à Munich)
- L'école de maintenance et d'ingénierie de l'Armée de terre à Aix-la-Chapelle.

##### Commandement de l'Armée de terre allemande

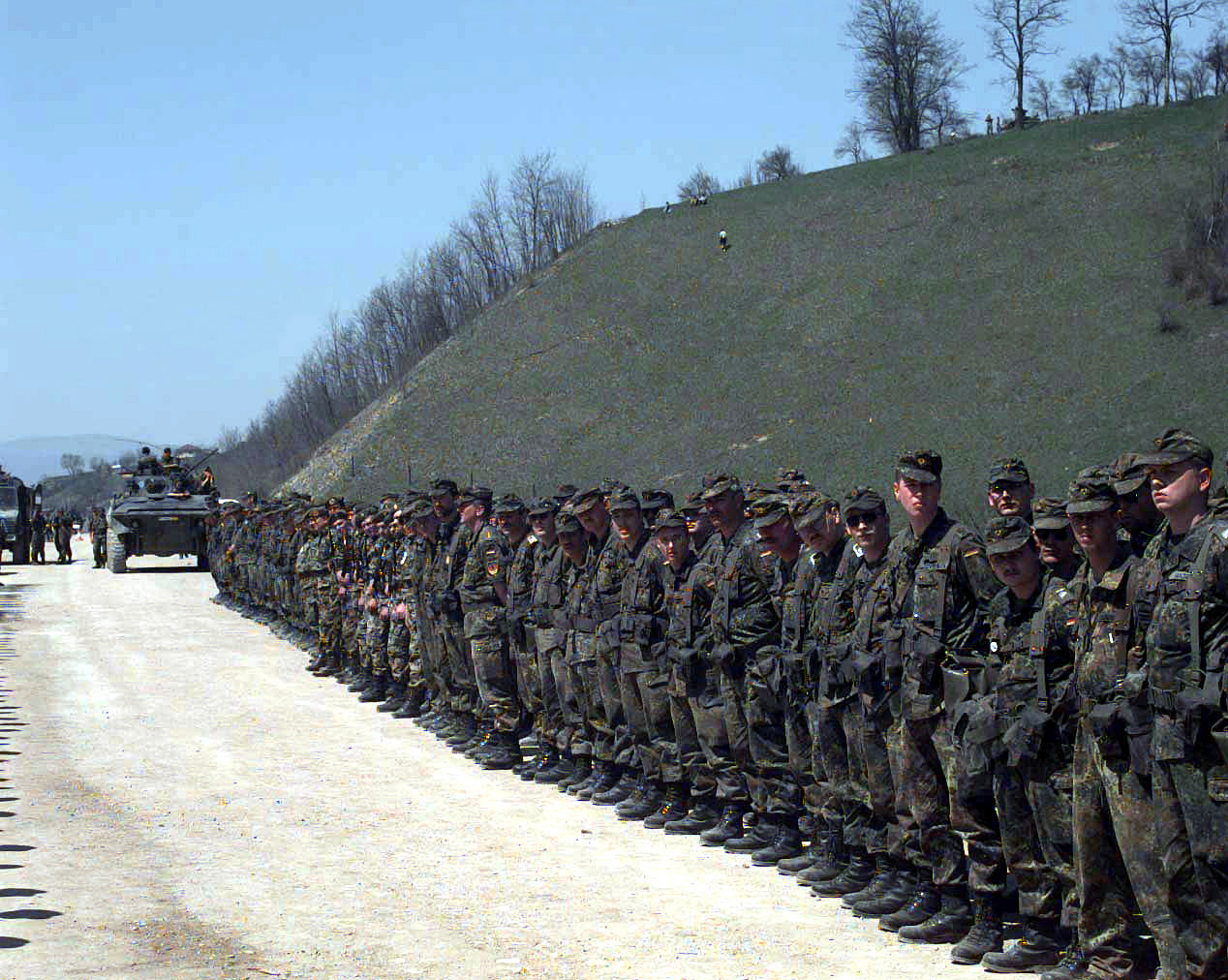
Soldats allemands, ayant reconstruit un pont dans la ville de Visoko en Bosnie, durant les cérémonies d'ouverture en 1996.

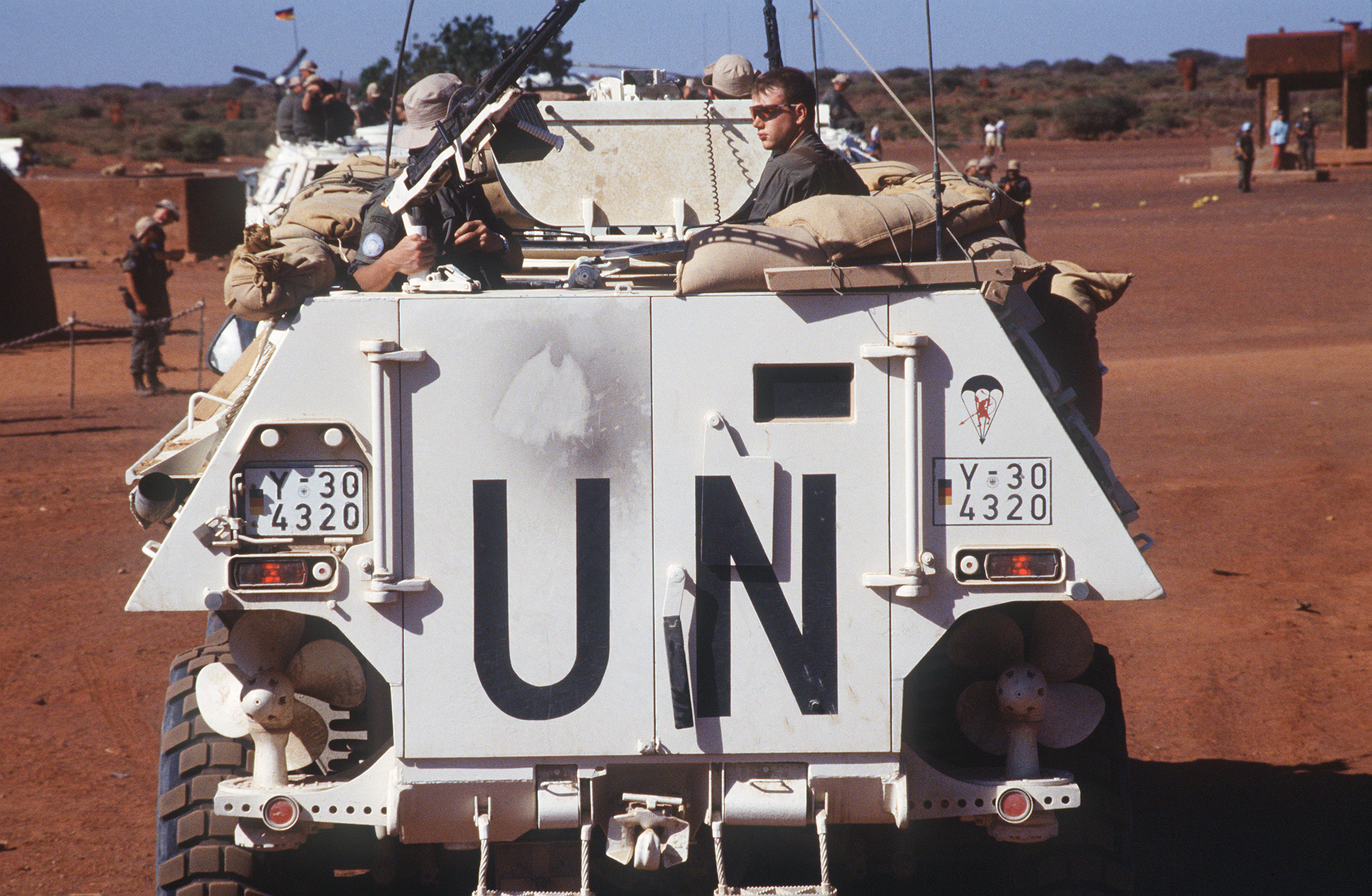
Soldats allemands du bataillon parachutiste 261 à bord d'un véhicule de transport de personnel en Somalie en 1993.

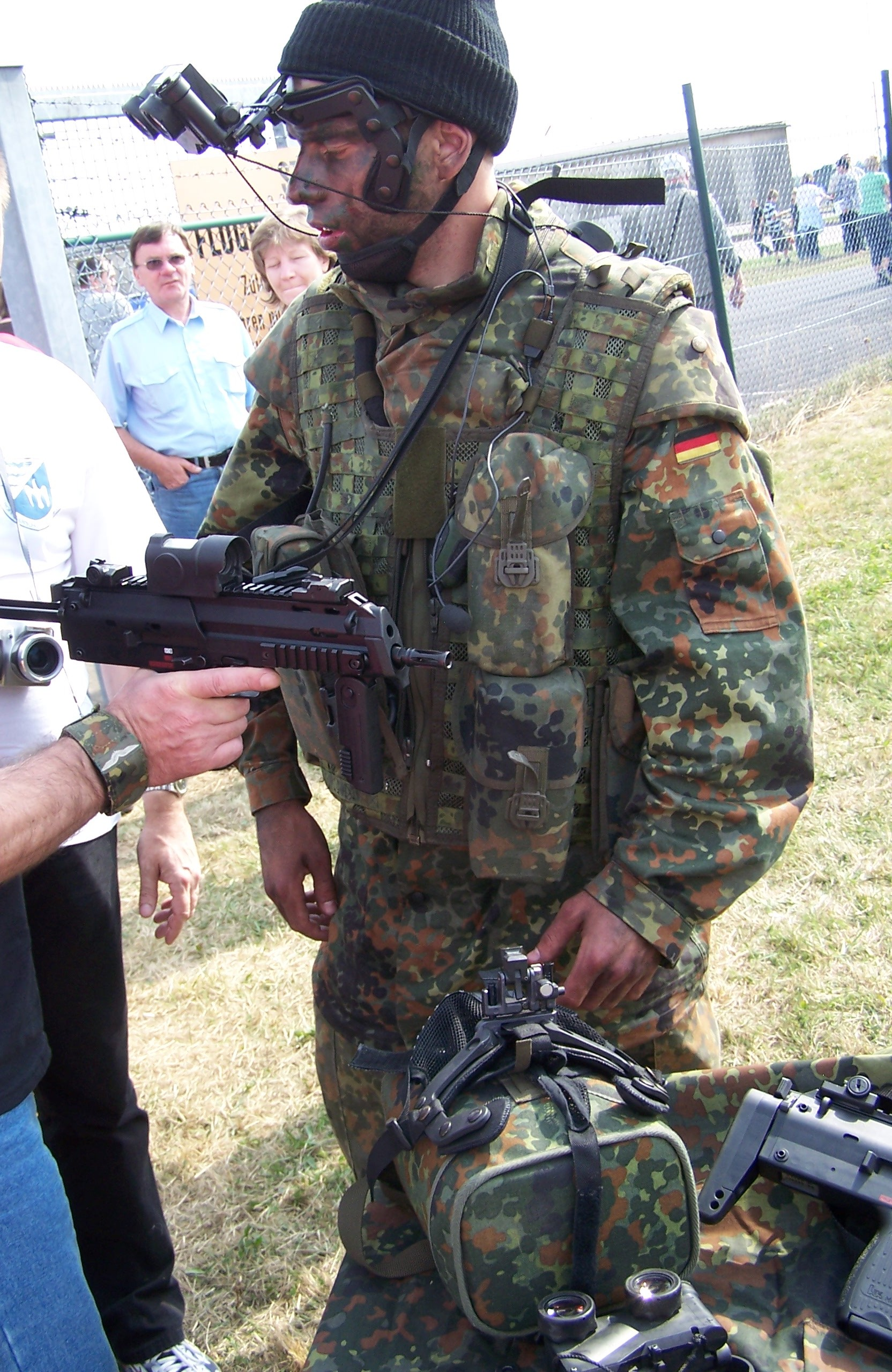
Soldat de l'Armée de terre allemande en démonstration de l'équipement du programme IdZ qui est introduit en série à partir de 2015.

Le commandement de l'Armée de terre allemande (Heeresführungskommando (de)) (HFüKdo) situé à Coblence exerce le commandement et le contrôle de toutes les unités de combat. Il est commandé par un lieutenant-général. Ces unités comprennent deux divisions de blindés, deux divisions d'infanterie mécanisée, une division des opérations spécialisées et une division aéromobile.
Selon leur taille et leur rôle, les brigades peuvent être commandées soit par un Brigadegeneral ou un colonel. Contrairement à d'autres armées européennes, telles celles des Pays-Bas voisins ou de la France, les régiments n'ont pas une forme commune d'organisation et sont donc rares dans l'Armée allemande. Les bataillons sont directement subordonnés aux brigades ou divisions de troupes divisionnaires.
- 1. Panzerdivision (Division Eingreifkräfte) à Hanovre
  - Panzerlehrbrigade 9 à Munster
  - Panzerbrigade 21 à Augustdorf
- 10. Panzerdivision (Division Lion) (de) à Veitshöchheim
  - Gebirgsjägerbrigade 23 à Bad Reichenhall
  - Panzerbrigade 12 à Amberg
- 13. Panzergrenadierdivision (de) à Leipzig
  -  Panzergrenadierbrigade 37 (de) « État libre de Sax » à Frankenberg
  -  Panzergrenadierbrigade 41 (de) « Poméranie occidentale » à Neubrandenbourg
- Division Spezielle Operationen à Ratisbonne
  - Luftlandebrigade 26 à Sarrelouis
  - Luftlandebrigade 31 à Oldenbourg
  - Kommando Spezialkräfte à Calw
- Division Luftbewegliche Operationen à Veitshöchheim ( mise sur pied le 1er juillet 2002 - dissout le 26 juin 2014 ) 
  - Luftbewegliche Brigade 1 à Fritzlar
  - Heerestruppenbrigade à Bruchsal
- Dépôt central de l'Armée de terre à Herongen
- Dépôt central de l'Armée de terre à Pirmasens
- Base centrale de mobilisation à Brück

##### Organisations internationales
Ces commandements sont pour les groupements de combat de l'Union européenne, de la Force de réaction de l'OTAN et les Nations unies si le besoins en troupes sont nécessaires.
- Eurokorps à Strasbourg (France)
  - Éléments allemands de deux bataillons permanents et une compagnie d'état-major
  - 10. Panzerdivision à Sigmaringen
- 1. Deutsch-Niederländisches Korps à Münster
  - Éléments allemands de deux bataillons permanents et une compagnie d'état-major
  - 1. Panzerdivision à Hanovre
- Multinationales Korps Nord-Ost à Szczecin (Pologne)
  - 13. Panzergrenadierdivision
  - Fernmeldebataillon 610
- brigade franco-allemande à Müllheim

##### Truppengattungen

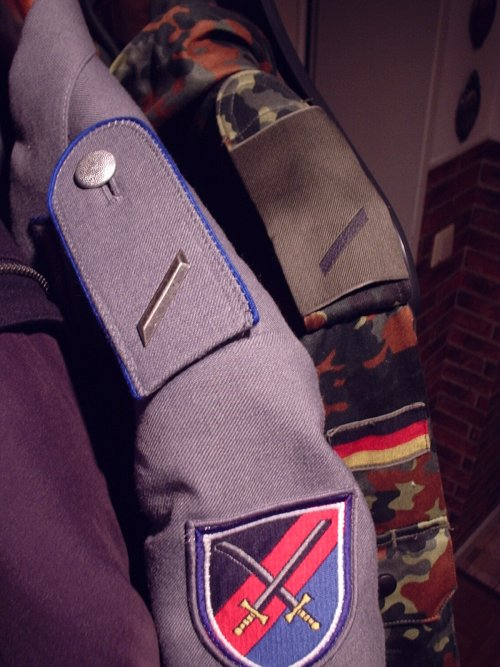
La bordure bleue autour de la patte d'épaule de cet uniforme indique que son porteur est affecté à une unité de logistique

L'Armée allemande a onze différentes branches de troupes, désigné Truppengattungen. Chaque Truppengattung est responsable de la formation et de préparation de ses unités et dispose de ses propres écoles et centres d'excellence pour le faire. Un Truppengattung est visuellement identifié par la couleur distinctive (Waffenfarbe) des passepoils des épaulettes de grades et de leur béret avec un badge spécifique qui s'y rattachent.
| Truppengattungs- verbund          | Truppengattung                                  | Kragen- spiegel  | Barrette         | Icônes d'unités  | |
| Forces de combat                  | Forces de combat                                | Forces de combat | Forces de combat | Forces de combat | Forces de combat |
| --------------------------------- | ----------------------------------------------- | ---------------- | ---------------- | ---------------- | --- |
| Infanterie                        | Fallschirmjägertruppe (chasseurs parachutistes) | zentriert        |                  |                  | 16 compagnies de chasseurs parachutistes dont 4 avec des armes lourdes d'infanterie                                                     |
| Infanterie                        | Gebirgsjägertruppe                              | zentriert        |                  |                  | 12 compagnies de chasseurs de montagne dont 3 avec des armes lourdes d'infanterie                                                       |
| Infanterie                        | Jägertruppe                                     | zentriert        |                  |                  | 9 compagnies de chasseurs dont 3 avec des armes lourdes d'infanterie 2 Jägerkompanien im Aufbau                                         |
| Panzertruppen                     | Panzergrenadiertruppe                           | zentriert        |                  |                  | 24 compagnies de panzergrenadiers keine schweren Kompanien mehr                                                                         |
| Panzertruppen                     | Panzertruppe                                    | zentriert        |                  |                  | 18 Panzerkompanien |
| Spezialkräfte                     | Spezialkräfte                                   | zentriert        |                  |                  | 1 Regiment |
| Troupes de soutien de combat      |                                                 |                  |                  |                  | |
| ABC-Abwehrtruppe                  | ABC-Abwehrtruppe                                |                  |                  |                  | 11 ABC-Abwehrkompanien |
| Artillerietruppe                  | Artillerietruppe                                | zentriert        |                  |                  | 5 Raketenartilleriebatterien 13 Panzerartilleriebatterien 4 Beobachtungs-/ Aufklärungsbatterien                                         |
| Heeresfliegertruppe               | Heeresfliegertruppe                             | zentriert        |                  |                  | 4 Transportregimenter 2 Kampfhubschrauberregimenter                                                                                     |
| Heeresflugabwehrtruppe            | Heeresflugabwehrtruppe                          | zentriert        |                  |                  | 9 Panzerflugabwehrkanonenbatterien (à Auflösung) 4 Flugabwehrraketenbatterien (1 à Auflösung) Flugabwehrsystemverbundeinheiten à Aufbau |
| Pioniertruppe                     | Pioniertruppe                                   |                  |                  |                  | 6 Bataillone +6 Kompanien |
| Troupe de soutien de commandement |                                                 |                  |                  |                  | |
| Fernmeldetruppe                   | Fernmeldetruppe                                 | zentriert        |                  |                  | 1 Fernmelderegiment +7 Bataillone |
| Heeresaufklärungstruppe           | Heeresaufklärungstruppe                         | zentriert        |                  |                  | 13 Spähkompanien 1 Spähkompanie à Aufbau 2 Luftlandaufklärungskompanien 1 Fernspähkompanie                                              |
| Heereslogistiktruppen             | Instandsetzungstruppe                           | zentriert        |                  |                  | 10 Bataillone |
| Heereslogistiktruppen             | Nachschubtruppe                                 | zentriert        |                  |                  | 10 Bataillone |
| Sanitätsdienst Heer               | Sanitätsdienst Heer                             | zentriert        |                  |                  | keine selbstständigen Truppenteile |
| Autre                             |                                                 |                  |                  |                  | |
| Musique militaire en Allemagne    | Musique militaire en Allemagne                  |                  |                  |                  | 5 Heeresmusikkorps |

##### Désignation des unités

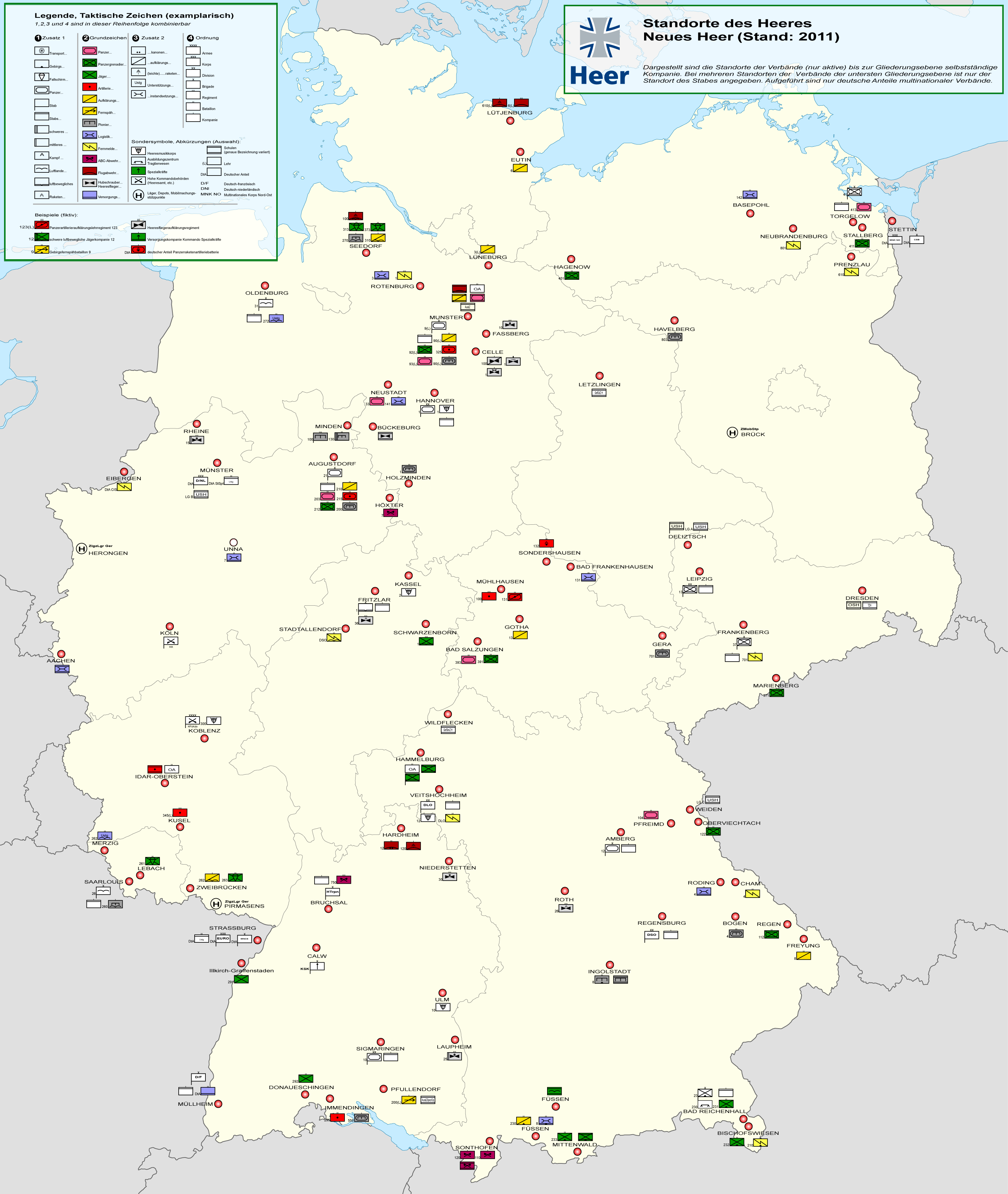
Implantation territoriale de la Heer en 2010.

- compagnie : numérotation arabe (2./Panzerartilleriebataillon 2)
- bataillon : arabe postposé (Panzergrenadierbataillon 12)
- régiment : arabe postposé (Fernmelderegiment 1)
- brigade : arabe postposé (Panzerbrigade 14)
- division : arabe (1. Panzerdivision)
- corps d'armée : romain ou arabe (III. Korps; 1. Deutsch-Niederländisches Korps)
- armée : arabe (6. Armee).

#### Structure des grades
La structure des grades de l'Armée allemande est ajustée à la structure hiérarchique de l'OTAN. Contrairement à ses prédécesseurs, l'Armée allemande moderne n'utilise pas le rang de colonel général.
Le rang le plus élevé pour un officier de l'Armée est lieutenant général, alors que le rang de général est réservé pour le chef des Forces armées du personnel ou des agents agissant comme officiers de l'OTAN.
Les élèves-officiers ne passent pas par tous les grades de militaires du rang, mais sont directement promus lieutenant après 36 mois de service.
Les grades équivalents de l'Armée américaine sont présentés ci-dessous entre parenthèses en fonction du "STANAG 2116 LO NSA MC (EDITION 6) - CODES DE GRADES OTAN du personnel militaire" :
|  |  |  |  |  |  |

|  |  |  |  |  |

|  |  |  |  |  |

|  |  |  |  |  |

|  |  |  |  |  |

|  |  |  |  |  |

### Matériel dans les années 2000

#### Armement individuel
- Fusil d'assaut Heckler & Koch G36
- Fusil d'assaut Heckler & Koch G3
- Fusil de précision G22 (AWM-F)
- Mitrailleuse Rheinmetall MG3
- Mitrailleuse MG4
- Pistolet mitrailleur Heckler & Koch MP5
- Pistolet P1
- Pistolet Heckler & Koch P7
- Pistolet Heckler & Koch P8
- Heckler & Koch G8—7,62 mm x 51 fusil automatique, seulement utilisé par les forces spéciales
- Heckler & Koch HK21E—7,62 mm x 51 mitrailleuse, seulement utilisée par les forces spéciales
- M3M-12,7 mm x 99 mitrailleuse lourde, utilisée sur les véhicules armés et les hélicoptères CH-53
- Heckler & Koch MP7—4,6 x 30 mm pistolet mitrailleur, remplaçant le MP2
- MP2—9 x 19 mm pistolet mitrailleur
- Remington 870 - Fusil à pompe, utilisé en un petit nombre par les forces spéciales et la police militaire (Feldjäger)
- G24 — fusil de précision, seulement utilisé par les forces spéciales
- G29 — 8.6 mm x 70 fusil de précision
- G82 — fusil de précision
- HK MSG3—7,62 mm x 51 fusil de tireur d'élite
- Dynamit Nobel Panzerfaust 3 — lance-roquettes anti-char
- Raytheon Fliegerfaust 2 (FIM-92 Stinger) — Missile sol-air infrarouge
- MILAN — système de missile guidé anti-char
- Granatpistole 40 mm - Pistolet lance-grenades
- HK GMG—grenade autocannon
- AG36 — Lance-grenades
- KM2000 — 172 mm tantō couteau standard de combat.

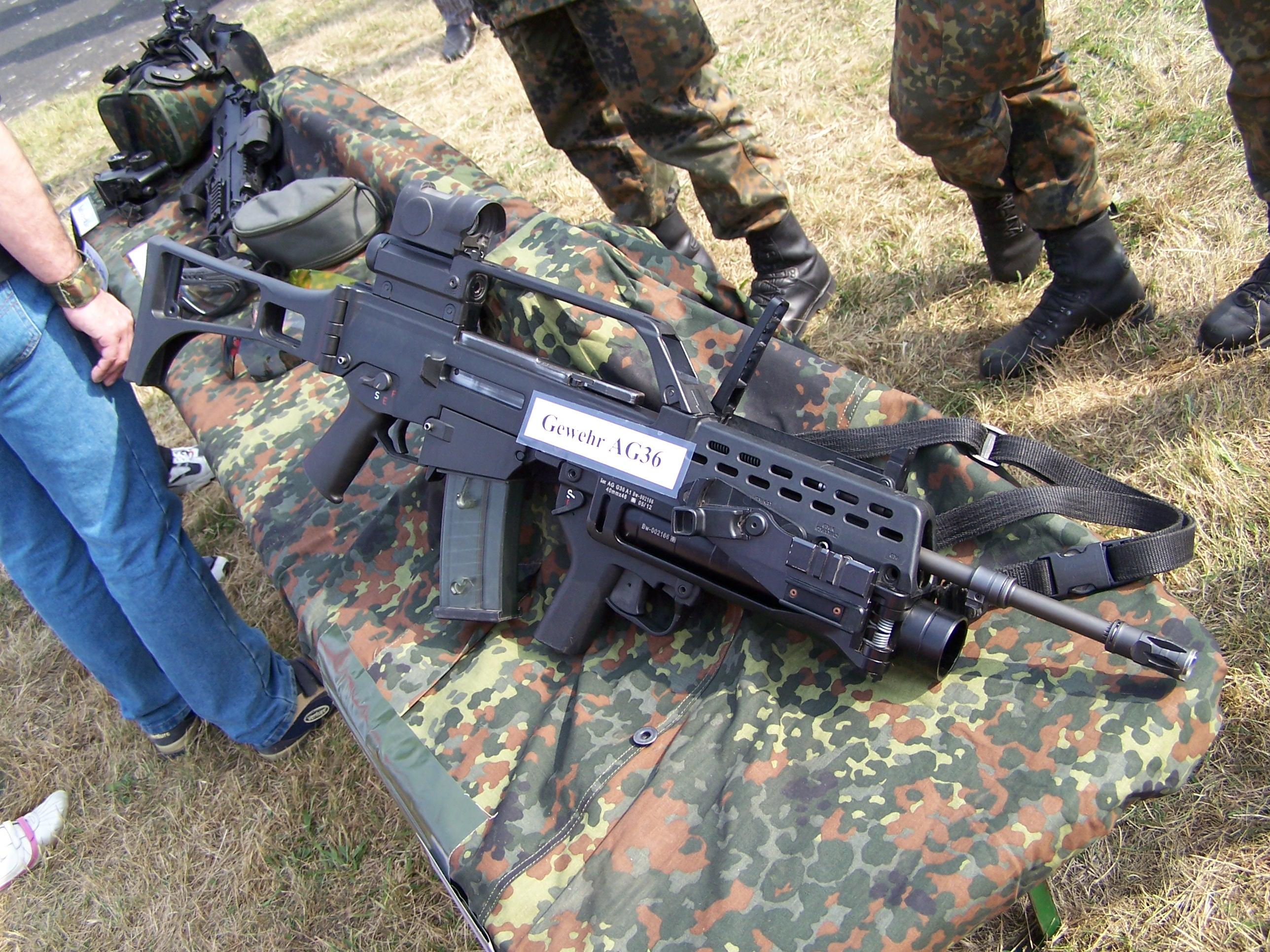
Gewehr G36 avec le lanceur de grenade AG36.
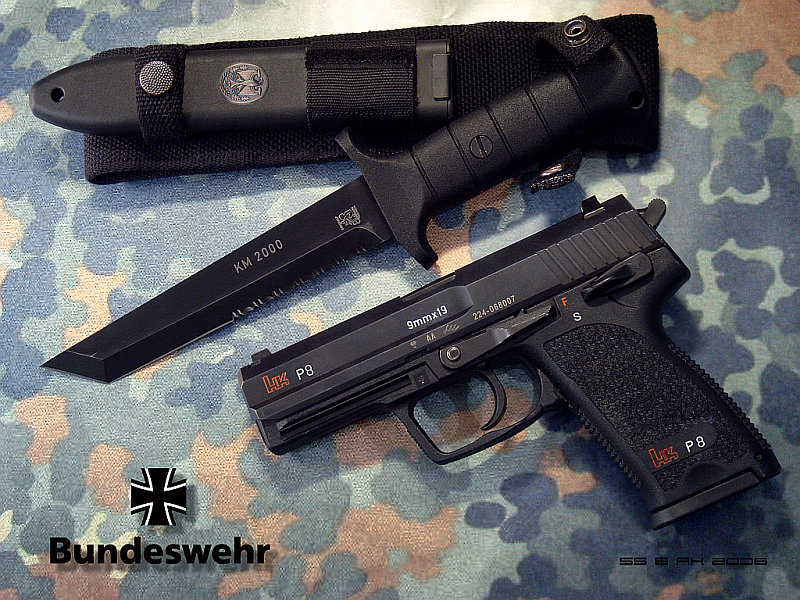
KM2000 & Pistolet P8.
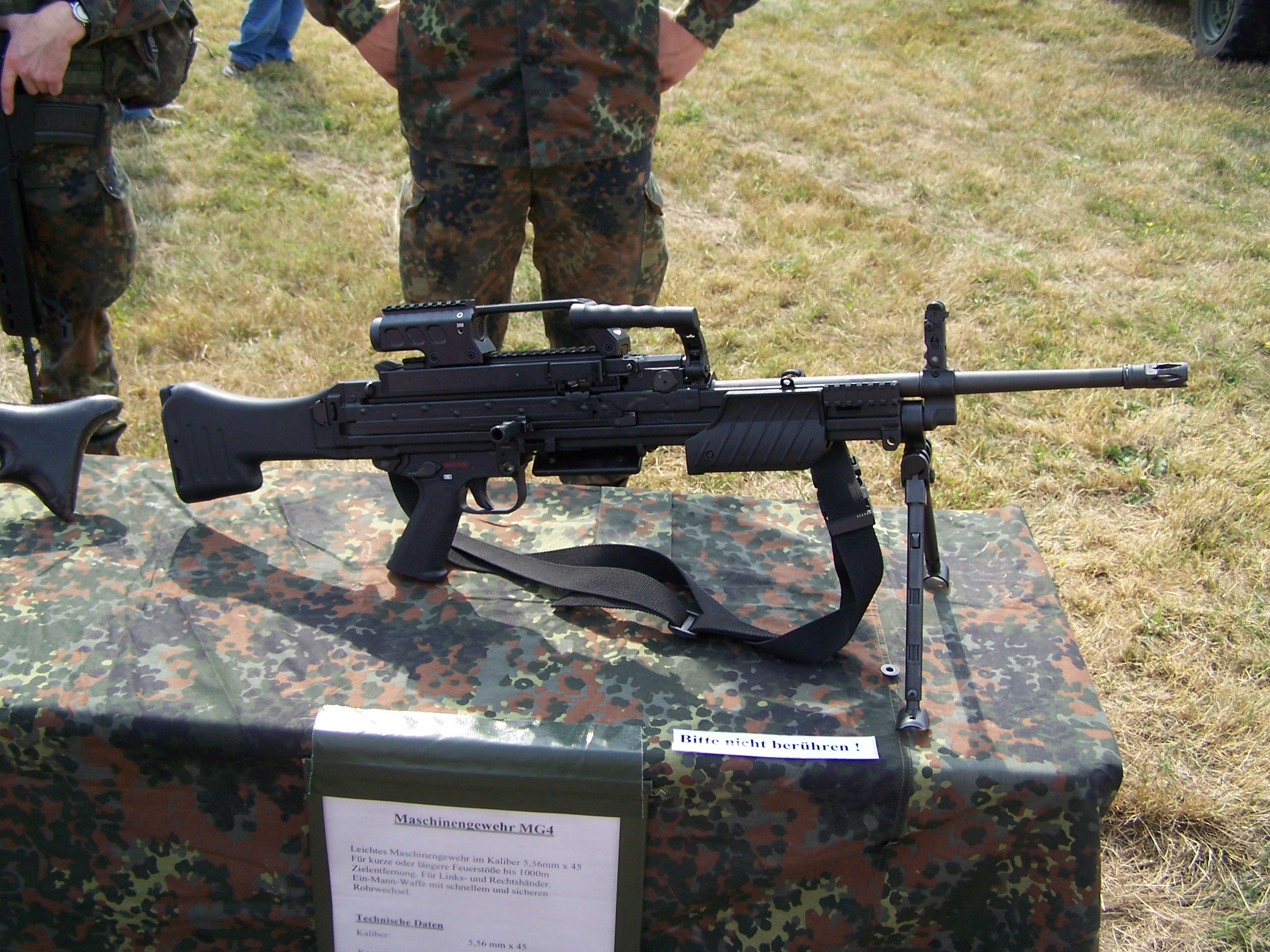
MG4.
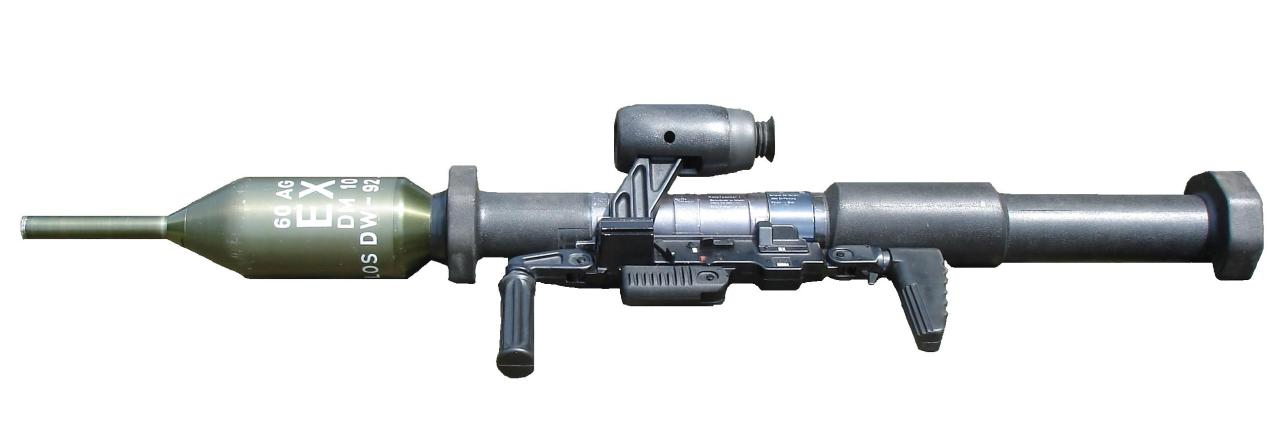
Panzerfaust 3.
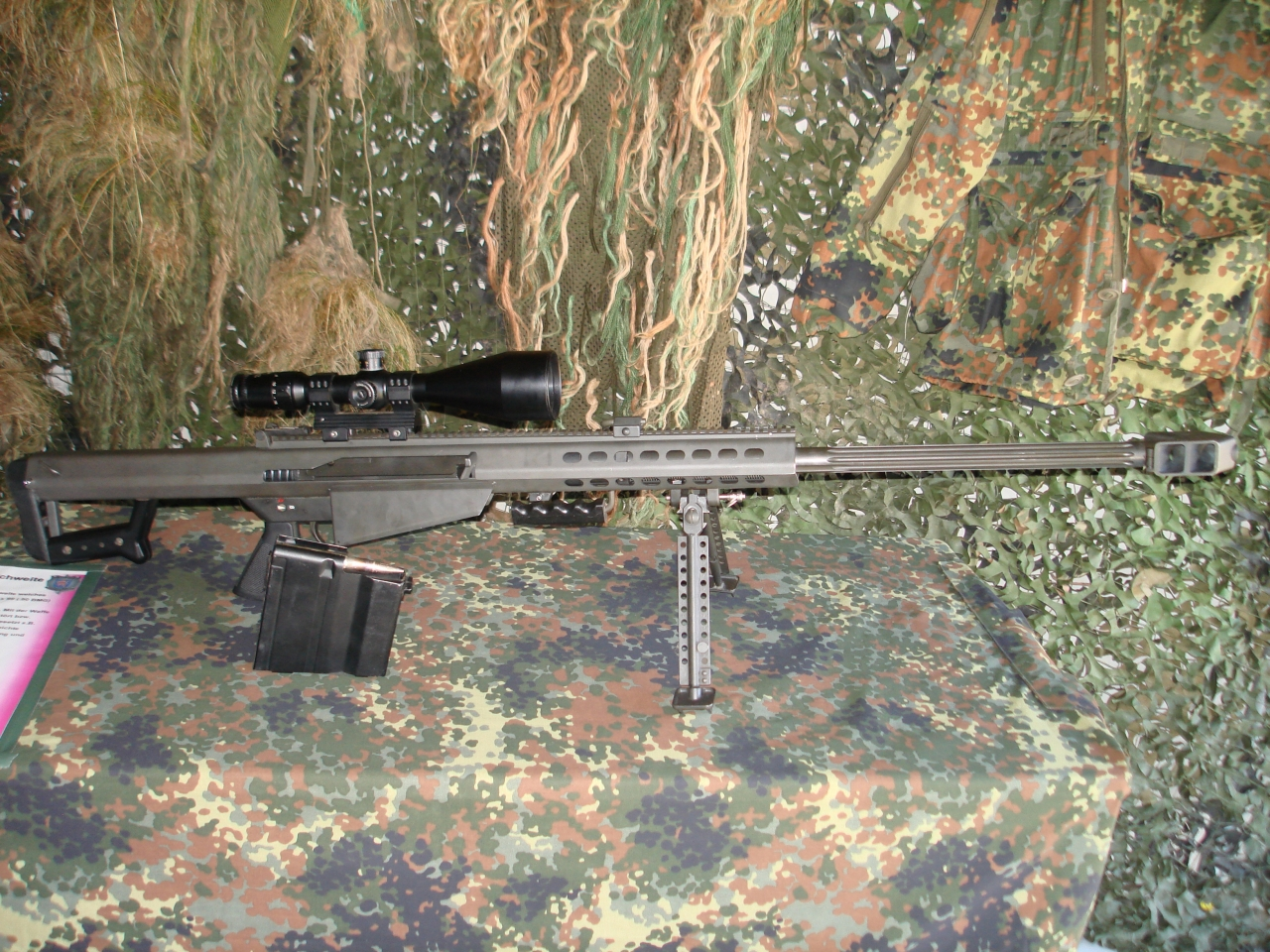
G82.
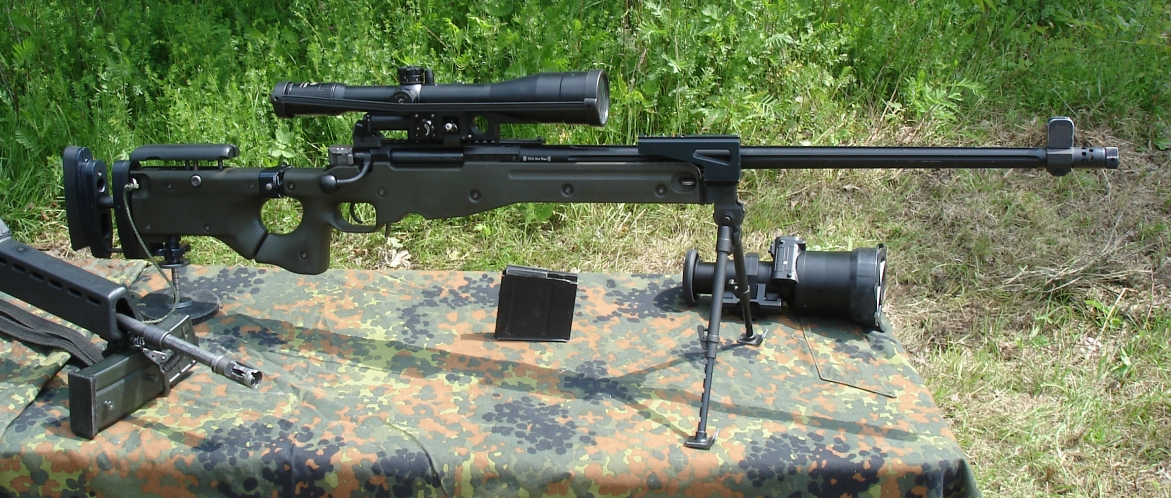
G22.
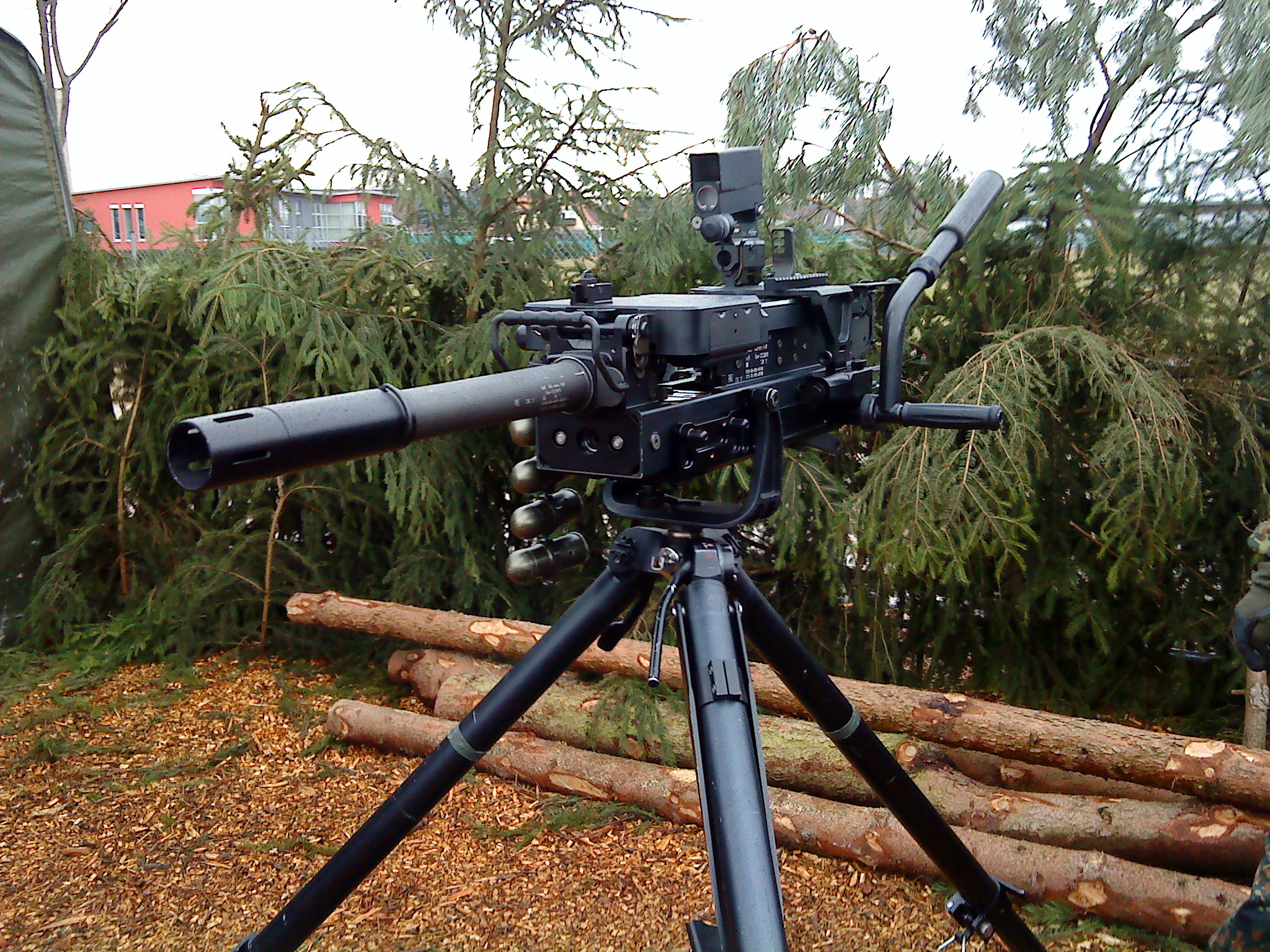
HK GMG.
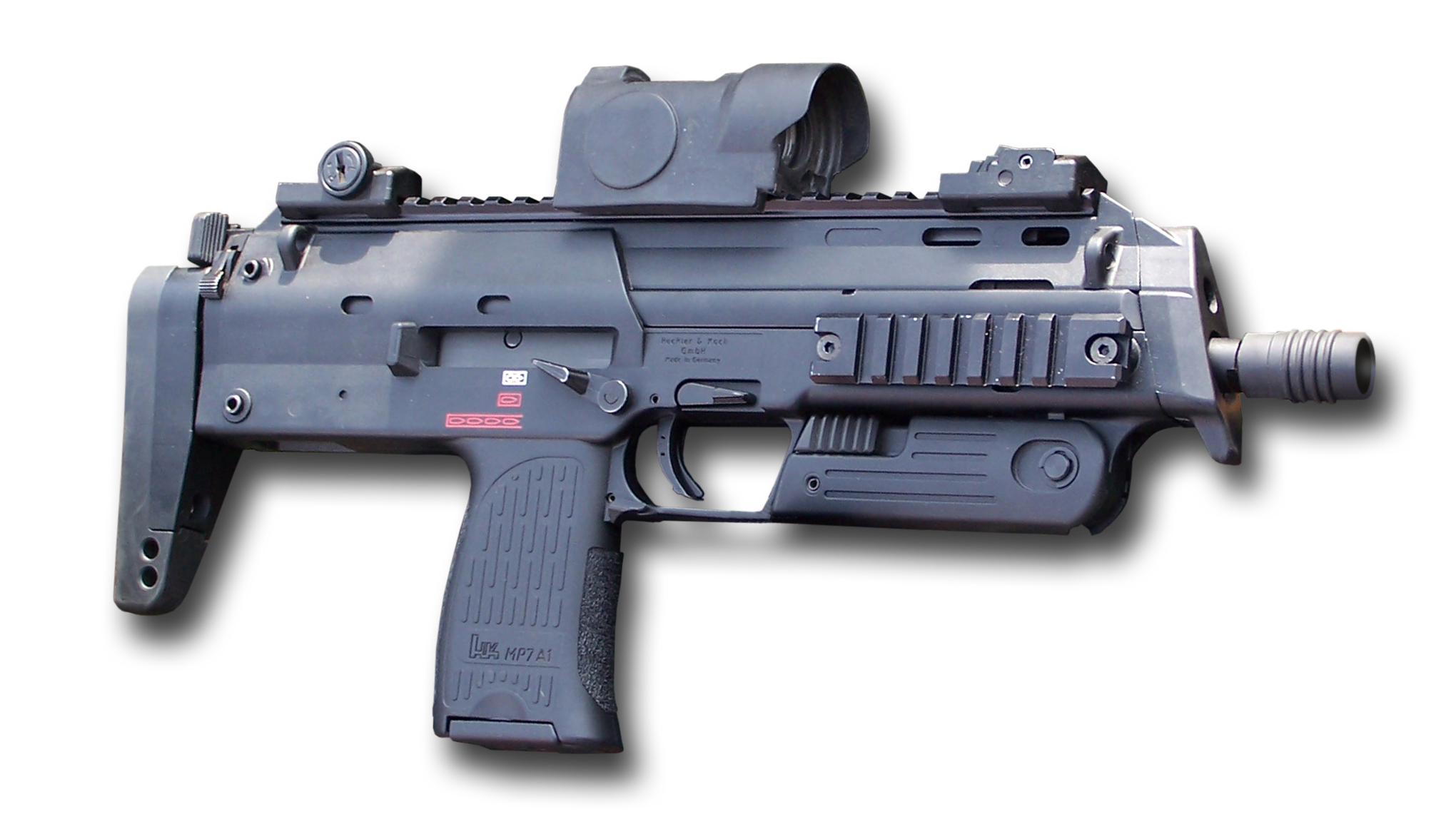
MP7A1.
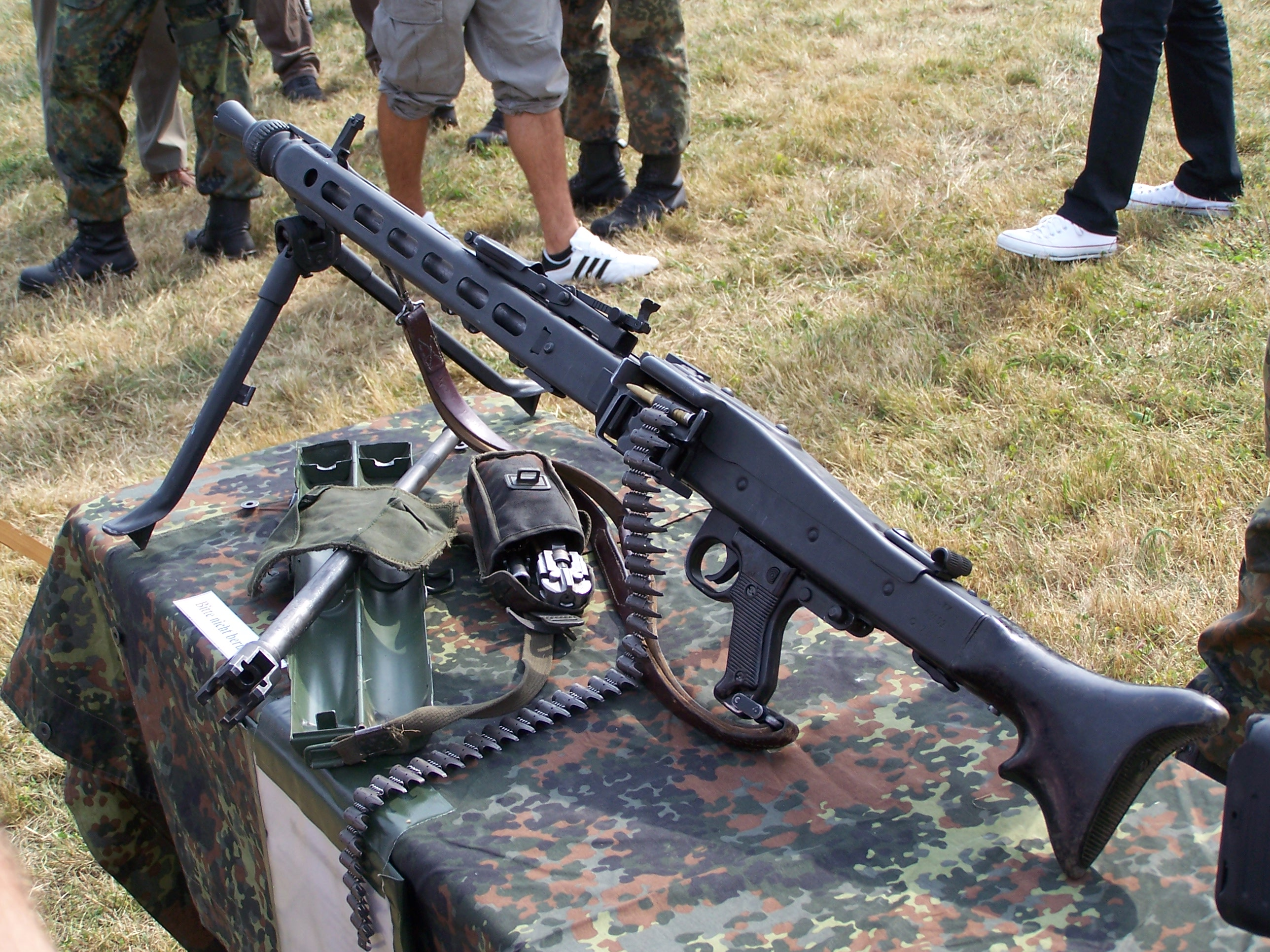
Mitrailleuse MG3.
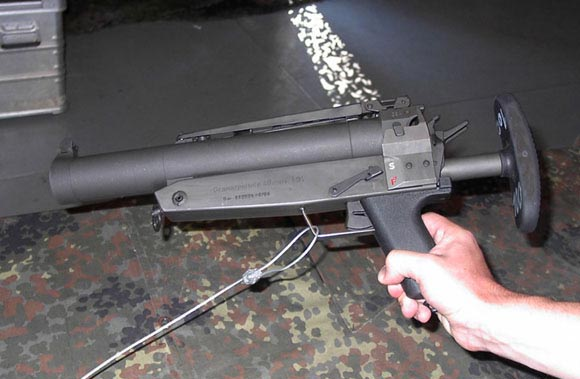
Pistolet lance grenade de 40 mm.
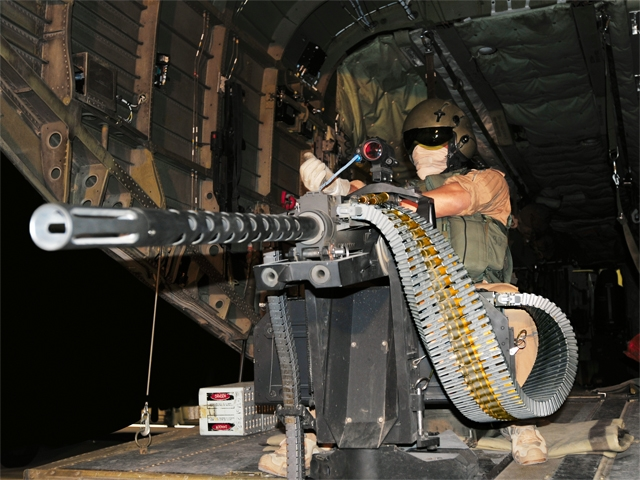
Un mitrailleur de bord allemand avec une mitrailleuse Browning M3M à bord d'un hélicoptère CH-53.

#### Systèmes de reconnaissance
- Fennek (Véhicule de reconnaissance blindé à roue), remplaçant le Spähpanzer Luchs
- Luna X 2000 (Système de reconnaissance par drone)
- KZO (Système de reconnaissance par drone)
- Aladin (Système de reconnaissance par drone)
- Camcopter S-100 (VTOL Système de reconnaissance par drone, attribution planifiée[11])
- MIKADO (Système de reconnaissance par mini drone)
- Fancopter (Système de reconnaissance par mini drone)
- RASIT (Système radar), en phase de remplacement
- BÜR (Système radar surveillance au sol, basé sur le Dingo 2).

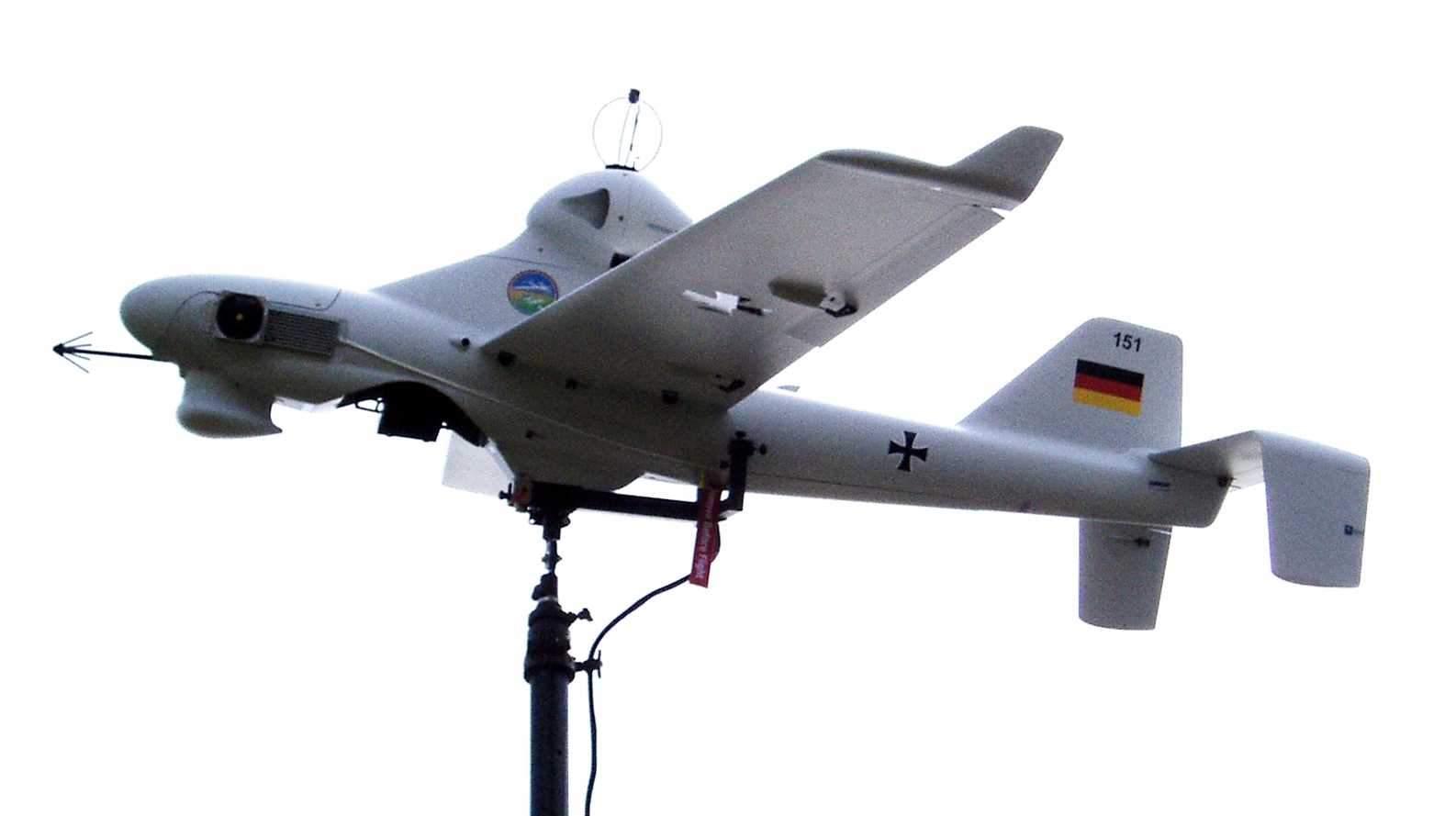
Luna X 2000 UAV.
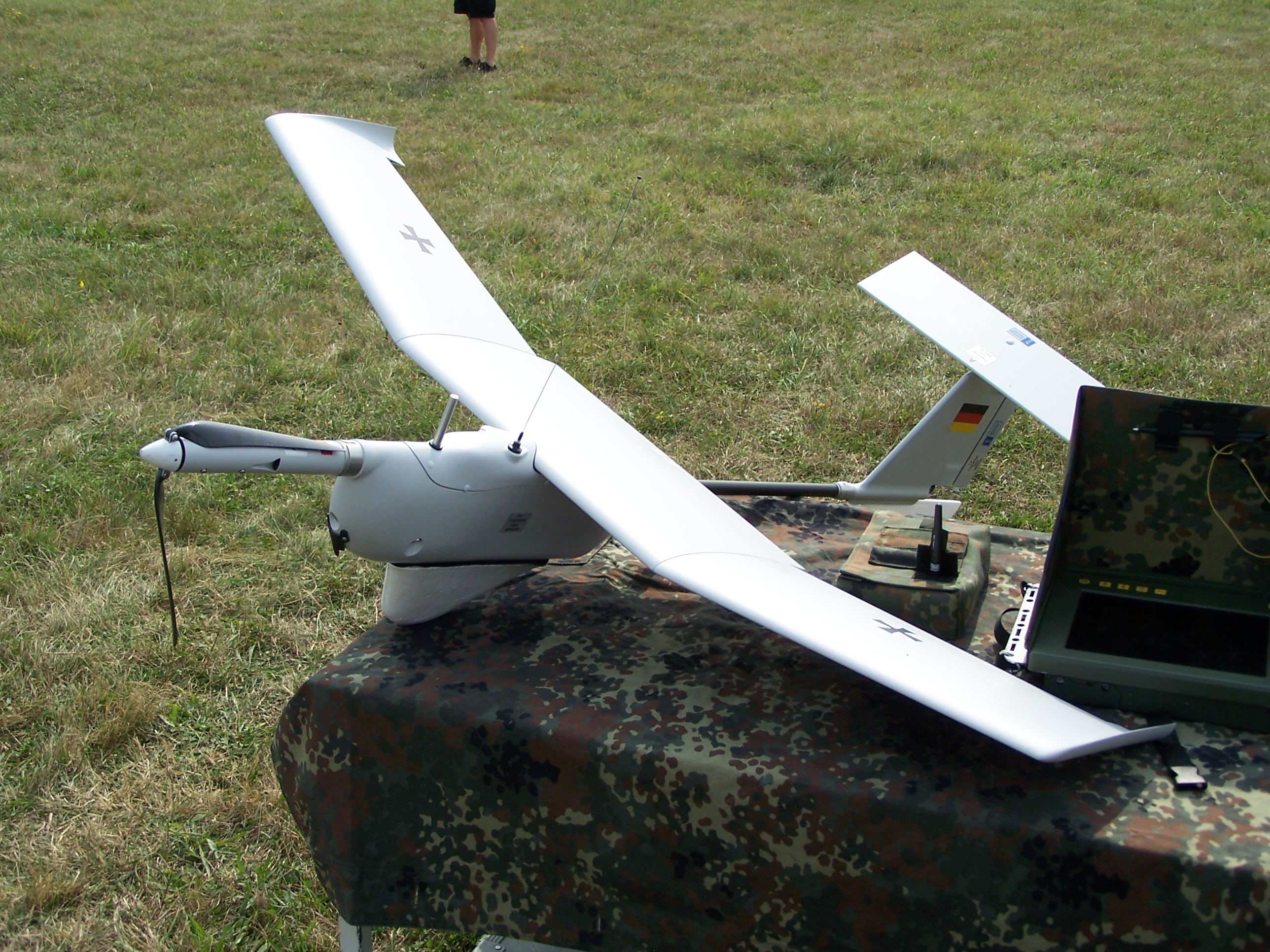
EMT Aladin UAV.
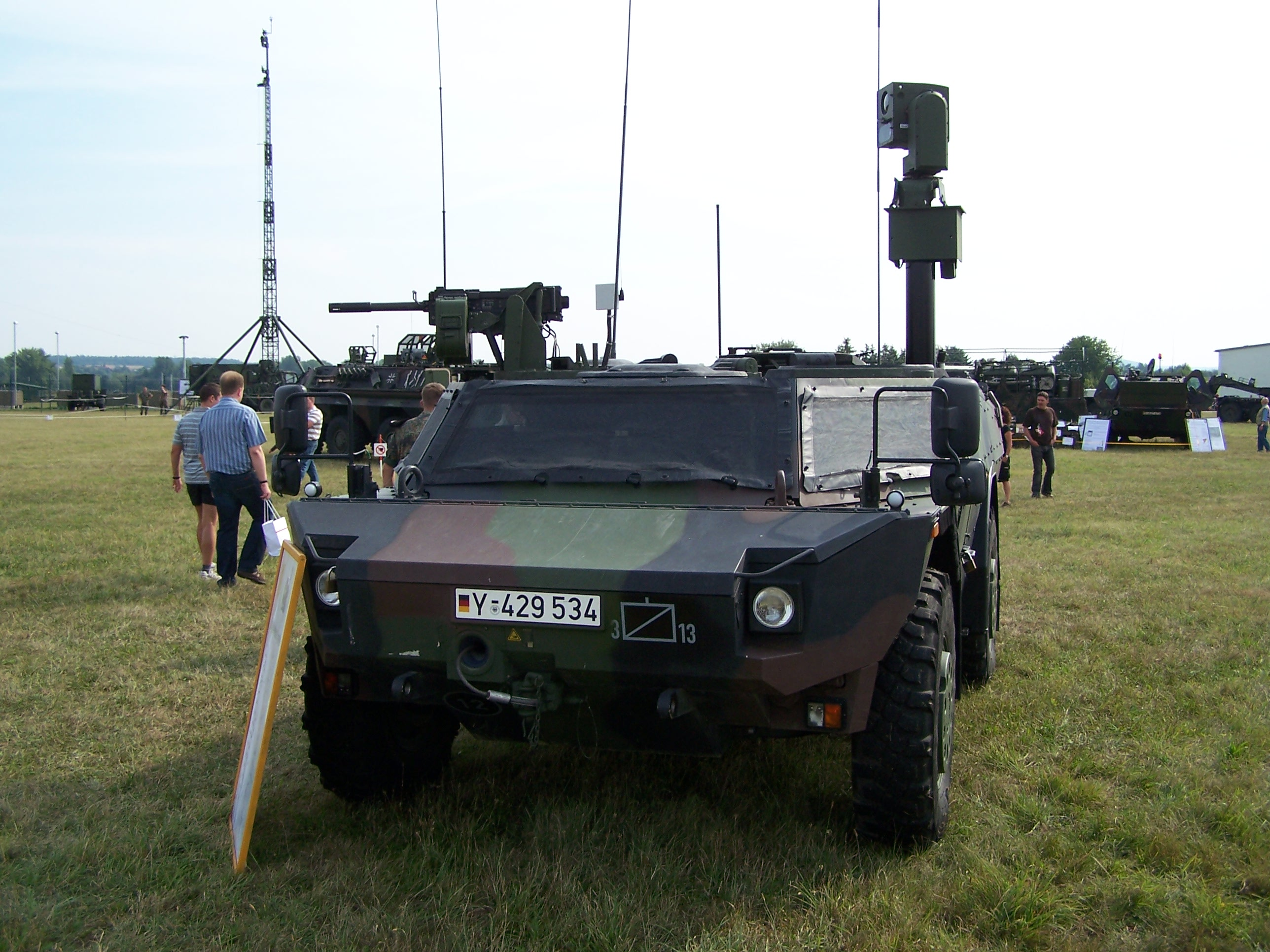
Fennek.
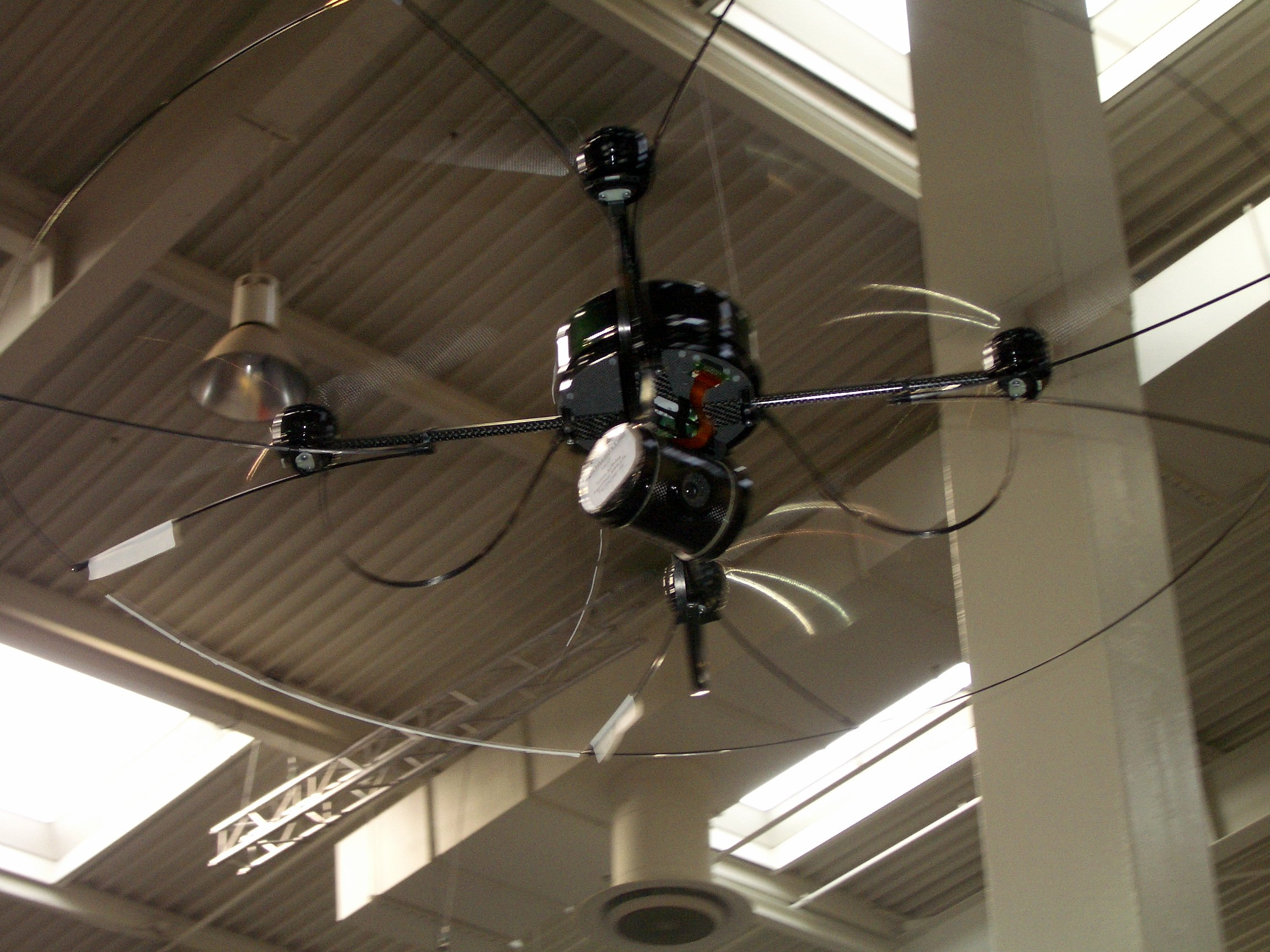
MIKADO.
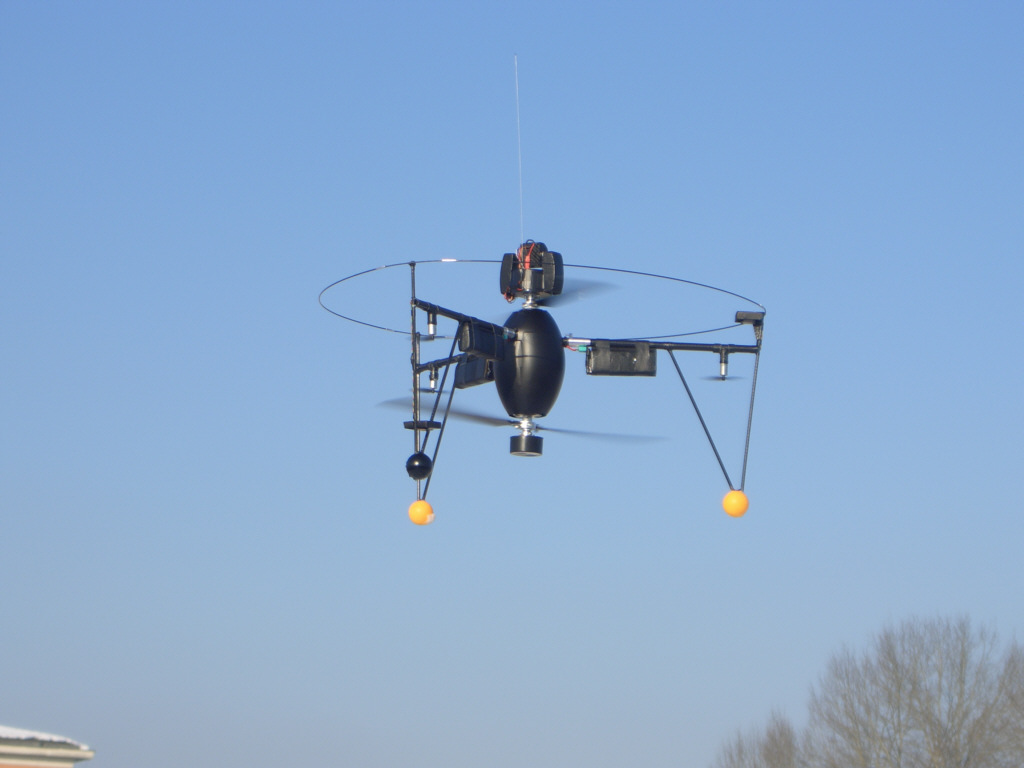
Fancopter.
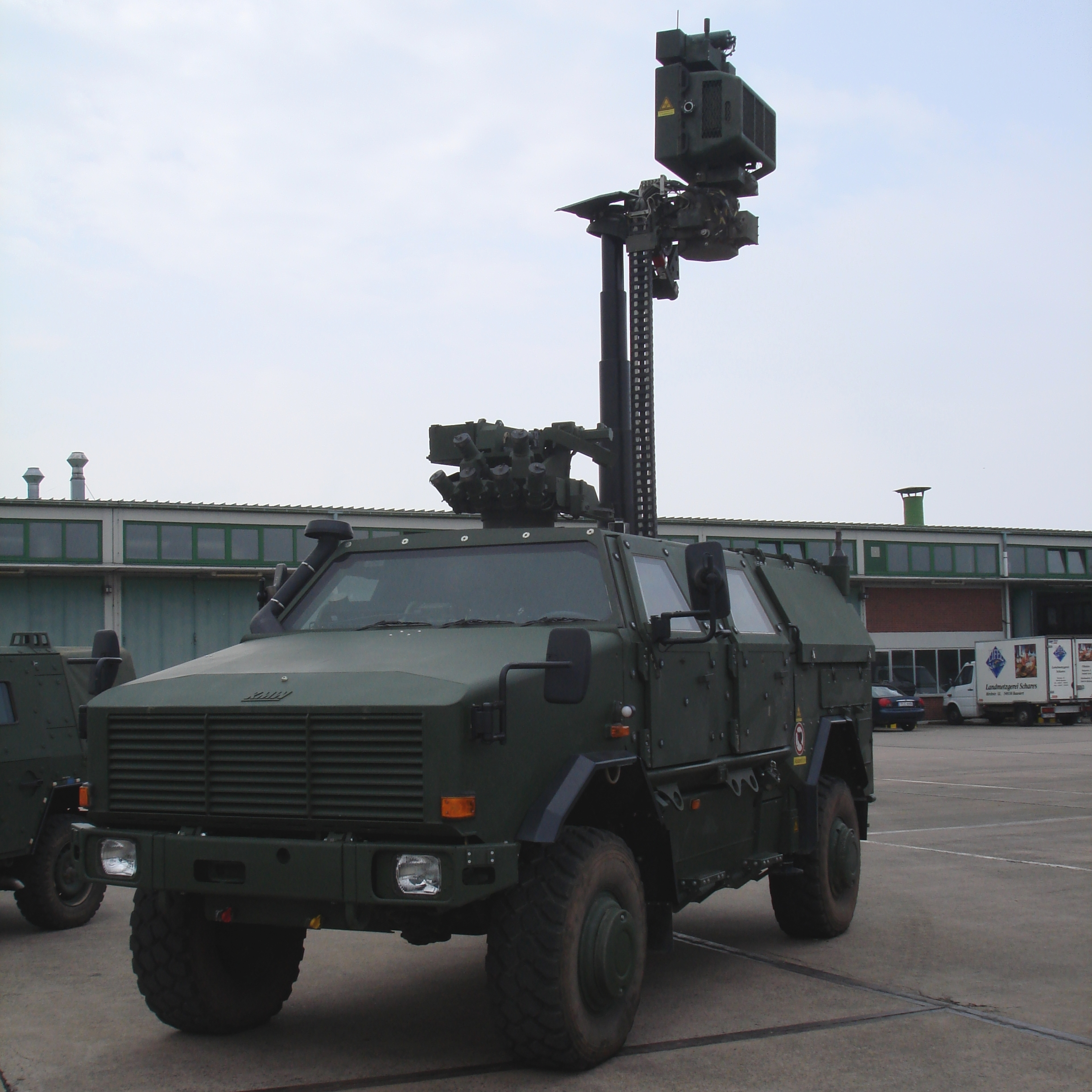
BÜR.

#### Véhicules blindés

##### Combat

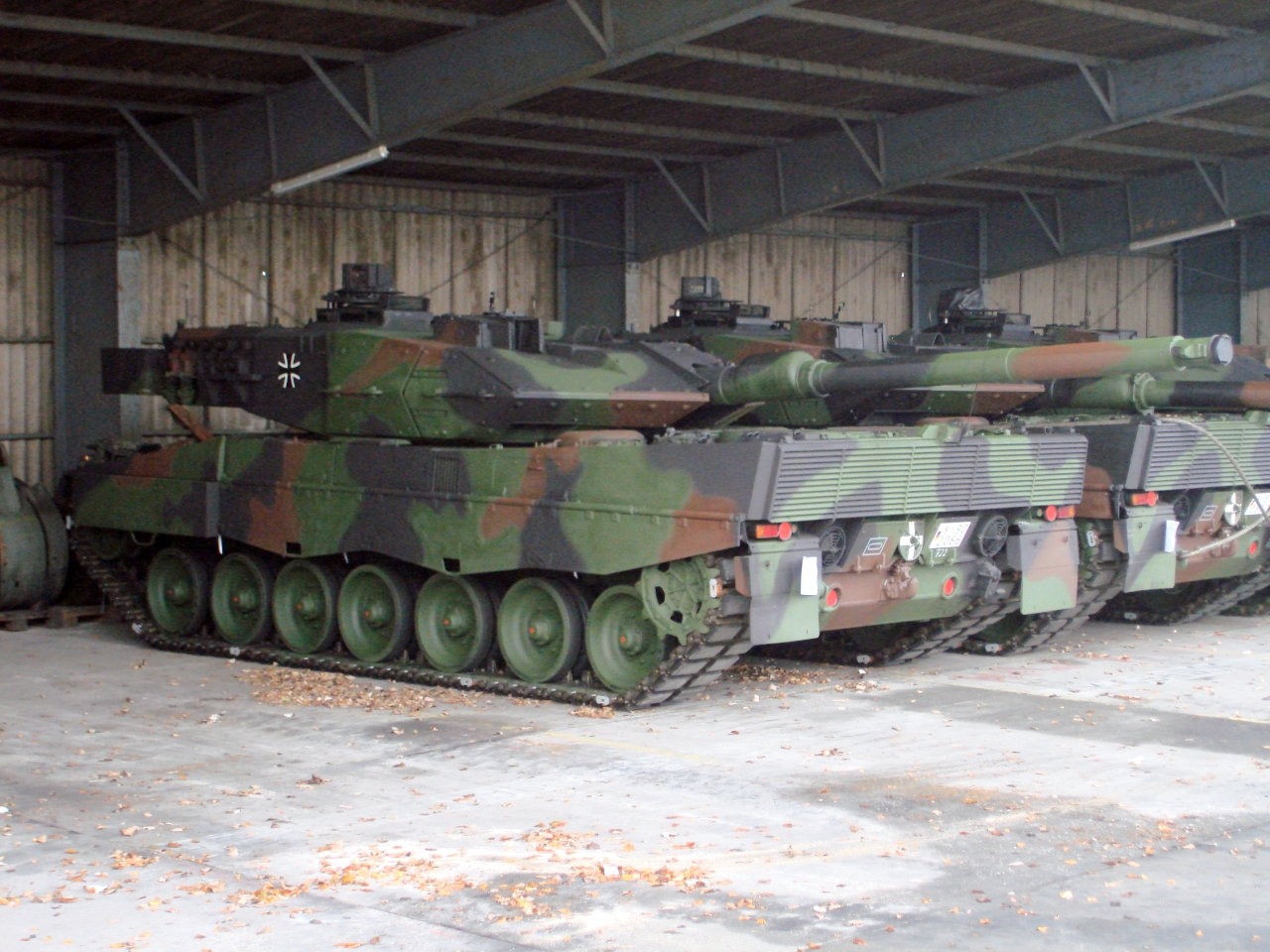
Leopard 2A6.

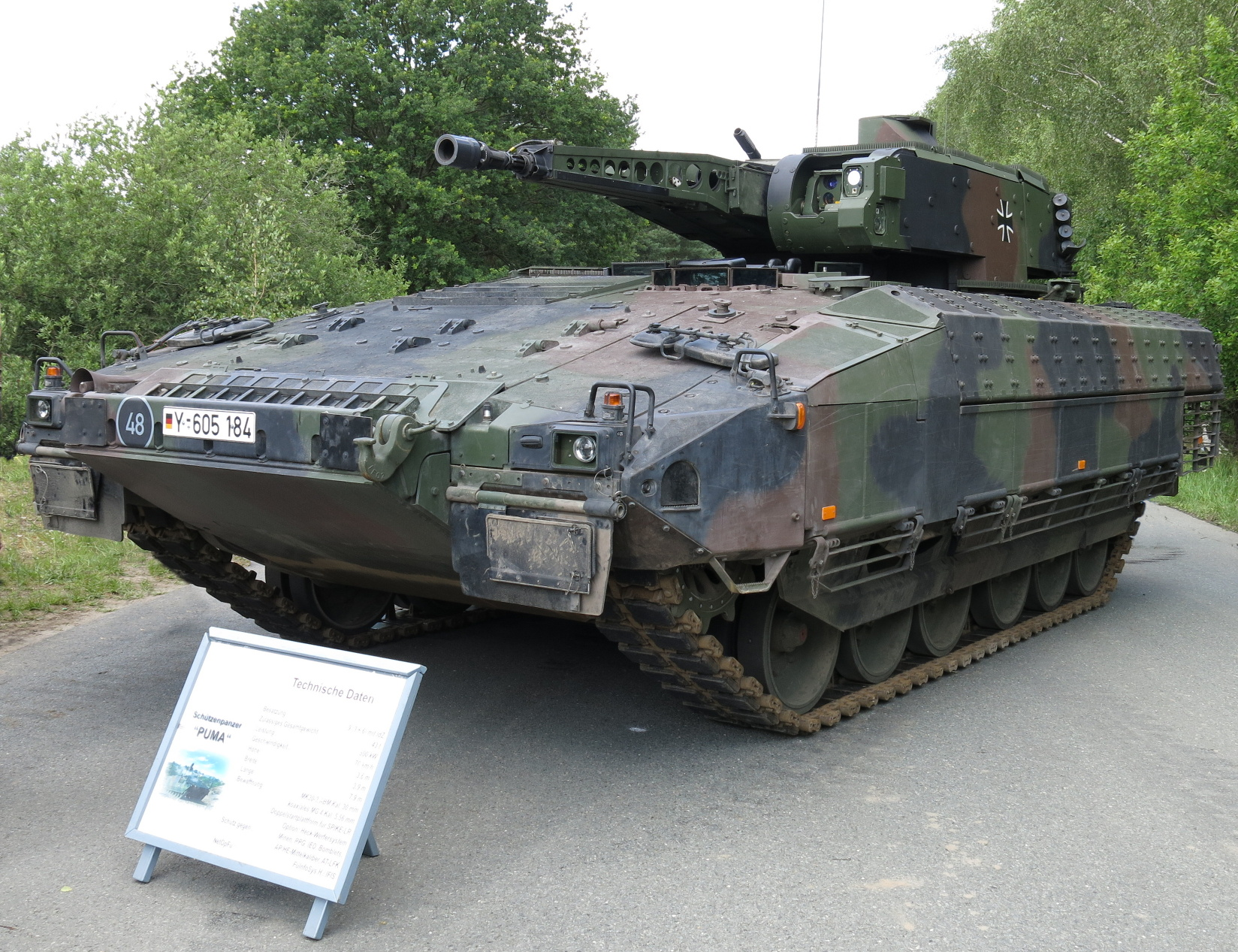
Puma (VCI).

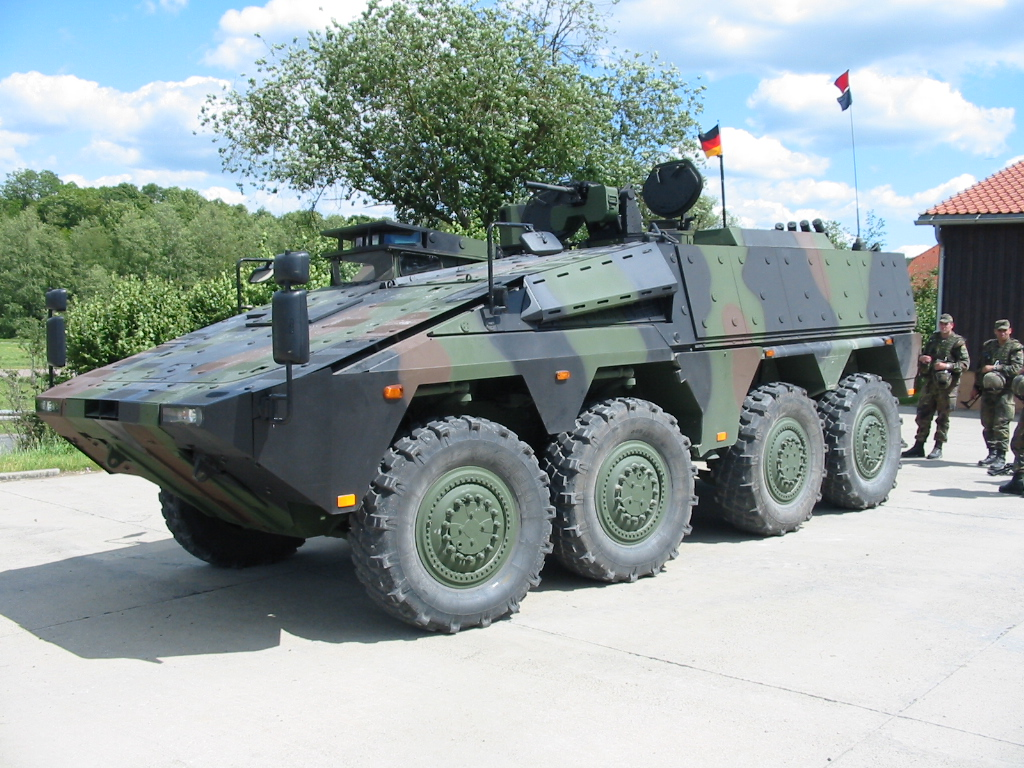
GTK Boxer.

- Leopard 2 (char de combat principal): 2 145 exemplaires reçus entre 1979 et 1992, 457 en service en 2007, 326 prévu dans les années 2020[12] qui sont tous au standard Leopard 2A7V en 2026[13].
  - A4, retrait planifié
  - A5, retrait planifié
  - A6, retrait planifié
  - A7
- Marder 1 A3/A5 (382 exemplaires en 2020, véhicule de combat d'infanterie)
- Spz Puma (véhicule de combat d'infanterie), remplace le Marder dans l'infanterie mécanisé, livré. 560 exemplaires commandés (405 initialement)
- Wiesel 1/2 (véhicule blindé de transport d'armes): 343 Wiesel 1 commandés (310 avec canon de 20 mm et 133 version TOW) et 179 Wiesel 2 (148 livrés)
  - en tant que véhicule de reconnaissance pour les troupes aéroportées
  - avec canon automatique de 20 mm
  - avec missile guidé TOW anti-char
  - avec mortier de 120 mm
  - en tant que véhicule avec radar pour la défense légère anti-aérienne (LeFlaSys)
  - en tant que véhicule de commandement LeFlaSys
  - en tant que véhicule de génie de reconnaissance
  - avec missile Stinger pour le LeFlaSys
  - en tant que véhicule médical pour les troupes aéroportées
- M113 A2 (véhicule blindé multirôle) en cours de retrait (594)
- GTK Boxer (véhicule blindé multirôle de combat) pour remplacer le M113 et le TPz Fuchs (planifié) Environ 600 unités sont commandées
- IAI Harop (lutte contre engin aérien sans pilote), munition à retardement en combinaison avec le Rheinmetall KZO, en commande
- Dingo 1/2 (véhicule blindé à roues, multirôle) 147 Dingo 1 et 517 Dingo 2 (+ 176 livrés jusqu'en 2011)
- Mowag Eagle IV (véhicule blindé à roues)
- LAPV Enok (véhicule blindé léger de patrouille)
- Grizzly (véhicule blindé à roues)
- AGF Serval (véhicule de reconnaissance et de combat)
- Mowag DURO IIIP (véhicule blindé à roues)
- Rheinmetall YAK (véhicule blindé à roues), basé sur le DURO IIIP
- Mungo ESK (en) (véhicule de transport blindé)
- TPz Fuchs (907 exemplaires, véhicule blindé multirôle)
- BV 206 S (370 exemplaires en 2009, véhicule tracté de transport blindé)
- Spähwagen Fennek (220 exemplaires, véhicule blindé multirôle)

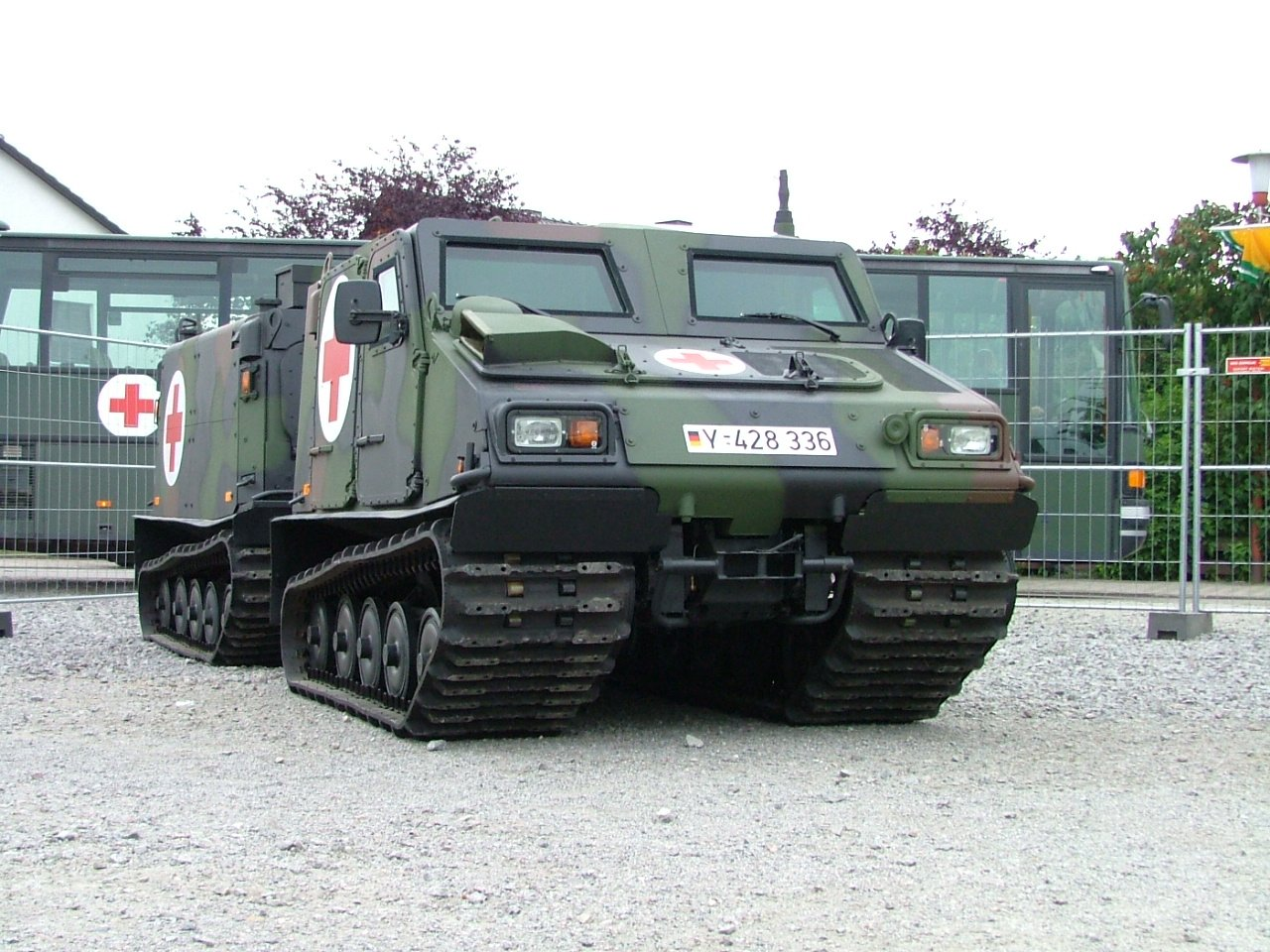
BV 206 S.
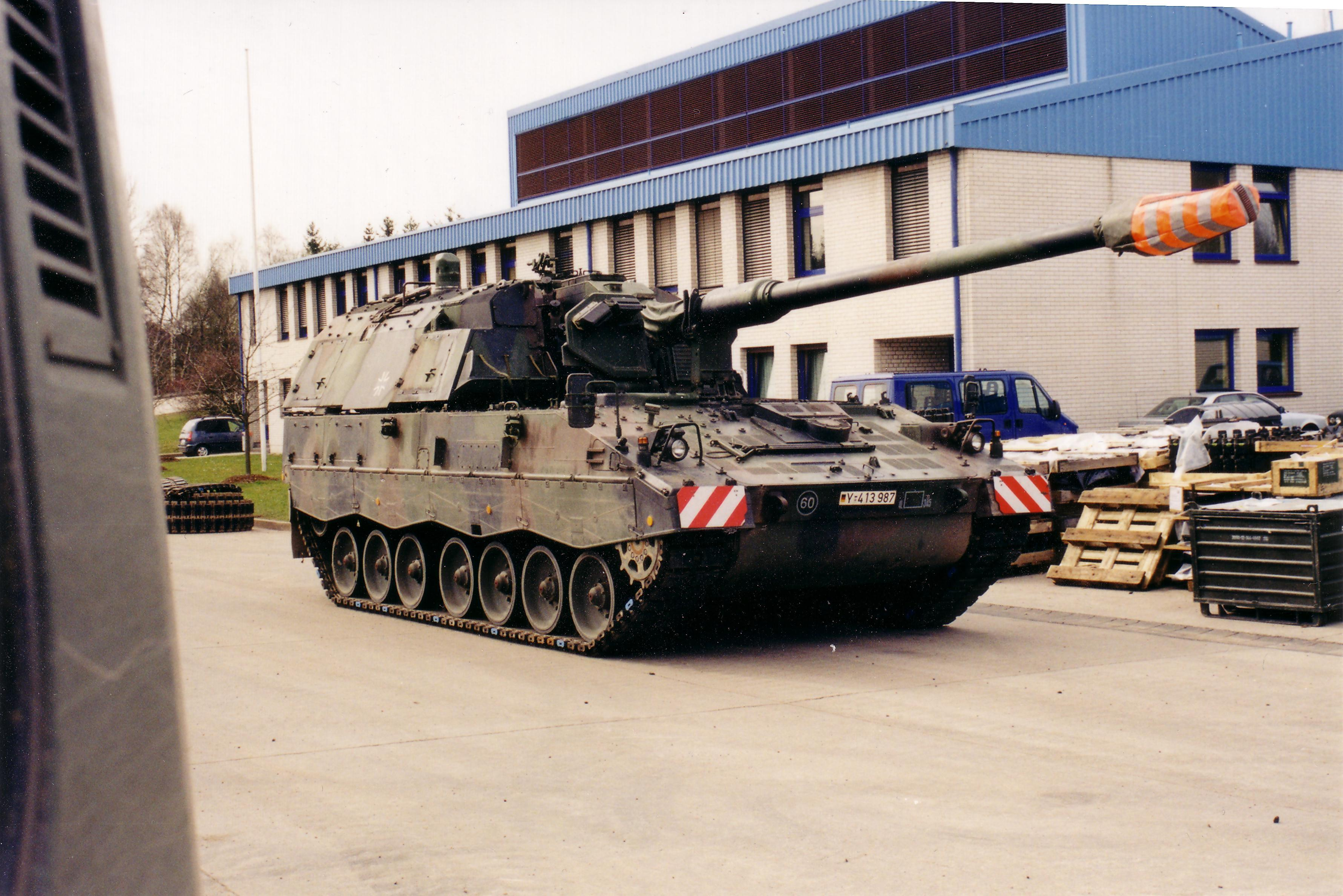
PzH 2000.
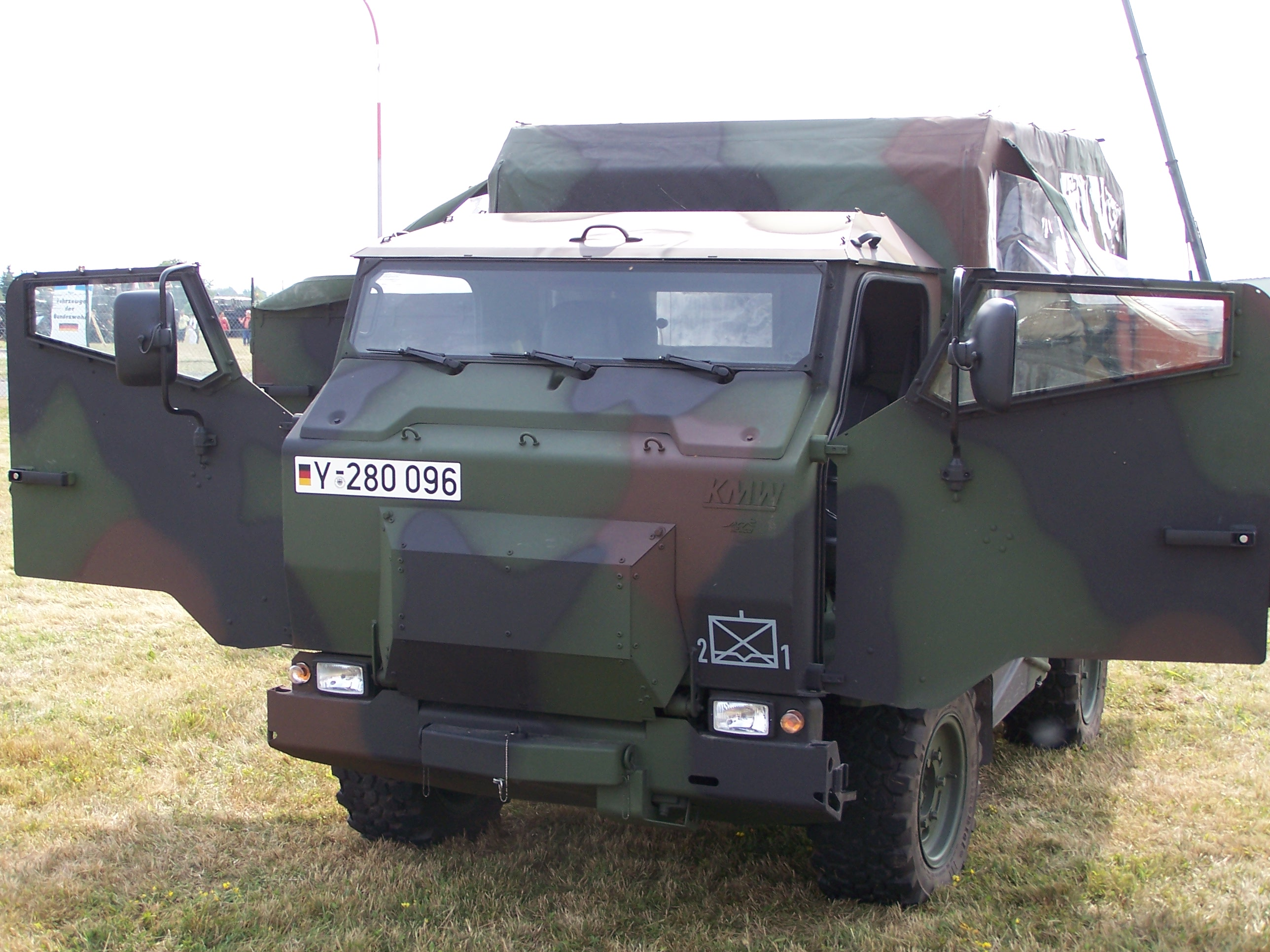
Mungo ESK (en).
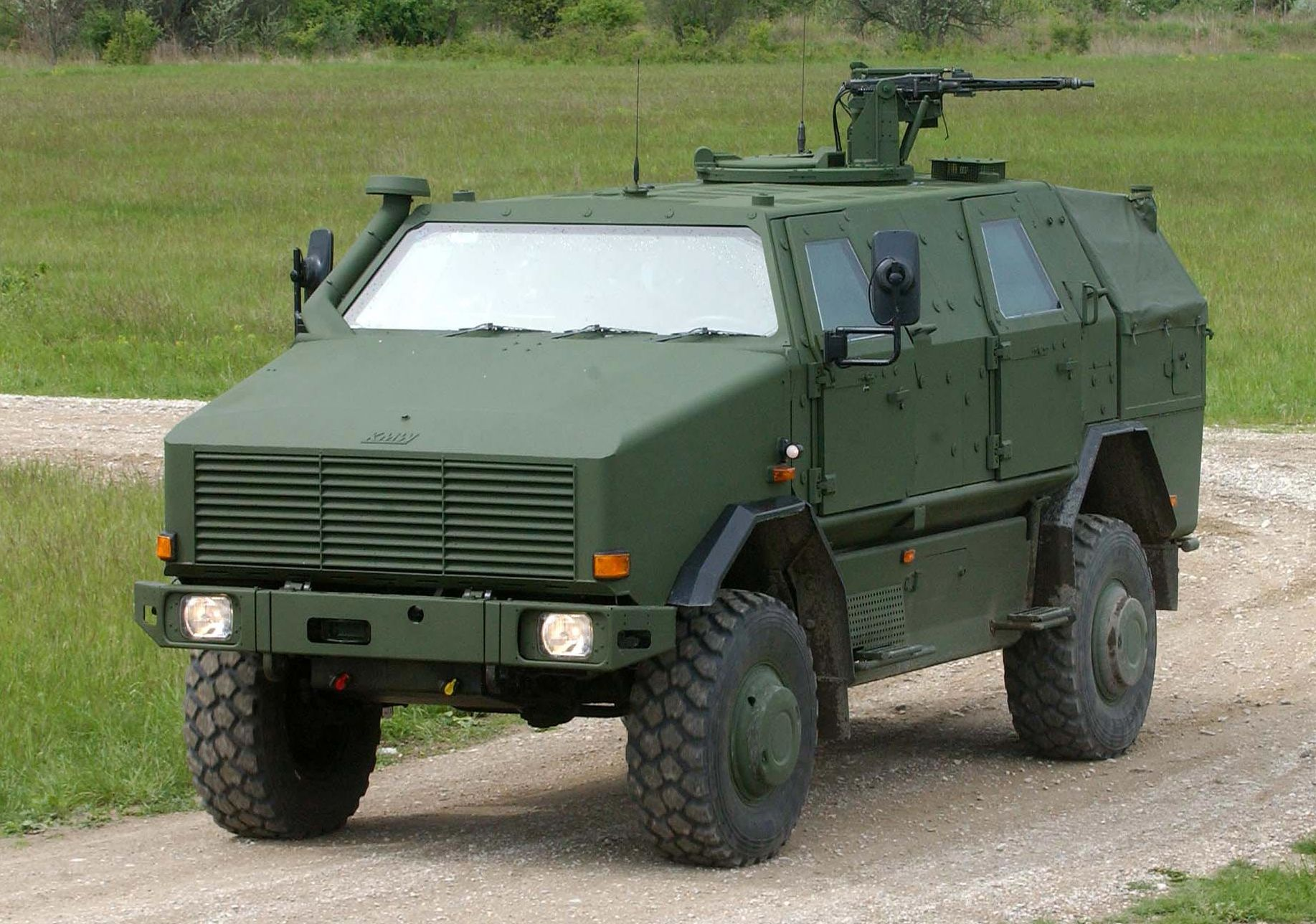
ATF DINGO 2.
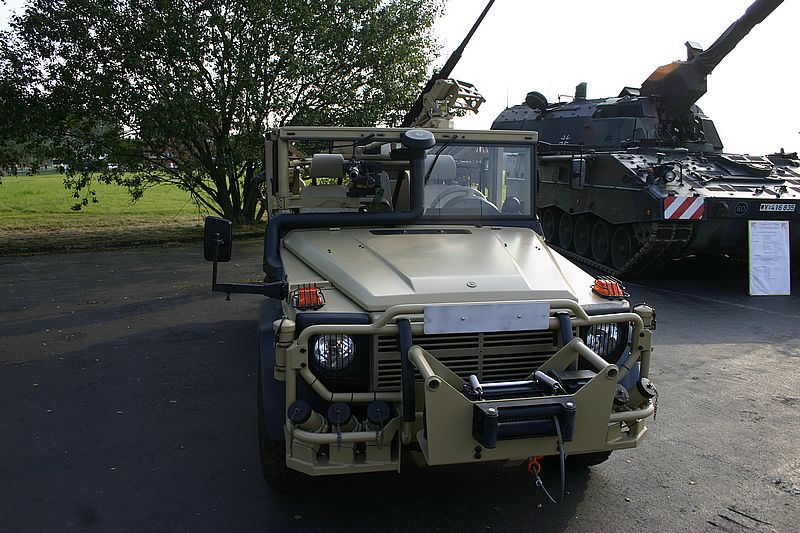
AGF Serval.
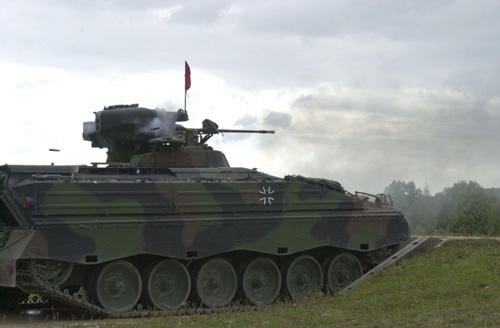
Marder (VCI).
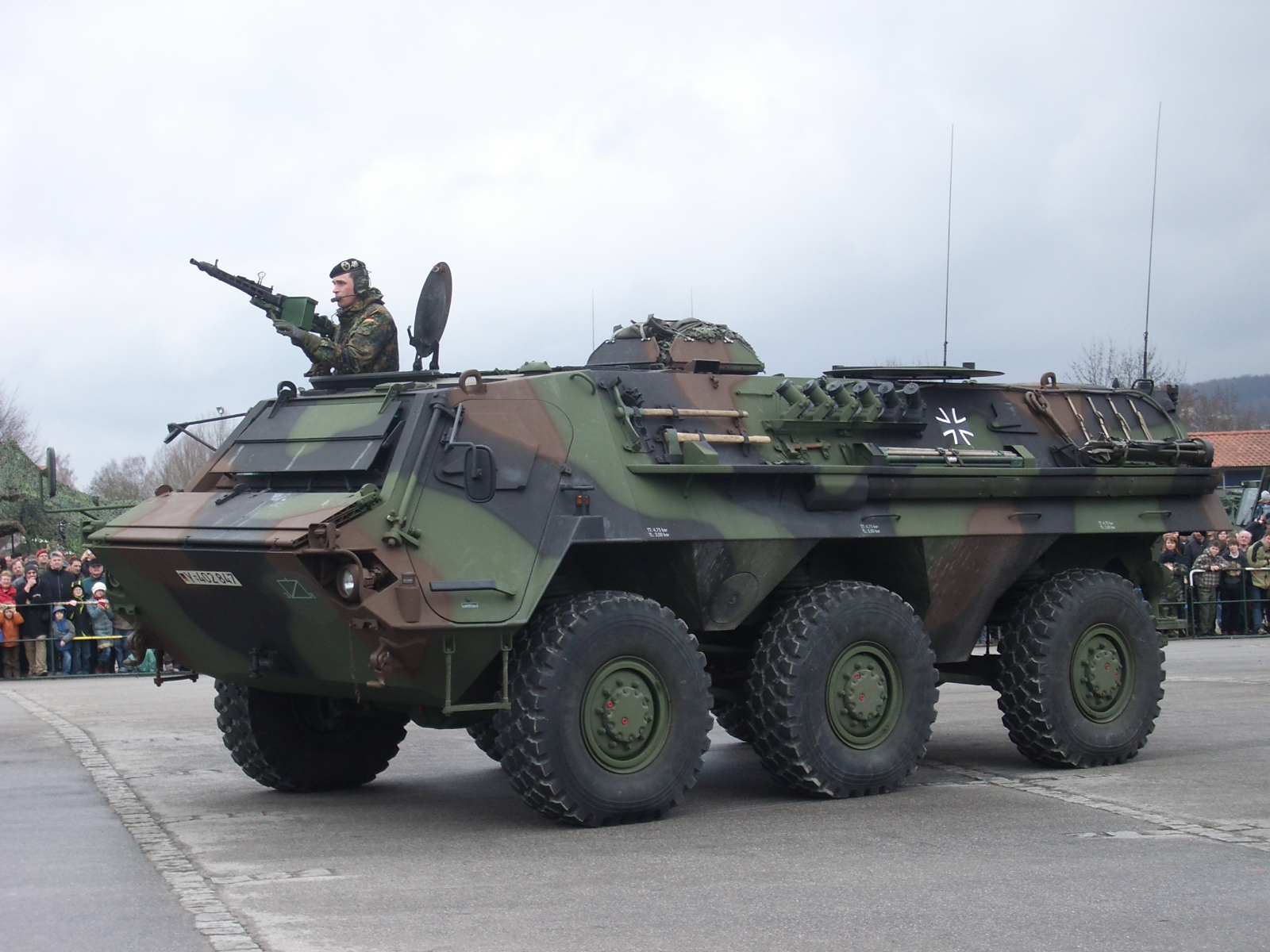
TPz Fuchs.
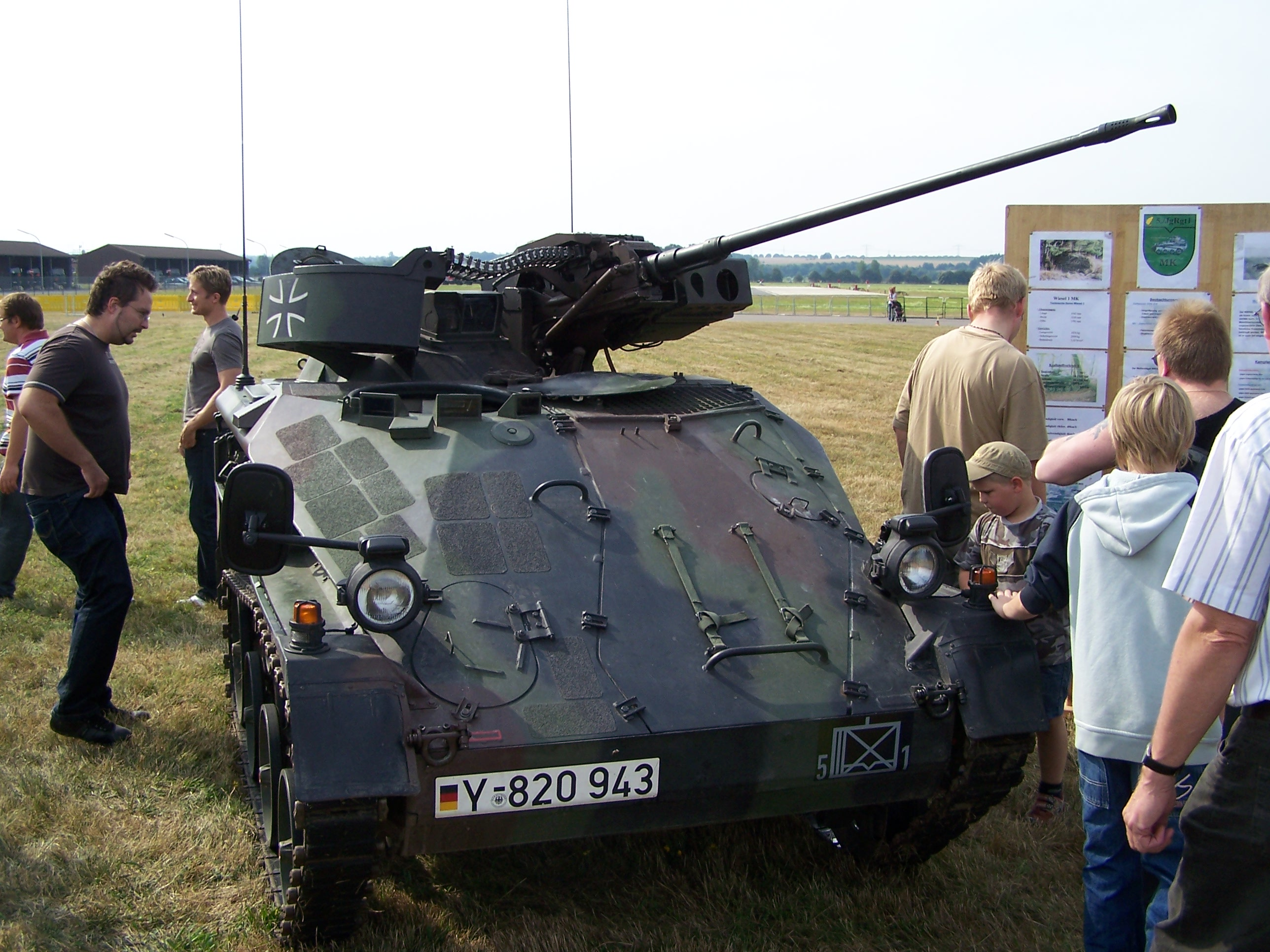
Wiesel AWC.
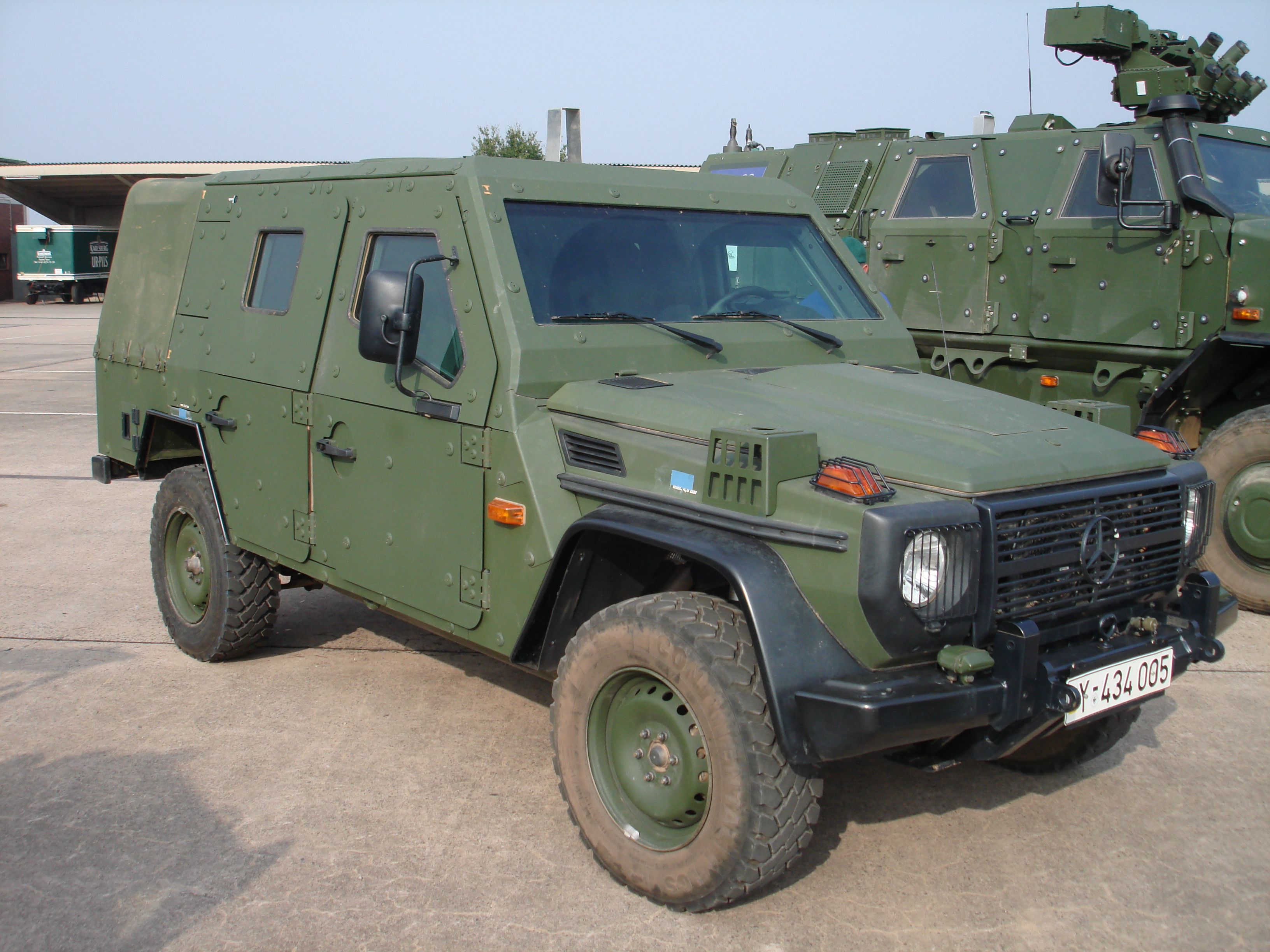
LAPV Enok.
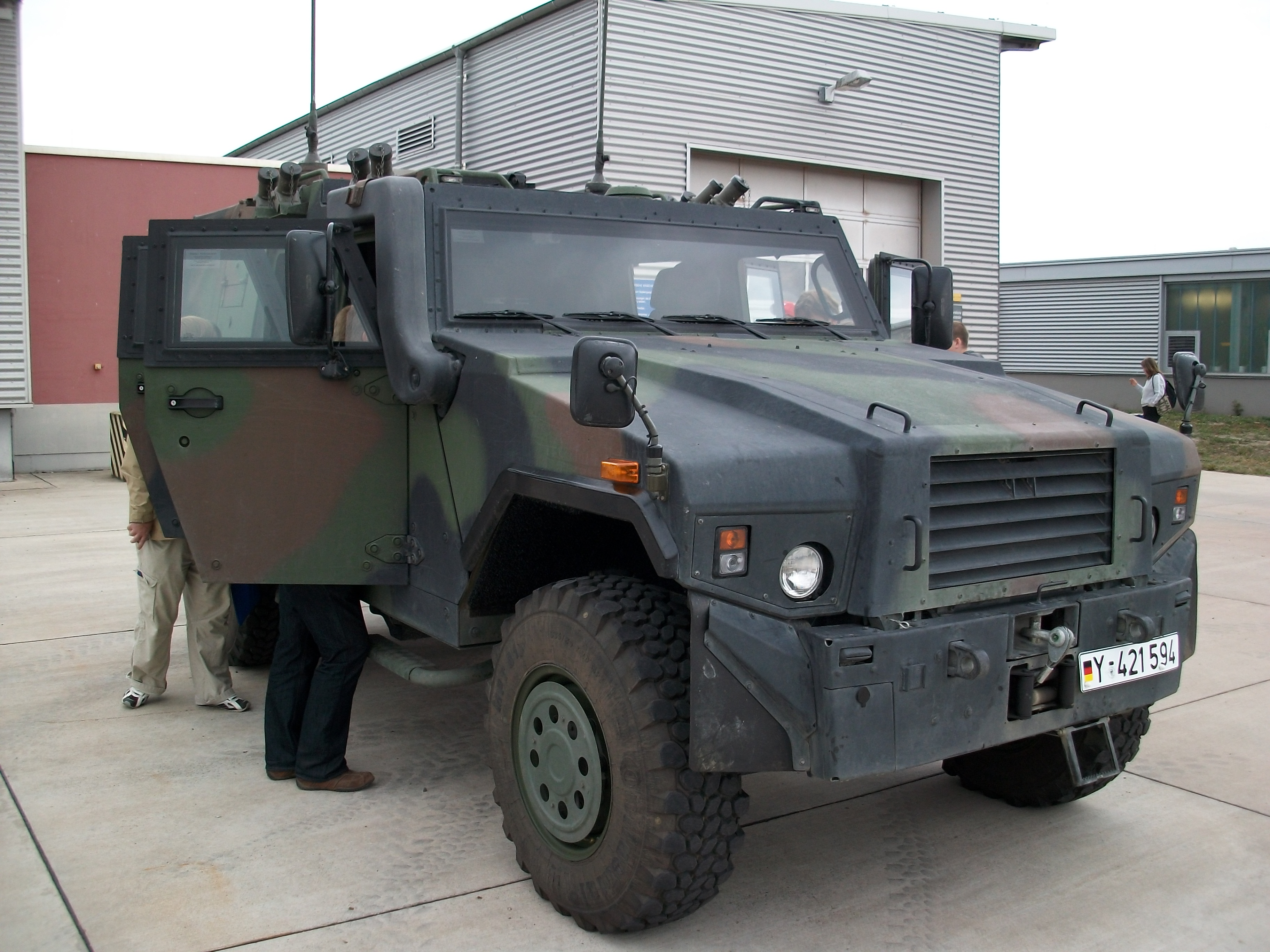
MOWAG Eagle IV.
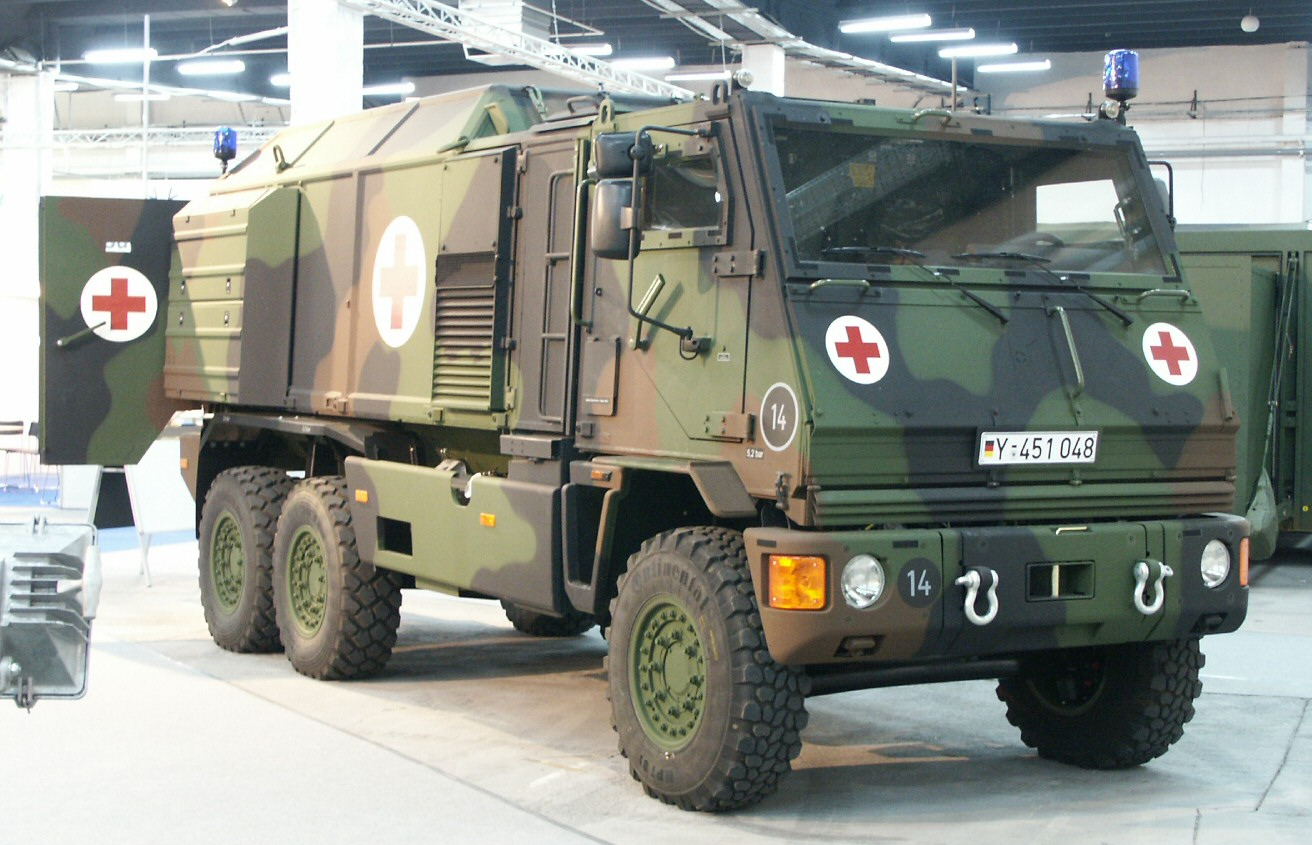
DURO III.

##### Artillerie
[Quand ?]

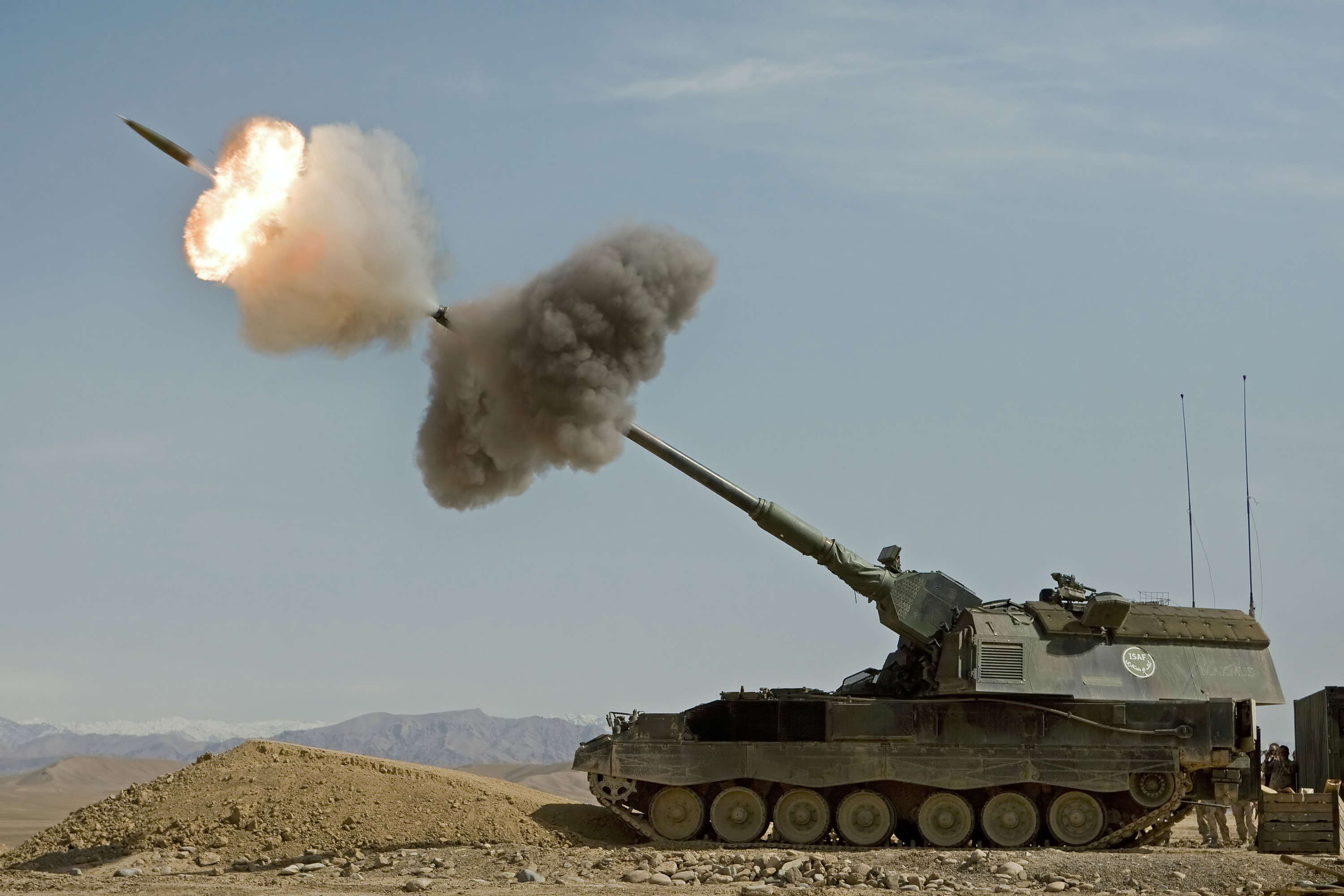
Pzh 2000

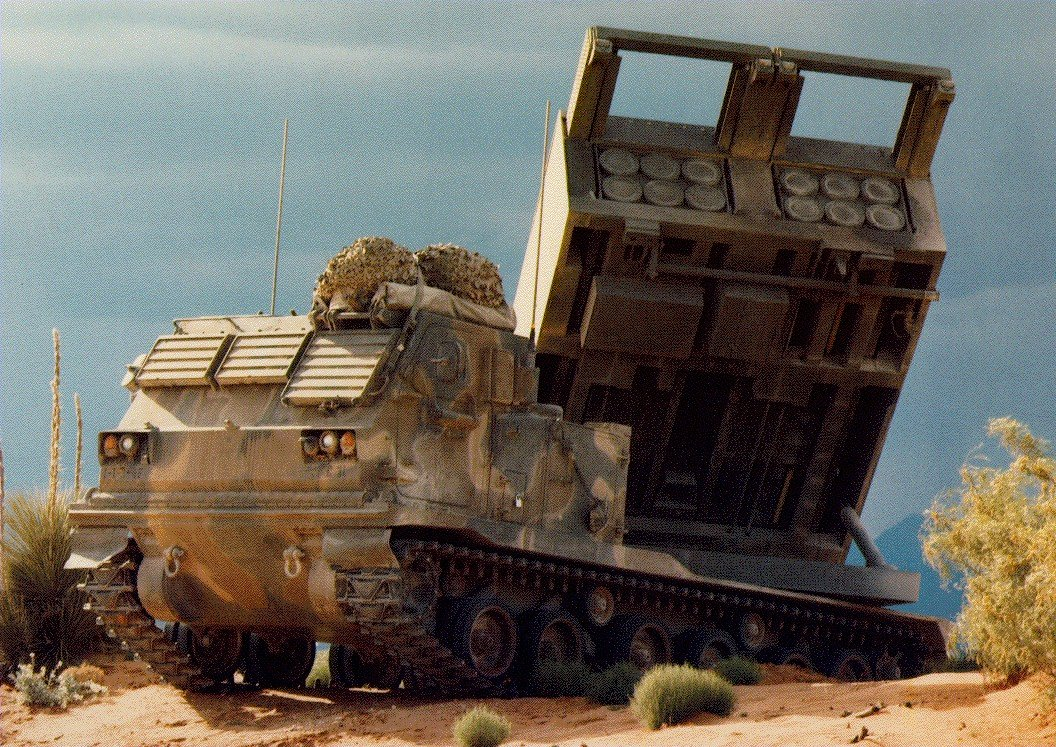
MARS II (Lanceur de roquettes multiples)

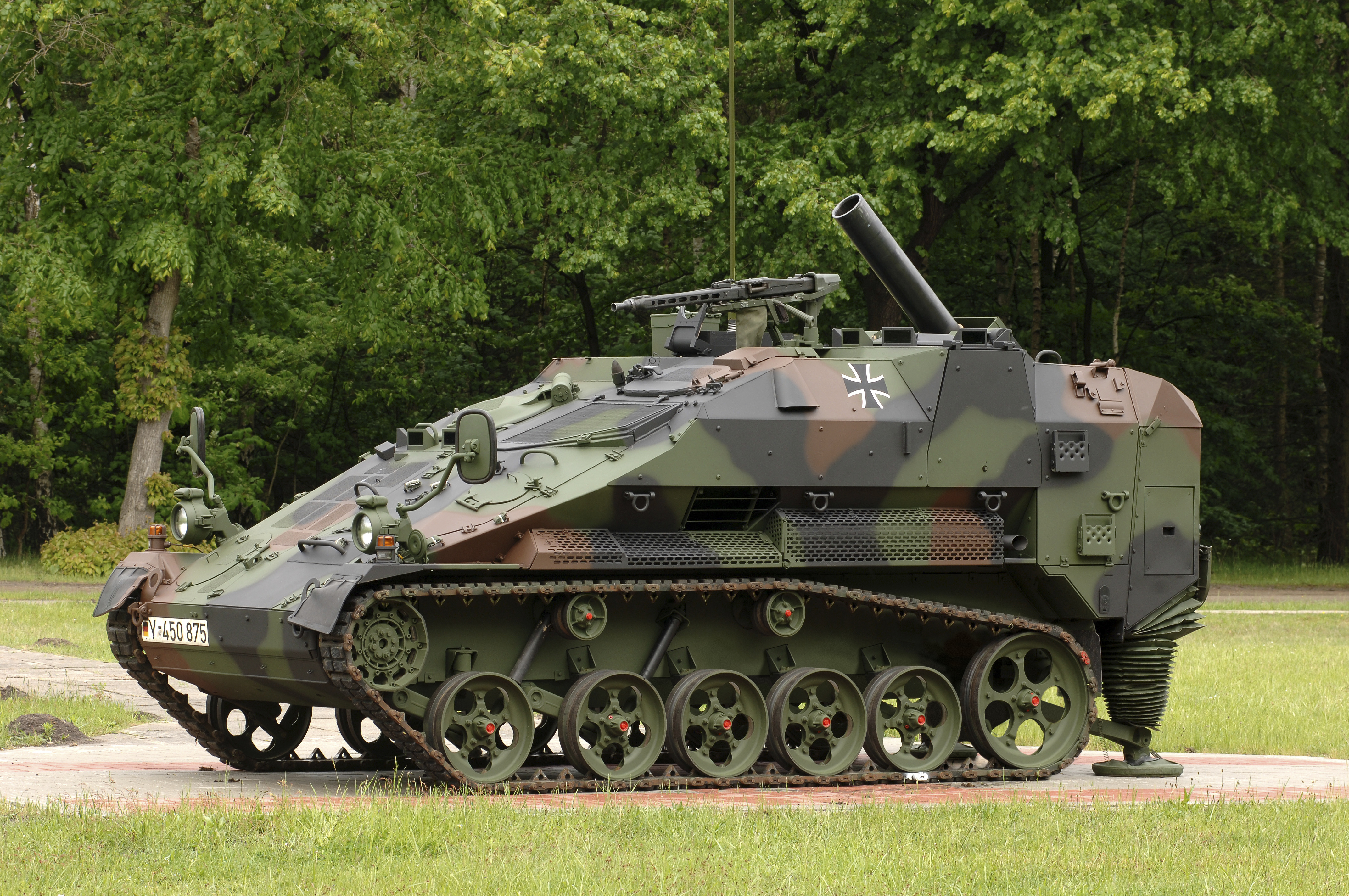
Wiesel 2 lePzMrs (Mortier sur blindé léger).

- PzH 2000 (121 exemplaires, obusier automoteur de 155 mm)
- M270 (59 exemplaires, Lanceur de roquettes multiples de 227 mm. ~ 40 en 2022, la moitié opérationnel[14]).)
- Wiesel 2 lePzMrs, système de mortier avancé
- ABRA (système de radar d'artillerie), retrait planifié
- Mortier TAMPELLA (120 mm)
- Mortier "R" (120 mm)
- COBRA (système de radar de contre-artillerie)
- ATMAS (système d'artillerie de mesure météo)
- SMA (Système d'artillerie de mesure de son).

##### Systèmes de défense anti-aérienne

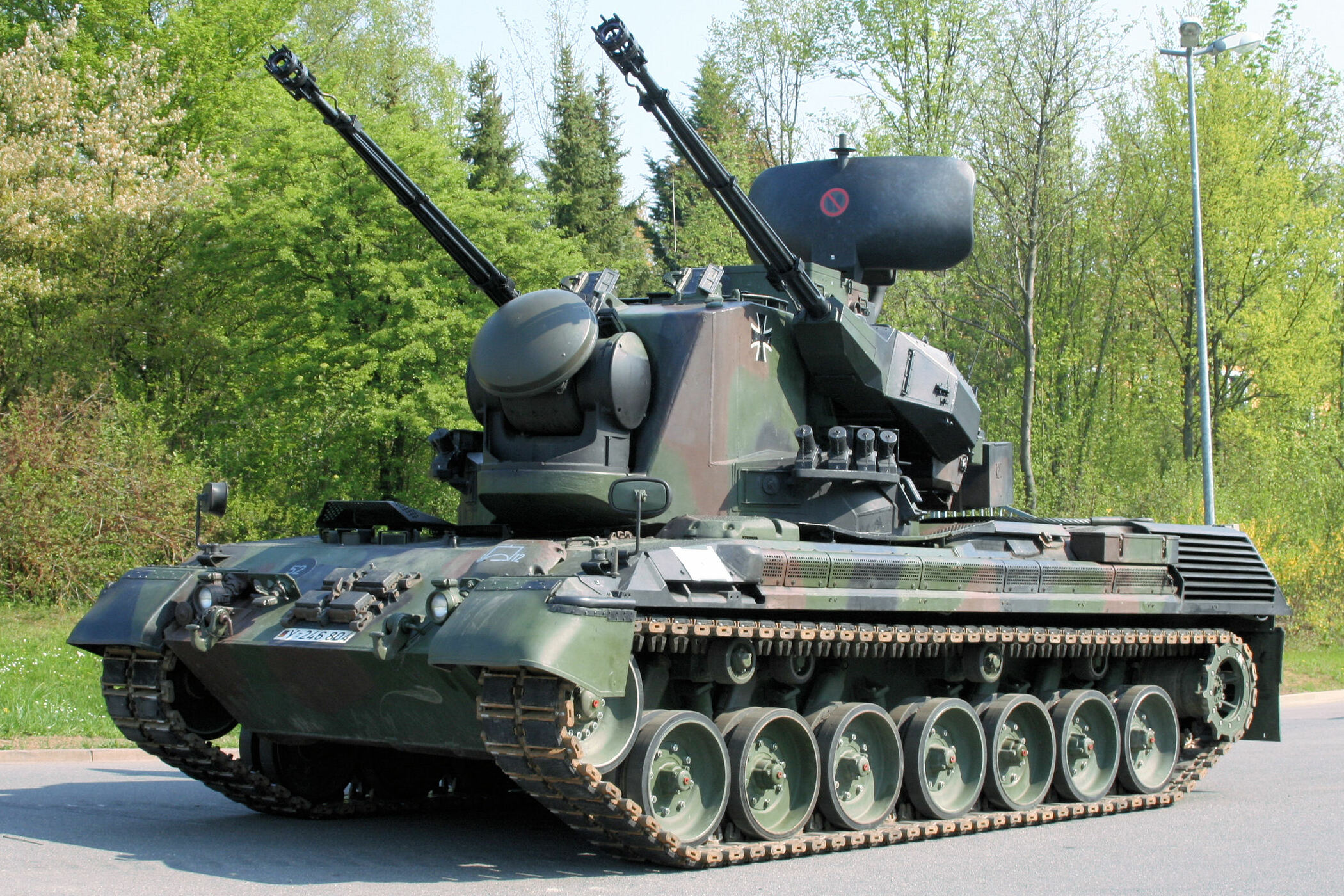
Un Gepard de l'Armée de terre allemande.

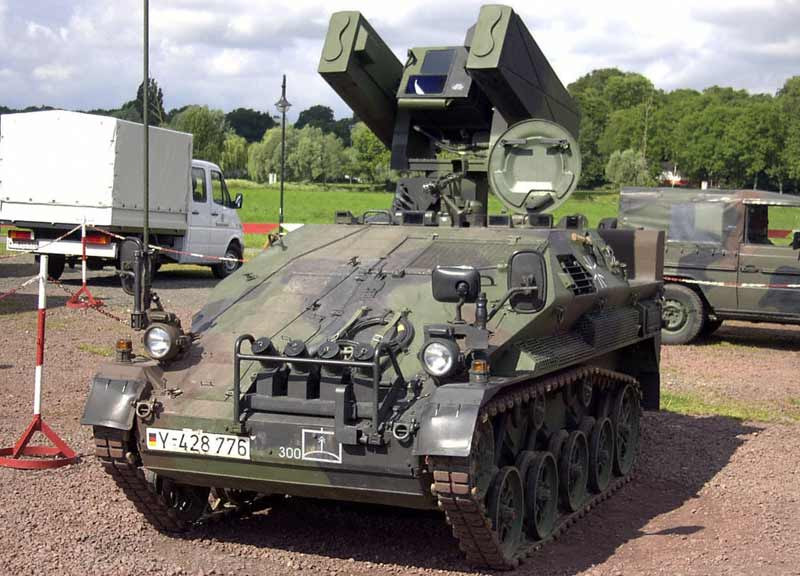
Wiesel 2 dans sa version anti-aérien Ozelot du LeFlaSys.

- Flakpanzer Gepard Un A2 (canon automoteur antiaérien), retiré du service à la fin de 2010, puis remplacé par SysFla dans les années à venir.
- LeFlaSys (système léger de missiles anti-aériens), sur la base du Wiesel 2
- MANTIS (système de protection de base stationnaire contre les roquettes, l'artillerie et de mortier), livraison en 2011
- SysFla (système de défense aérienne - plates-formes mobiles et fixes en utilisant le LFK NG et MANTIS), en cours de développement
- LUR (système de radar), retrait planifié.

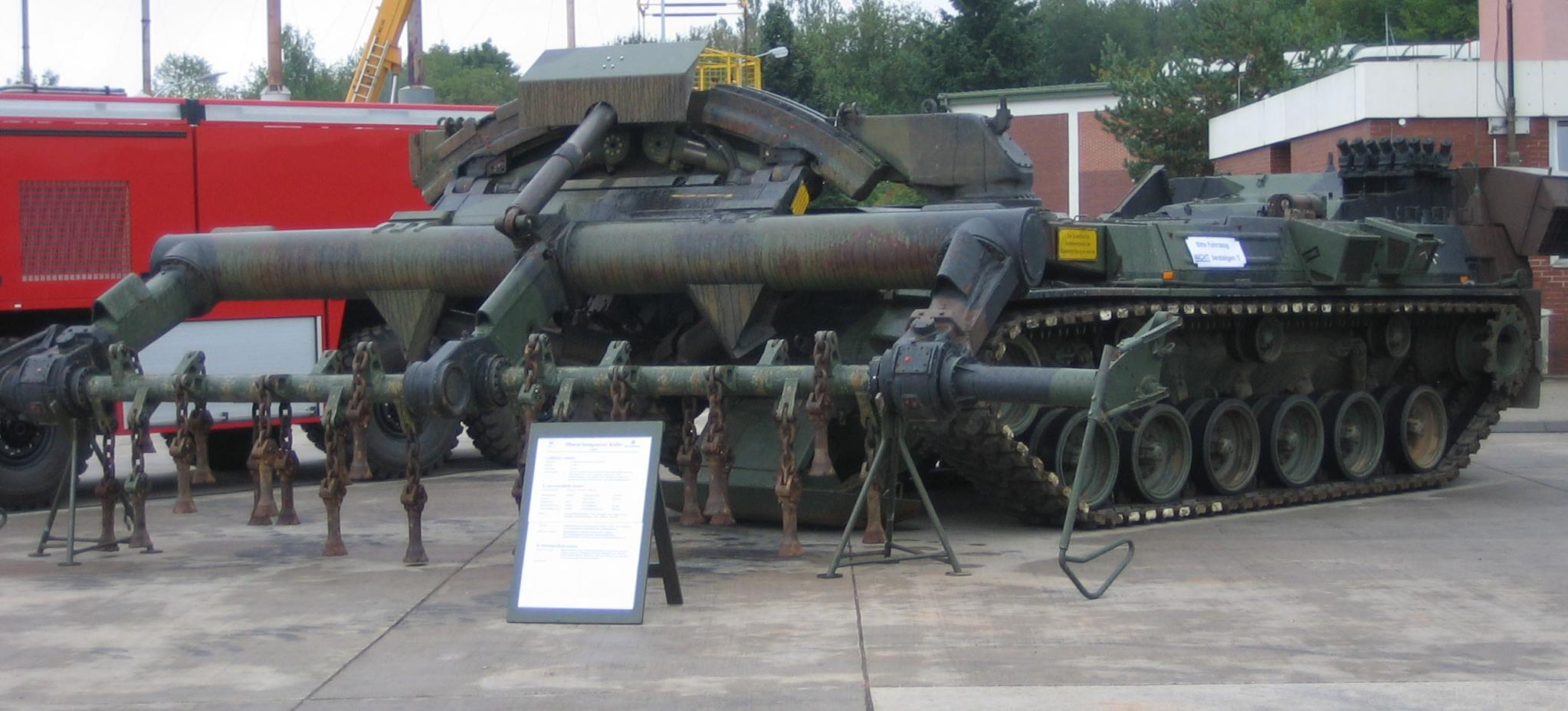
Destructeur de mines Keiler.

##### Équipement de génie
- Dachs (83 exemplaires, blindé du génie tracté)
- Char Büffel (75 exemplaires, blindé de sauvetage tracté)
- Biber (40 exemplaires, poseur de pont)
- Brückenlegepanzern Leguan (31 exemplaires, poseur de pont)
- Panzerschnellbrücke 2 (poseur de pont), en remplacement du Biber
- Skorpion (poseur de mines)
- Keiler (de) (24 exemplaires, destruction de mines)
- M3 Amphibious Rig (véhicule amphibie pour le franchissement)
- Motorboot 3 (bateau à moteur)
- Medium Girder Bridge (système de pont)
- Faltfestbrücke (système de pont rigide)
- Faltschwimmbrücke (système de pont flottant)
- Pontoon bridge
- Faltstraßensystem (système de route mobile)

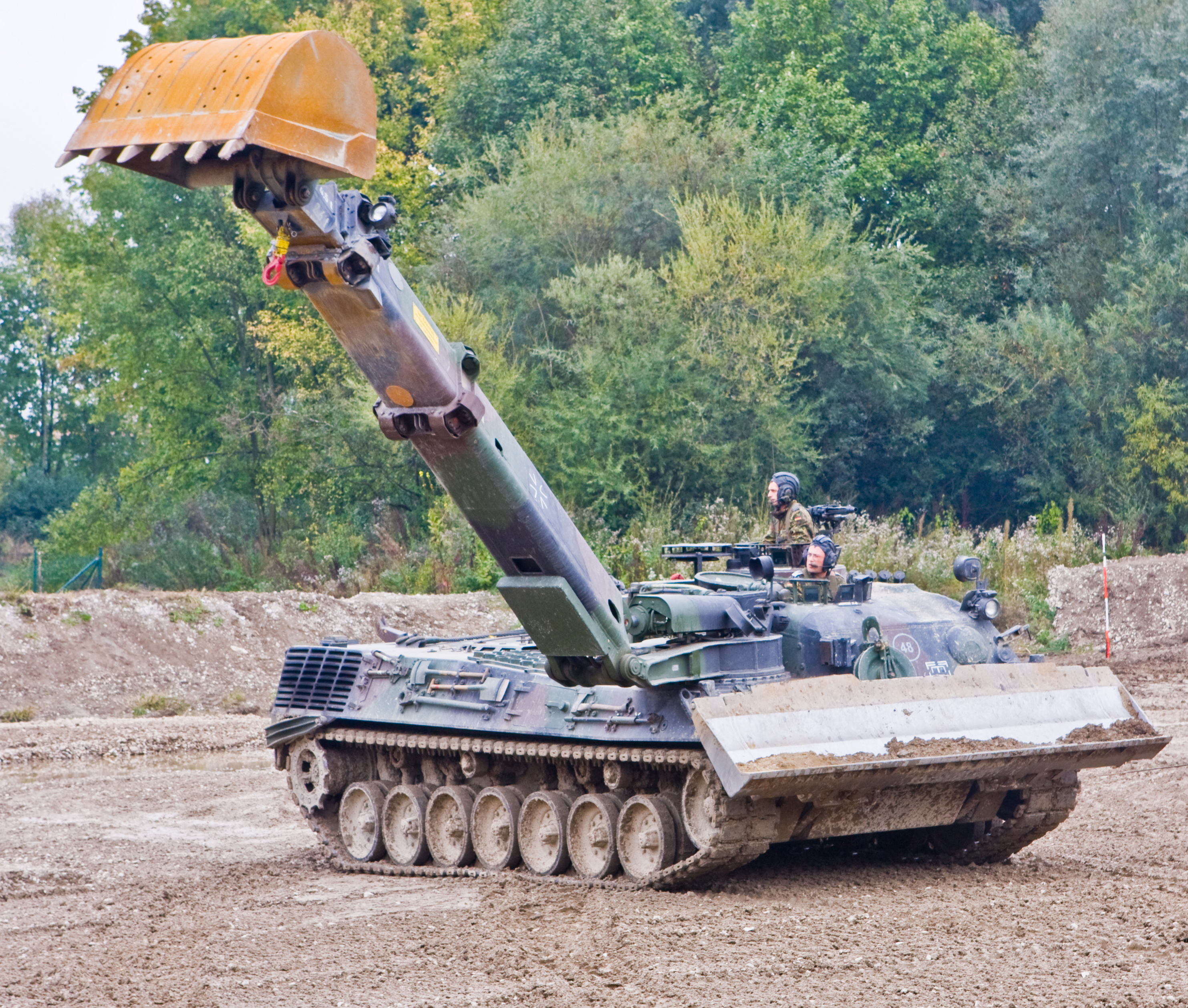
Dachs
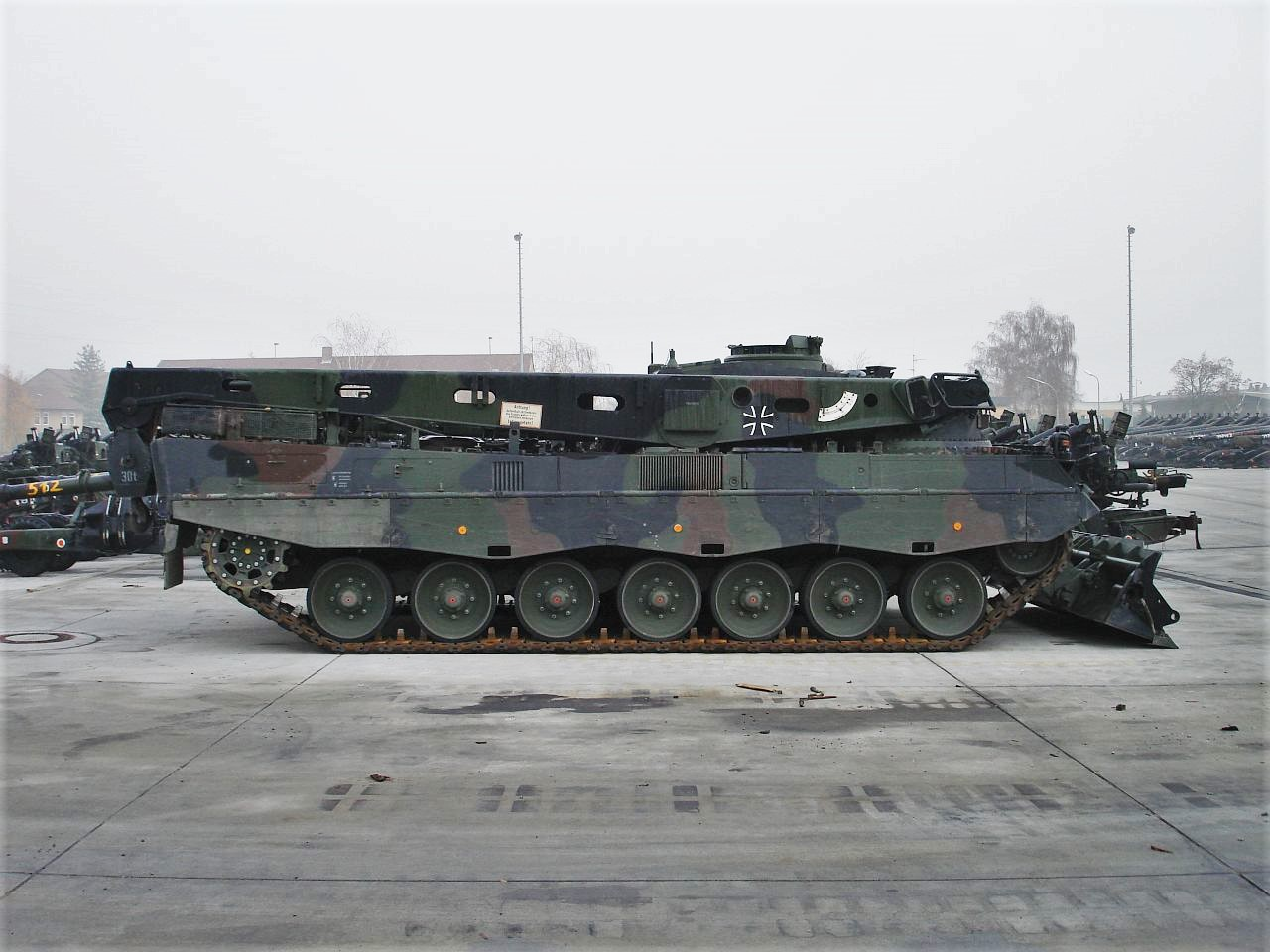
Büffel
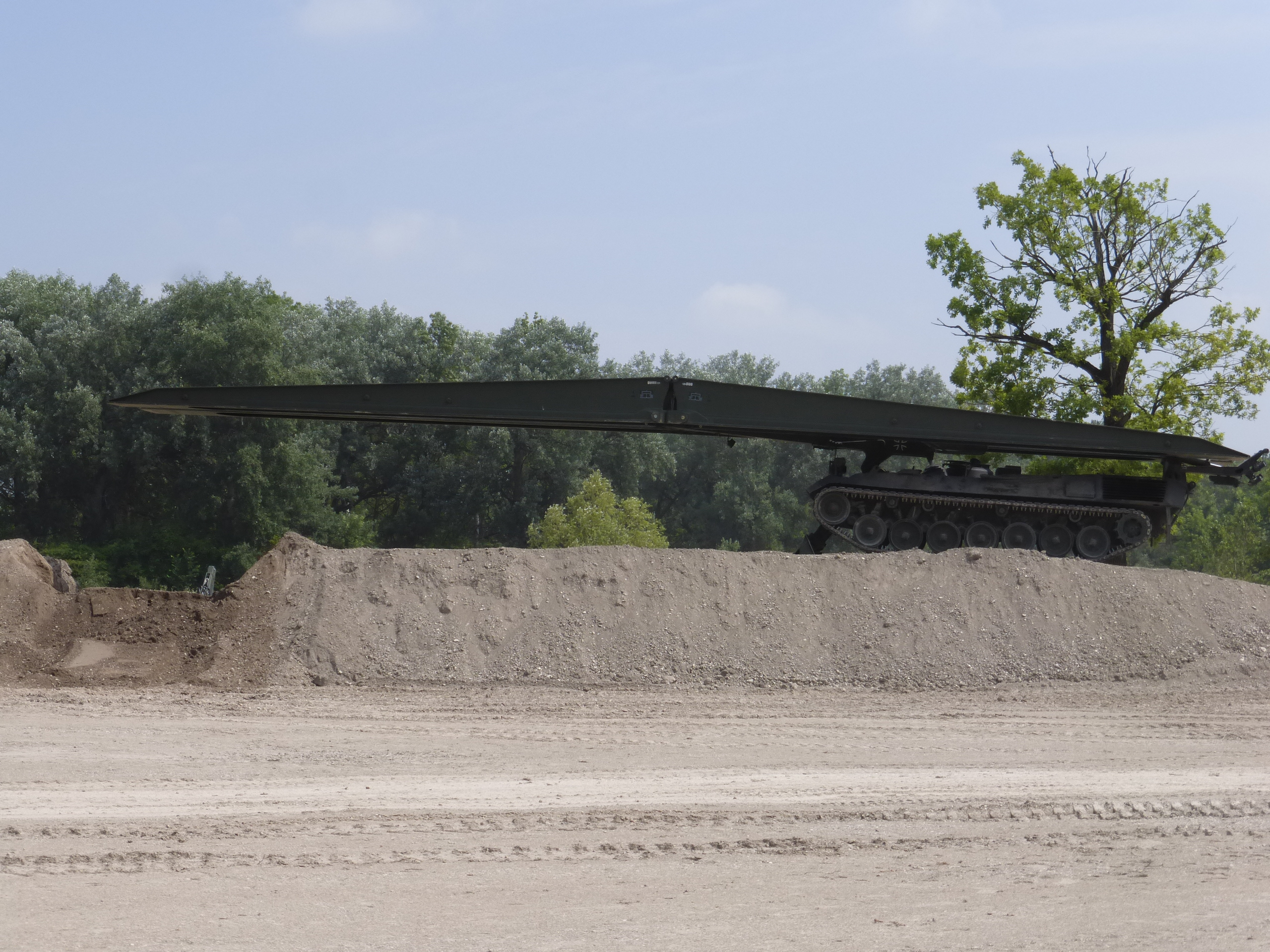
Biber (poseur de pont)
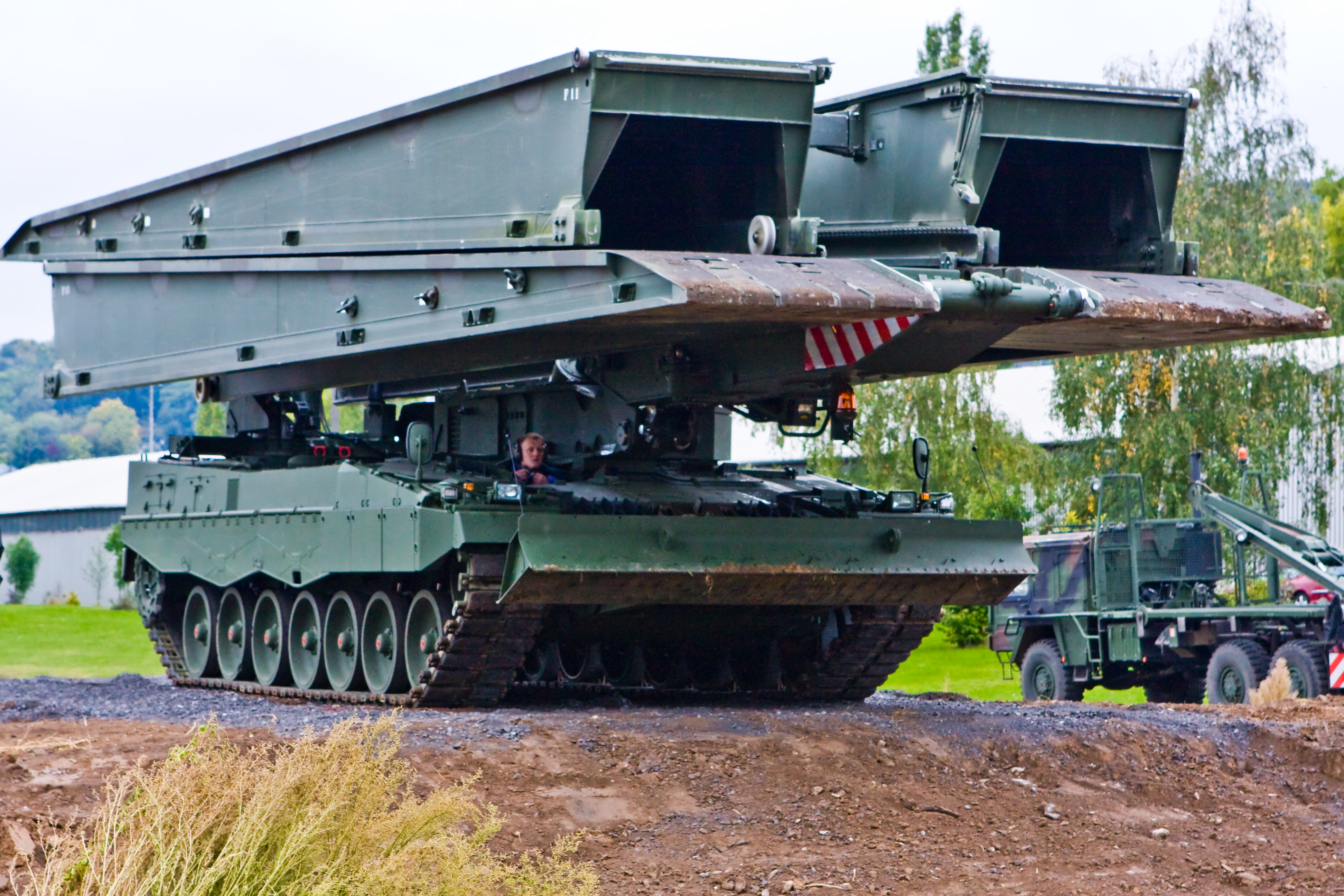
Brückenlegepanzer Leguan
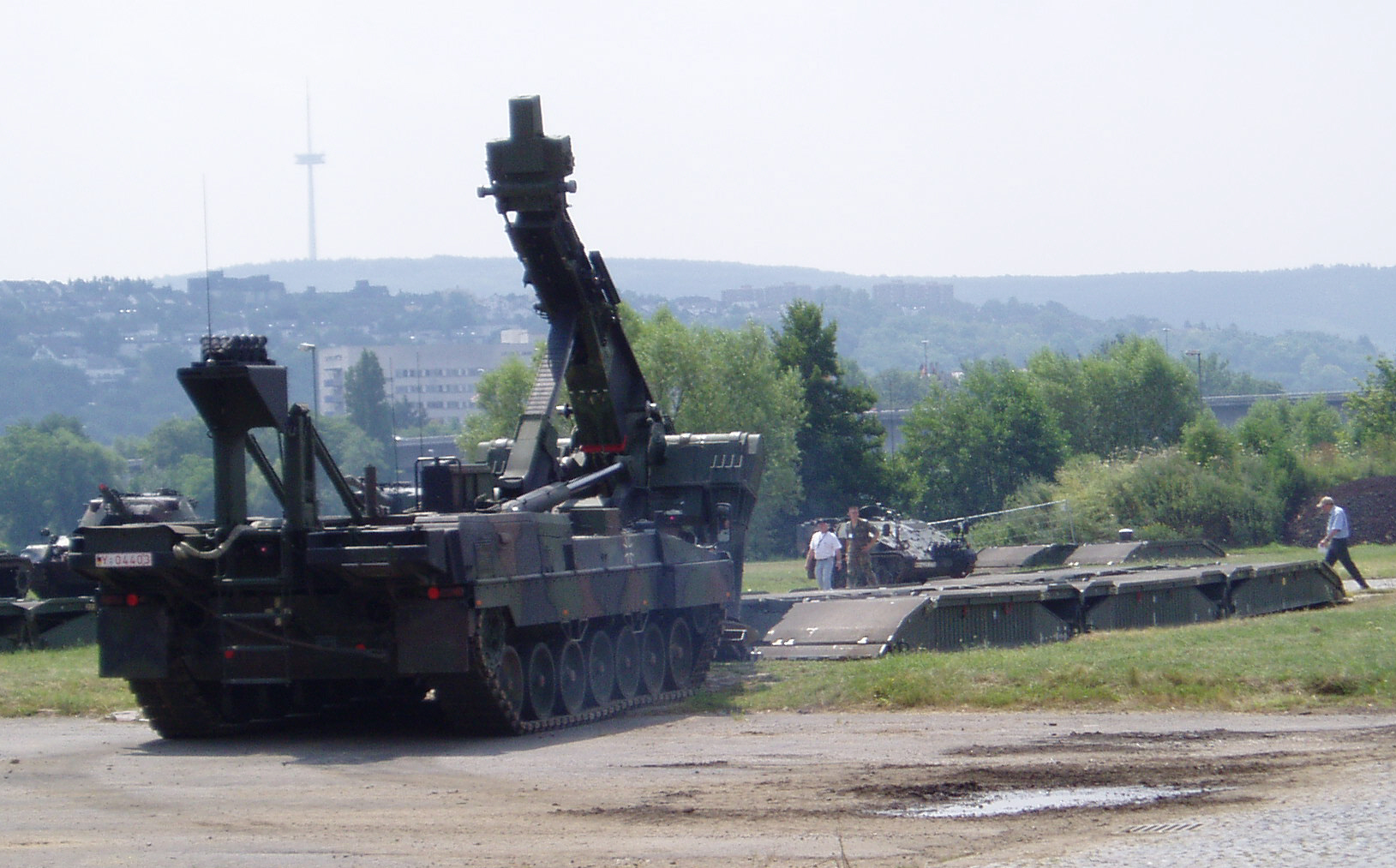
Panzerschnellbrücke 2
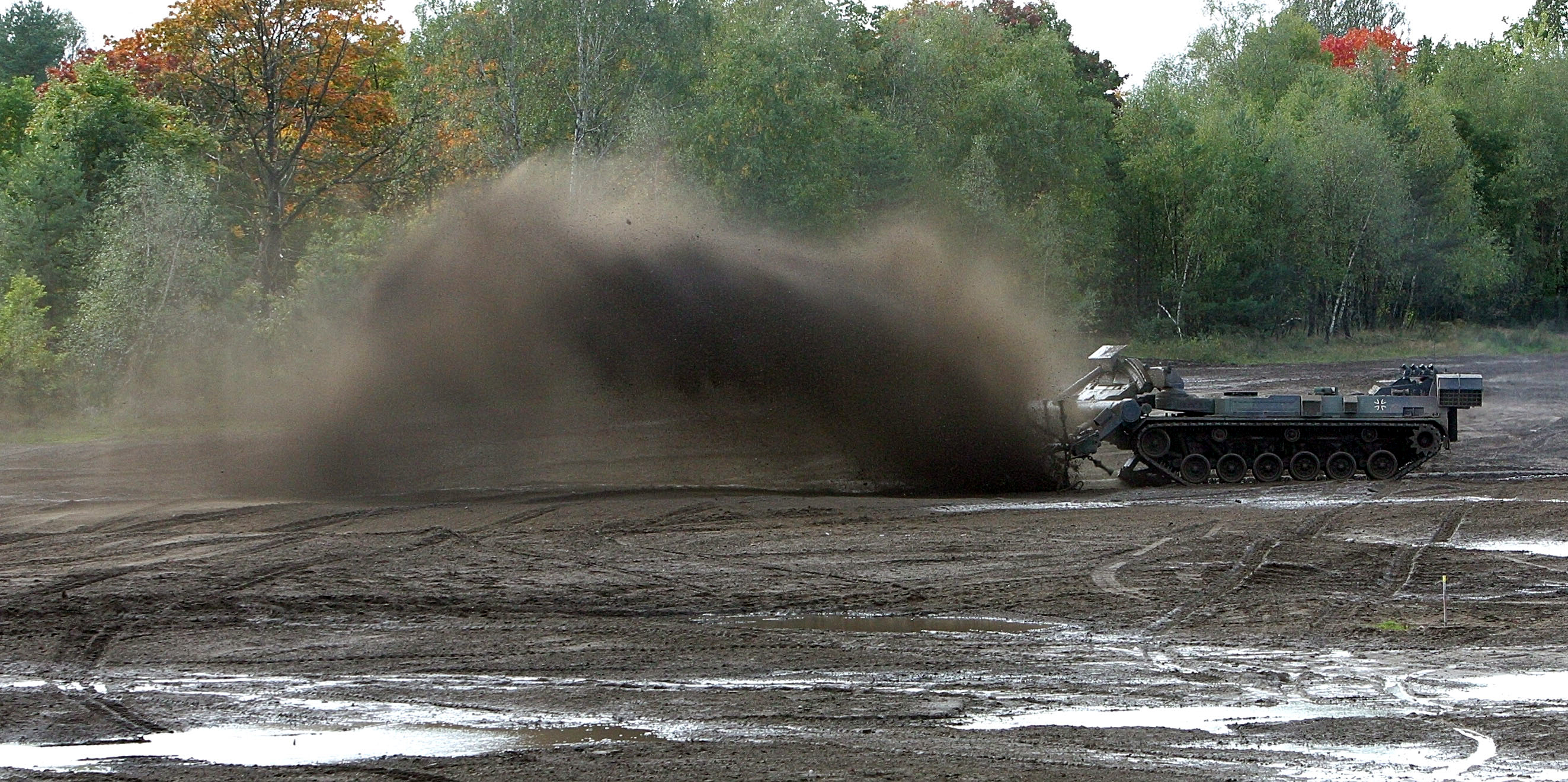
Destructeur de mines Keiler.
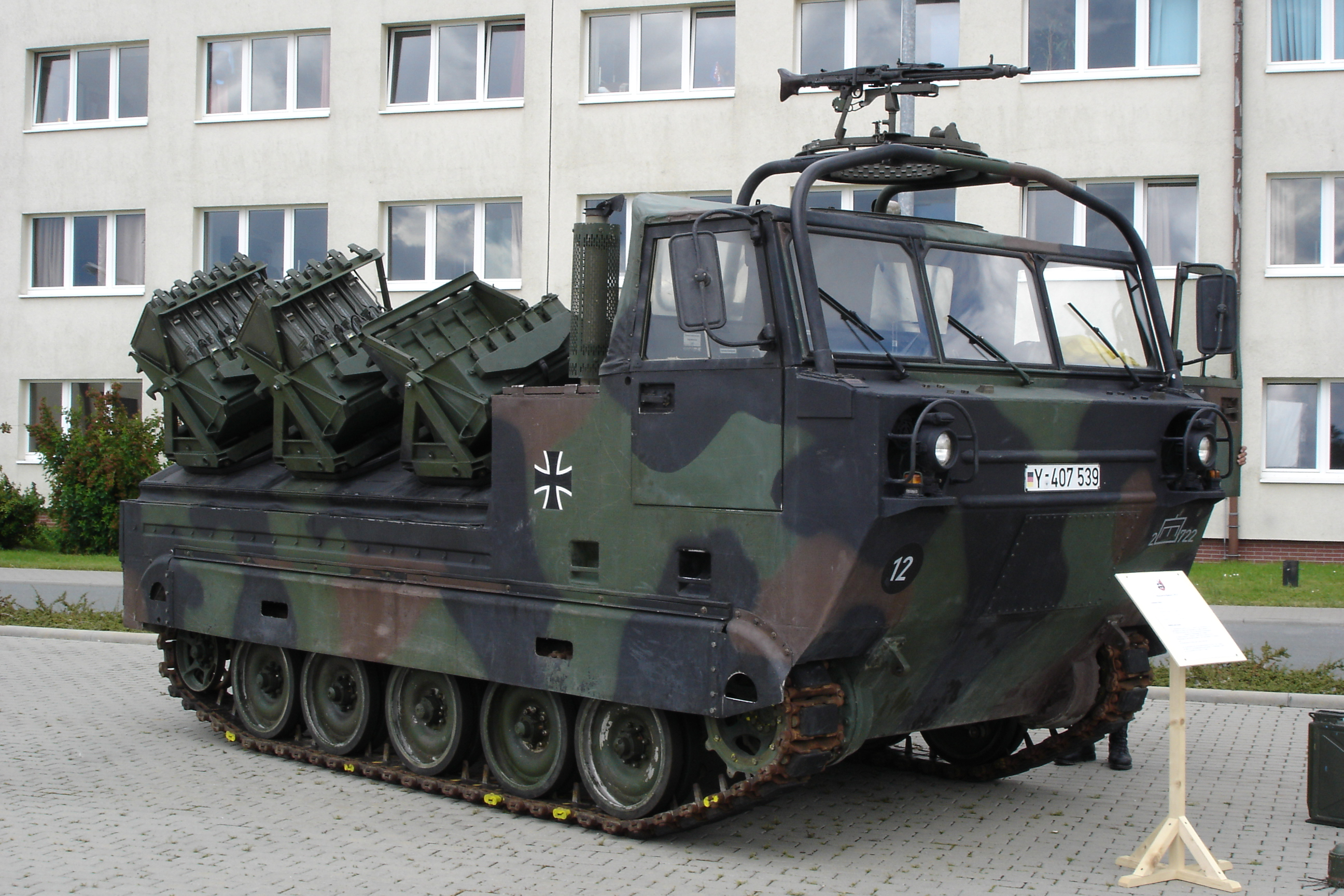
Skorpion (poseur de mines)
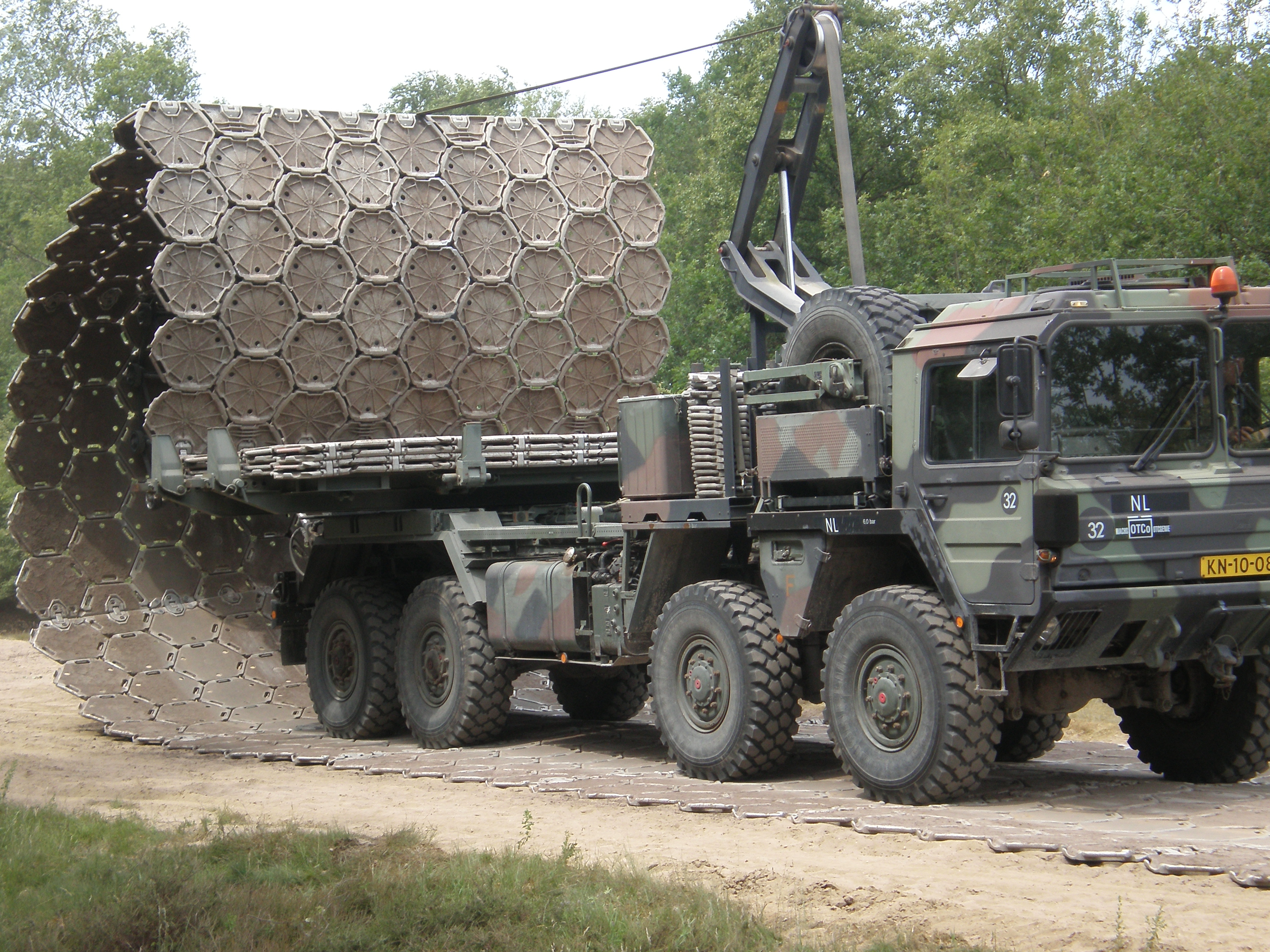
Faltstraßensystem (système de route mobile)

#### Hélicoptères
L'Armée de terre allemande met en œuvre plus de 320 hélicoptères au sein de la Heeresfliegertruppe. Presque tous ont été construits en Allemagne, tandis que près de 40 % sont des modèles autochtones. 80 hélicoptères Eurocopter Tigre et 80 NHIndustries NH90 ont été commandés.
| Hélicoptère                 | Origine          | Type                             | Versions       | En service [Quand ?] | Notes                                                                             |
| --------------------------- | ---------------- | -------------------------------- | -------------- | -------------------- | --------------------------------------------------------------------------------- |
| Eurocopter EC665 Tigre      | Union européenne | Hélicoptère d'attaque            |                | 53                   | 80 (planifiés)                                                                    |
| Bell UH-1 Iroquois          | Allemagne        | Hélicoptère utilitaire           | UH-1D          | 82                   | Ont été retirés, construits par Dornier.                                          |
| Bölkow Bo 105               | Allemagne        | Hélicoptère d'attaque/utilitaire | 105P           | 104                  |                                                                                   |
| Eurocopter EC135            | Union européenne | Hélicoptère utilitaire           | EC135          | 15                   |                                                                                   |
| NHIndustries NH90           | Union européenne | Hélicoptère de transport         | NH90 TTH       | 74                   | 82 (planifiés)                                                                    |
| Sikorsky CH-53 Sea Stallion | Allemagne        | Hélicoptère de transport         | CH-53G/CH-53GS | 101                  | (110 construits par VFW, les 78 restants en 2013 sont transférés à la Luftwaffe,) |

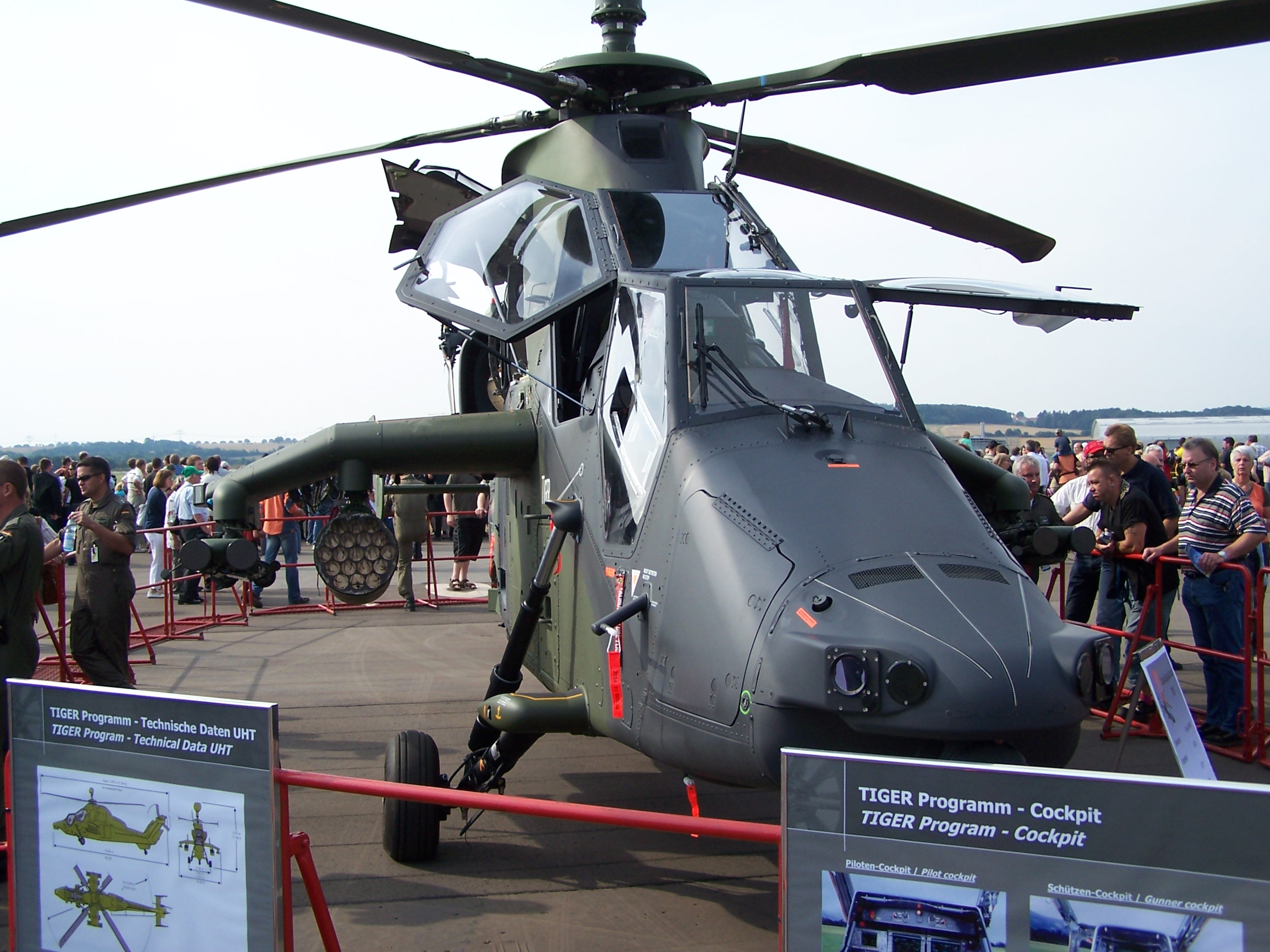
Eurocopter Tiger de l'Armée de terre allemande.
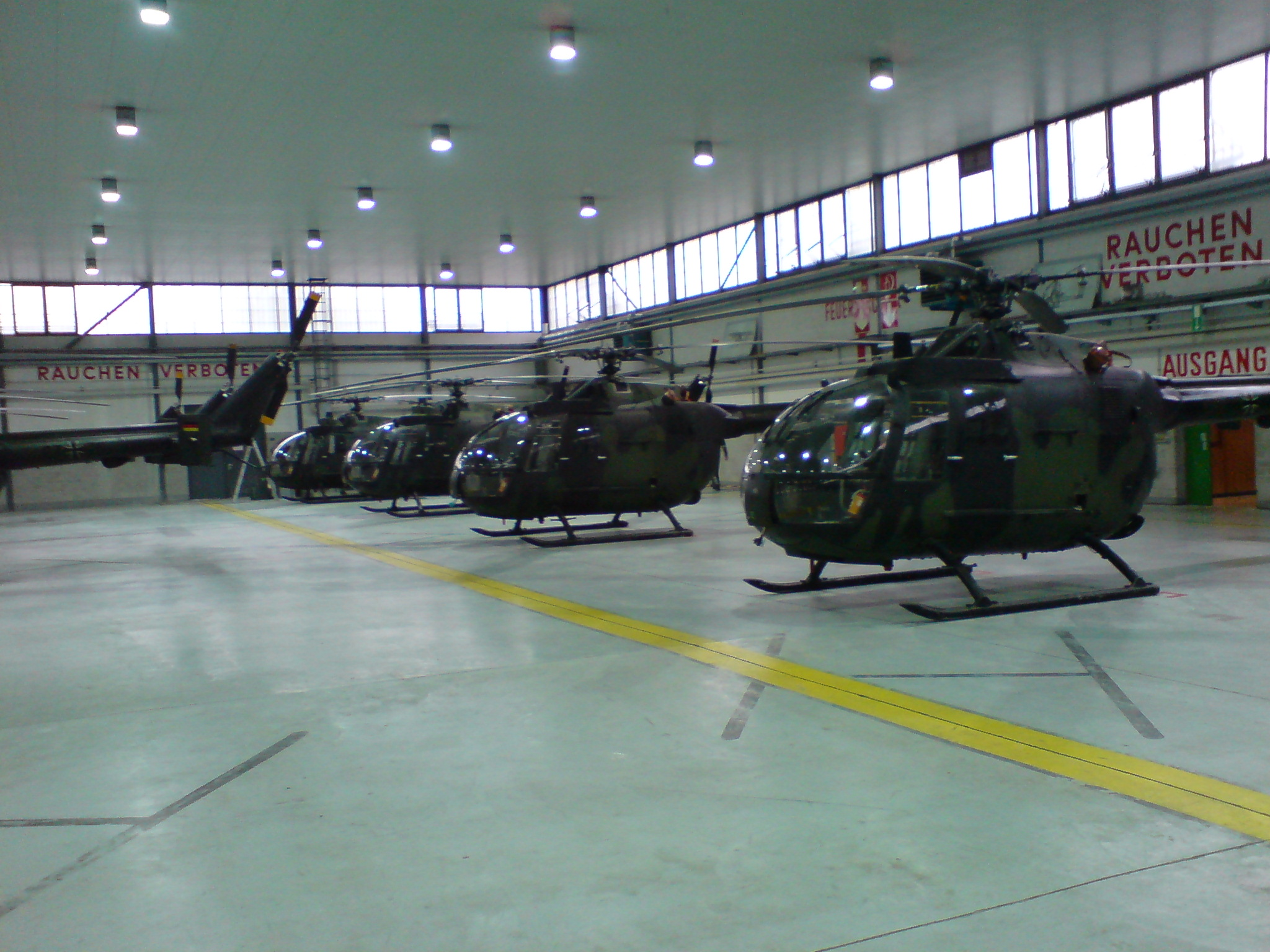
MBB Bo 105 de l'Armée de terre allemande dans un hangar.
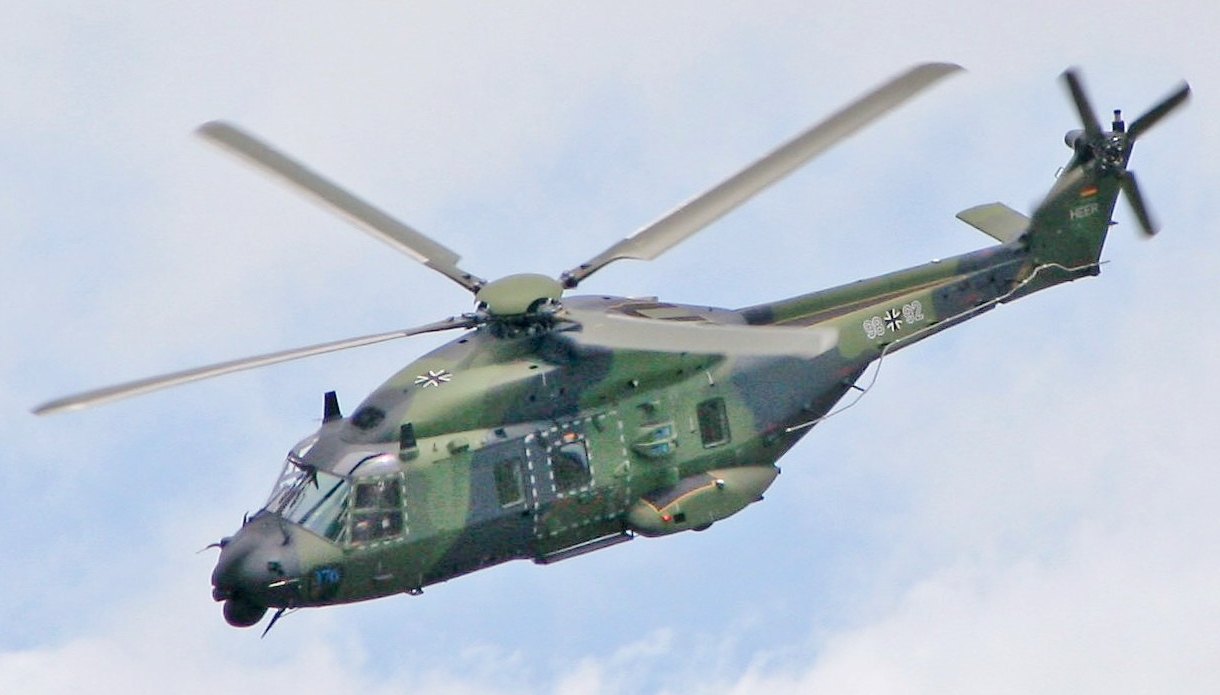
NH90 allemand.
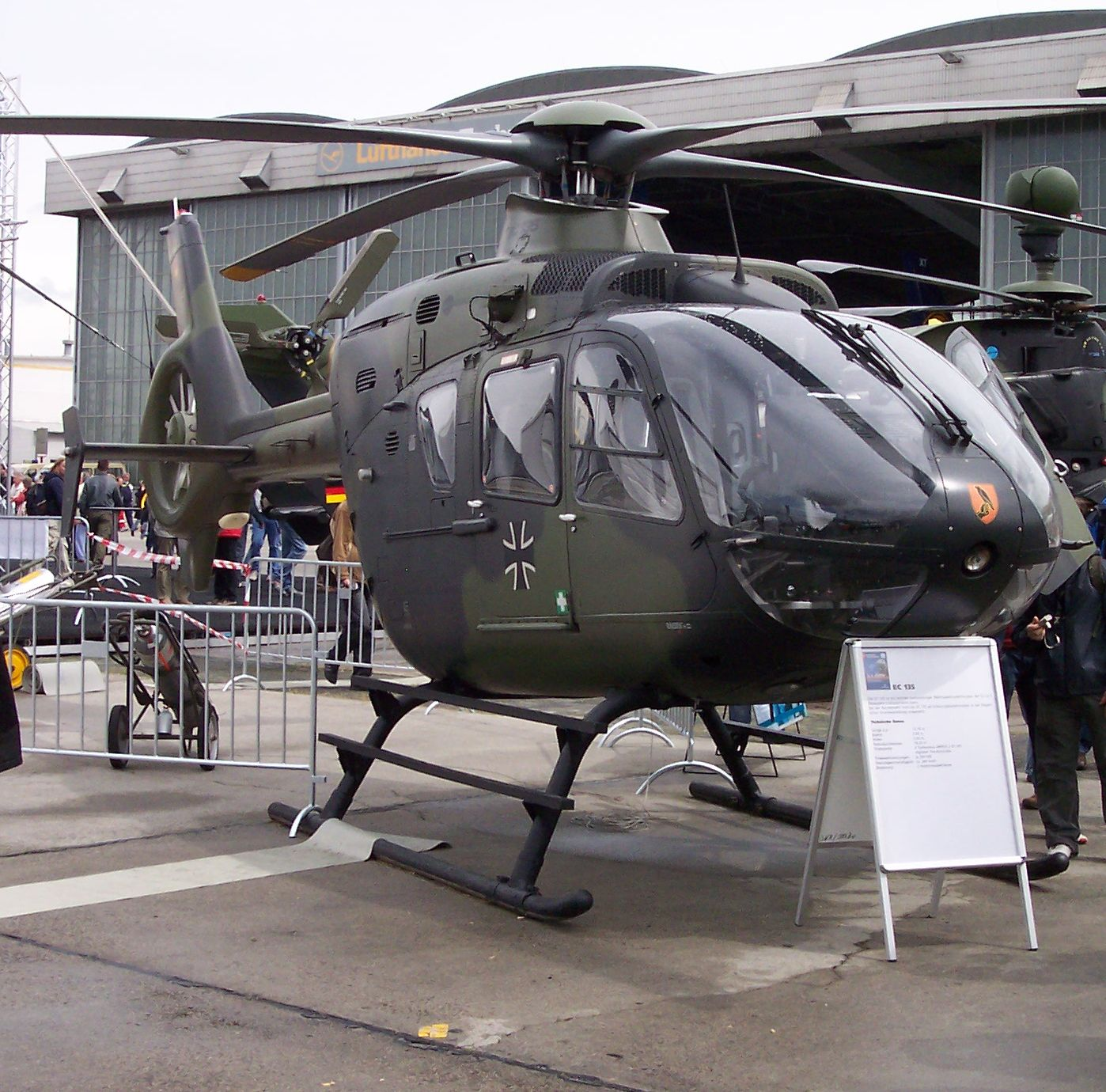
EC 135 de l'Armée de terre allemande.
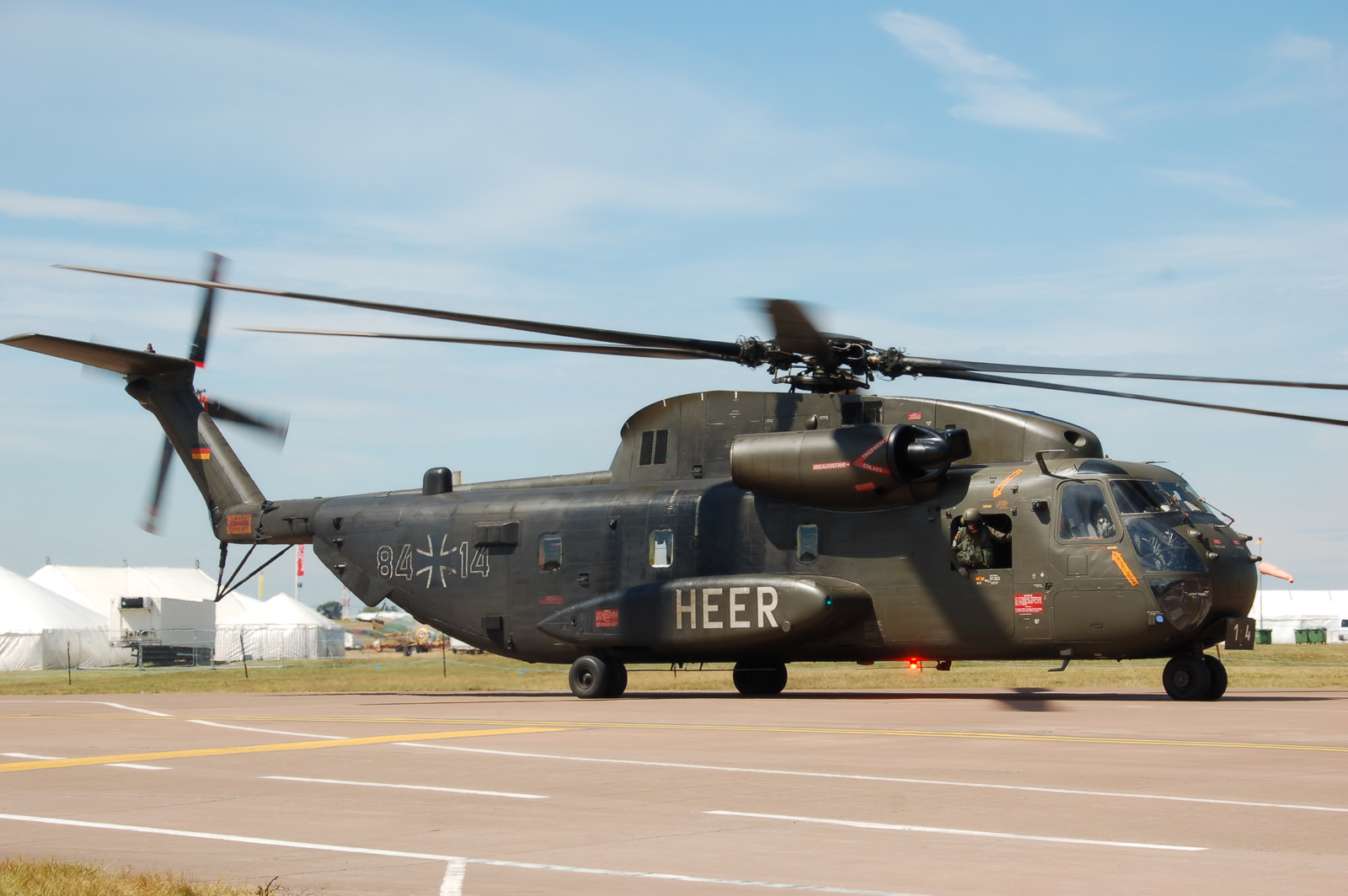
CH-53G Stallion au RIAT 2010.

#### Équipement logistique
- SLT 50-3 Elefant (semi-remorque lourde, transporteur de char)
- Berge- und Kranfahrzeug, BKF 30.40 (véhicule de sauvetage).
- Schwerlasttransporter SLT 2 „Mammut“
- Bison Bergefahrzeug (12 exemplaires, véhicule de montagne)[17]
- Straßentankwagen schwer 8x8 (FSA) (106 exemplaires, camion-citerne)

#### Véhicules non-combattants
- Mercedes-Benz 250 GD "Wolf"
- KTM LC4 Military 27 PS, moto
- ATV Yamaha Kodiak 400, Quad
- LKW 2t mil gl, 4x4 (Unimog)
- LKW 5t mil gl, 4x4
- LKW 5t tmil, 4x4
- LKW 7t mail gl, 6x6
- LKW 7t tmil, 6x6
- LKW Mercedes-Benz Zetros 6x6 (110 exemplaires)[18]
- LKW 10t mil gl, 8x8
- LKW 15t mil gl, 8x8
- LKW 15t mil gl MULTI, 8x8
- LKW Iveco Trakker 15t 8×8 (100 exemplaires)[19]
- Volkswagen T platform (T3/T4)
- Snowmobile Ski-Doo.

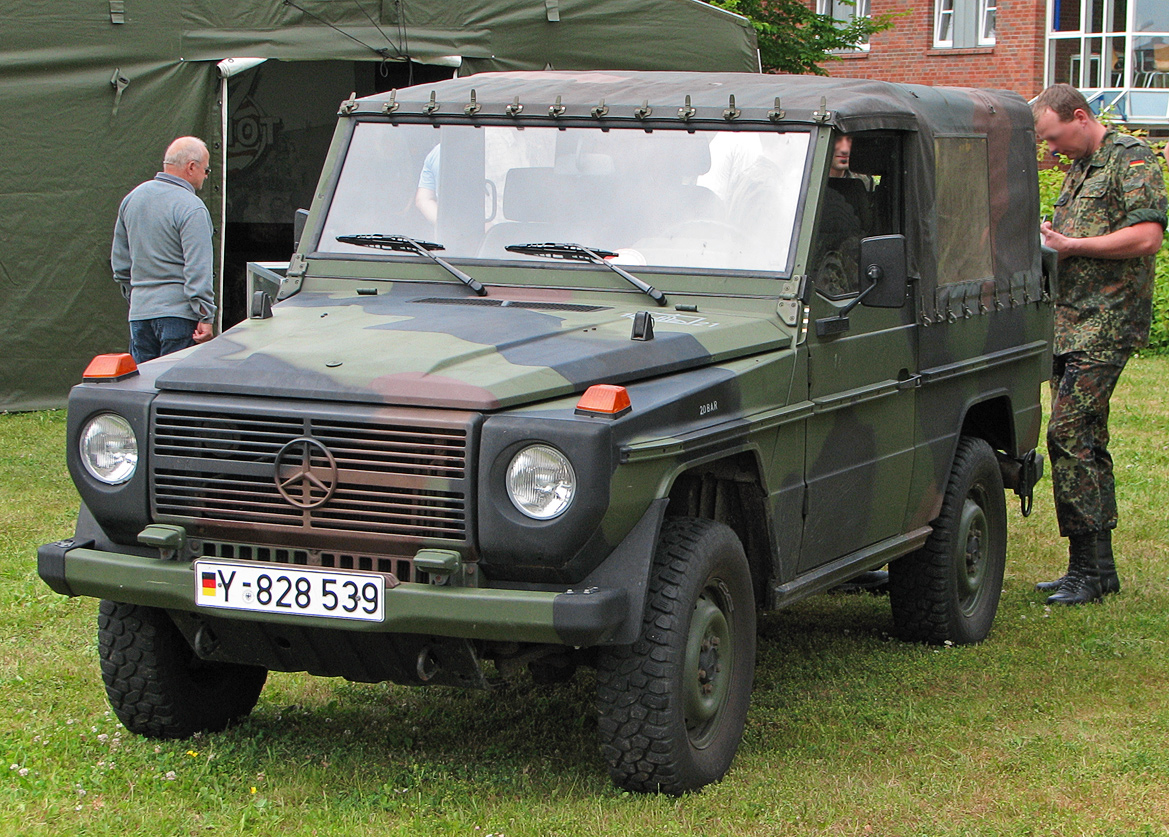
Mercedes Wolf.
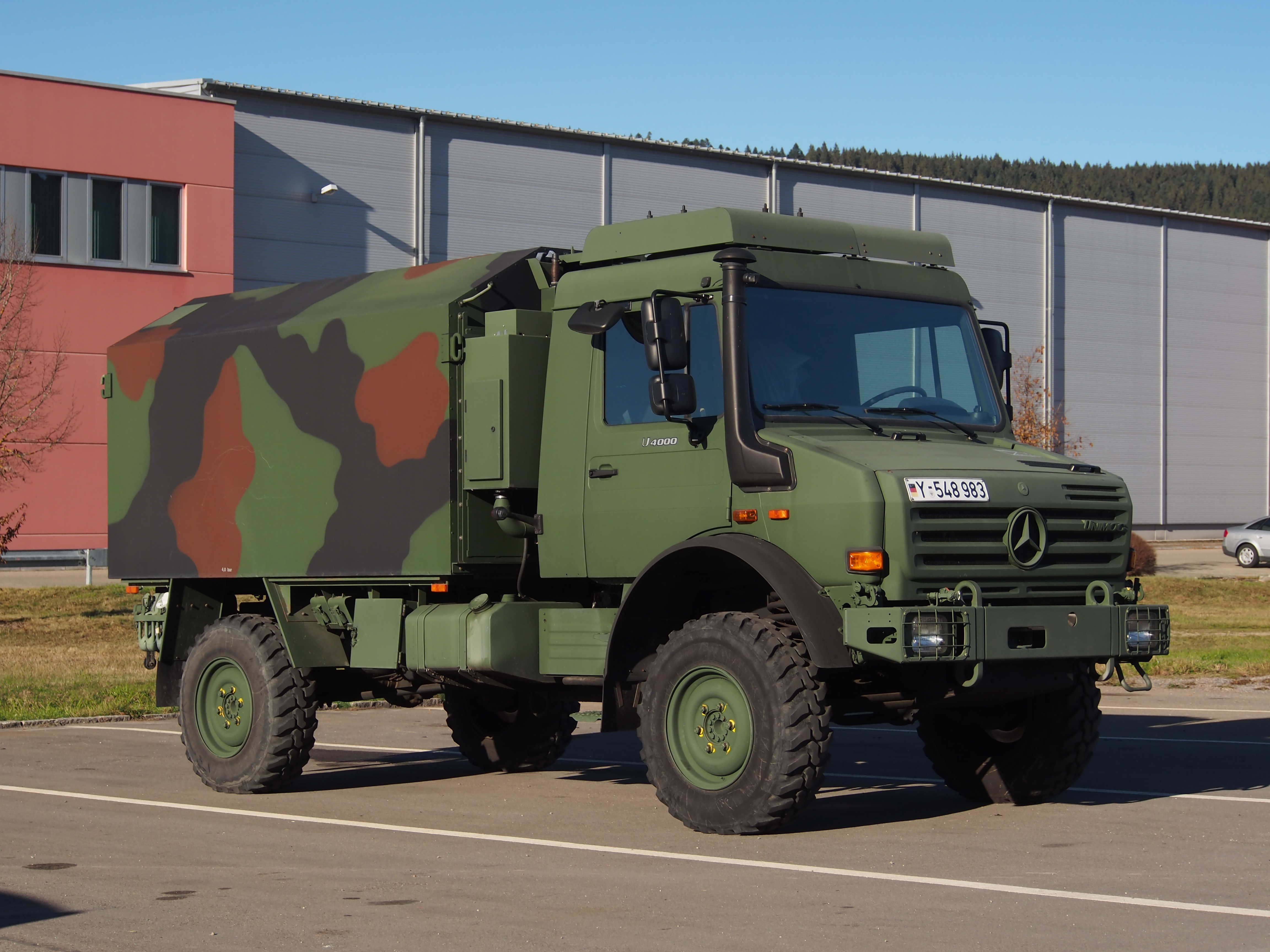
LKW 2t (Mercedes Unimog 4x4)
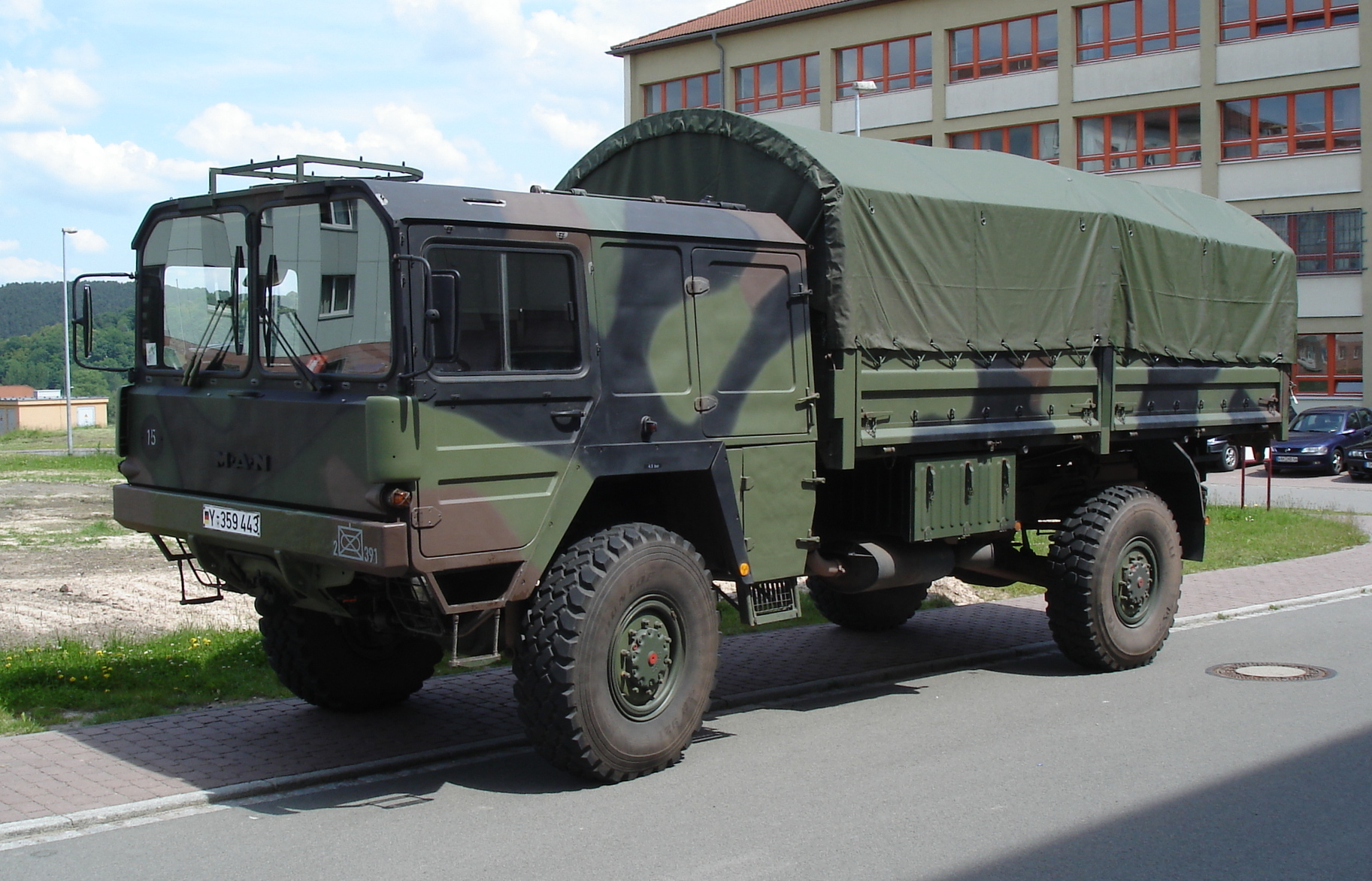
LKW (MAN 5t mil. gl, 4x4)
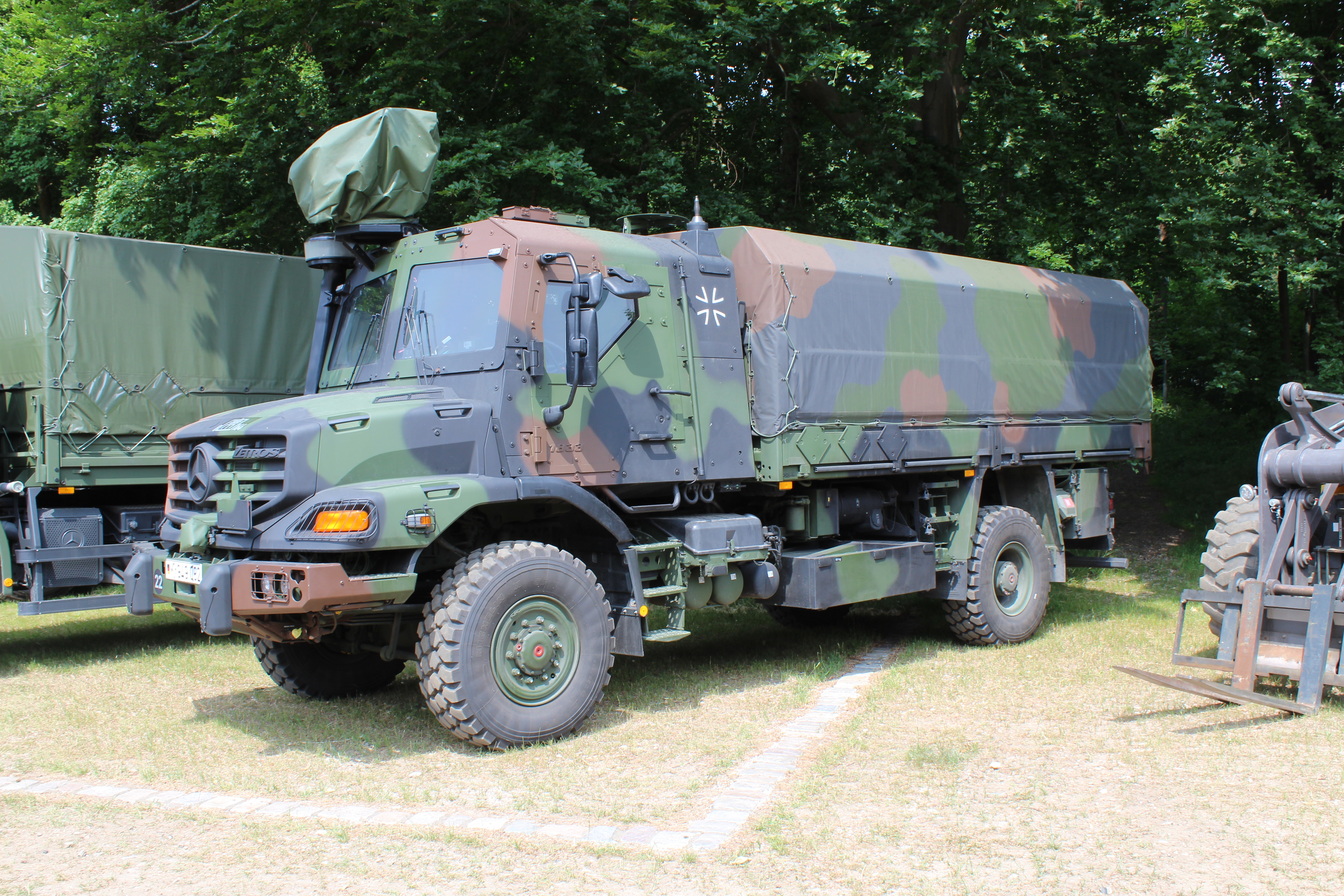
Mercedes-Benz Zetros
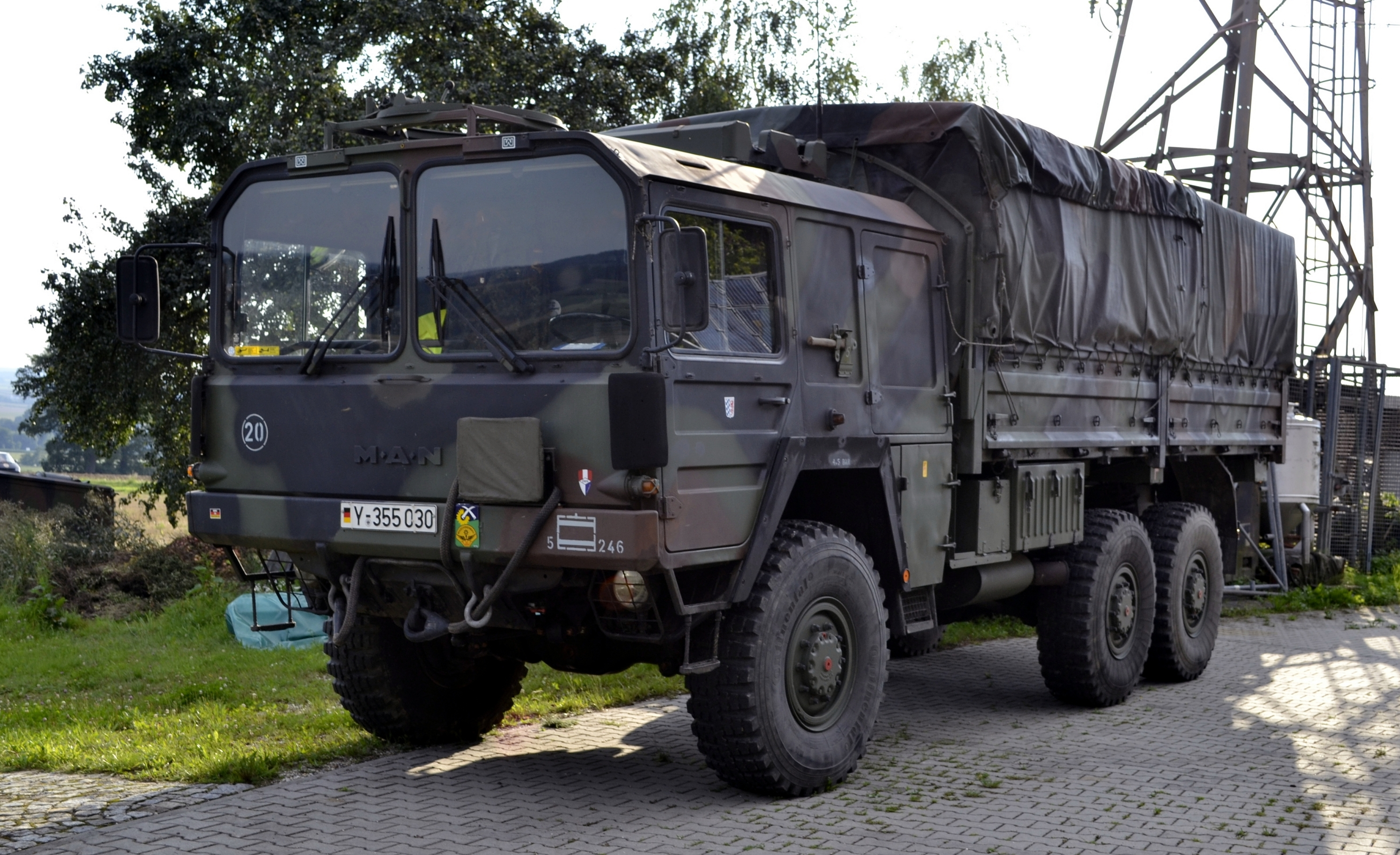
LKW 7t MAN gl 6x6
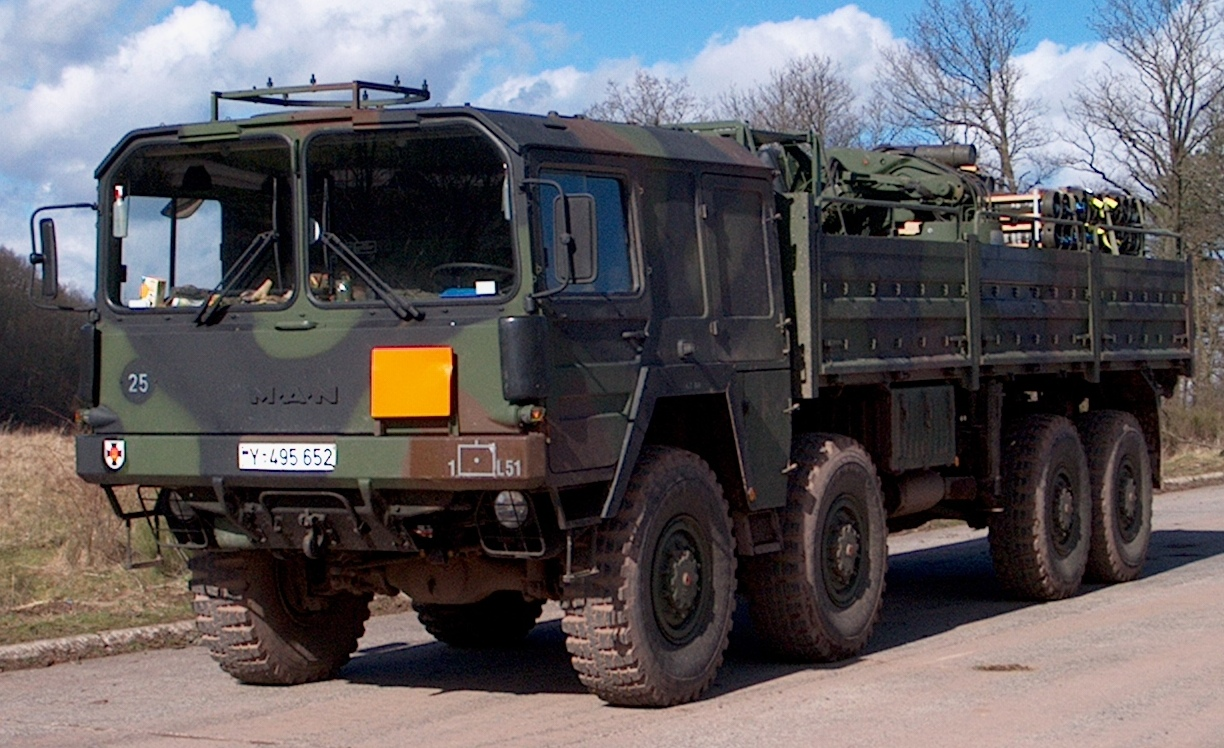
LKW (MAN 10t mil. gl, 8x8)
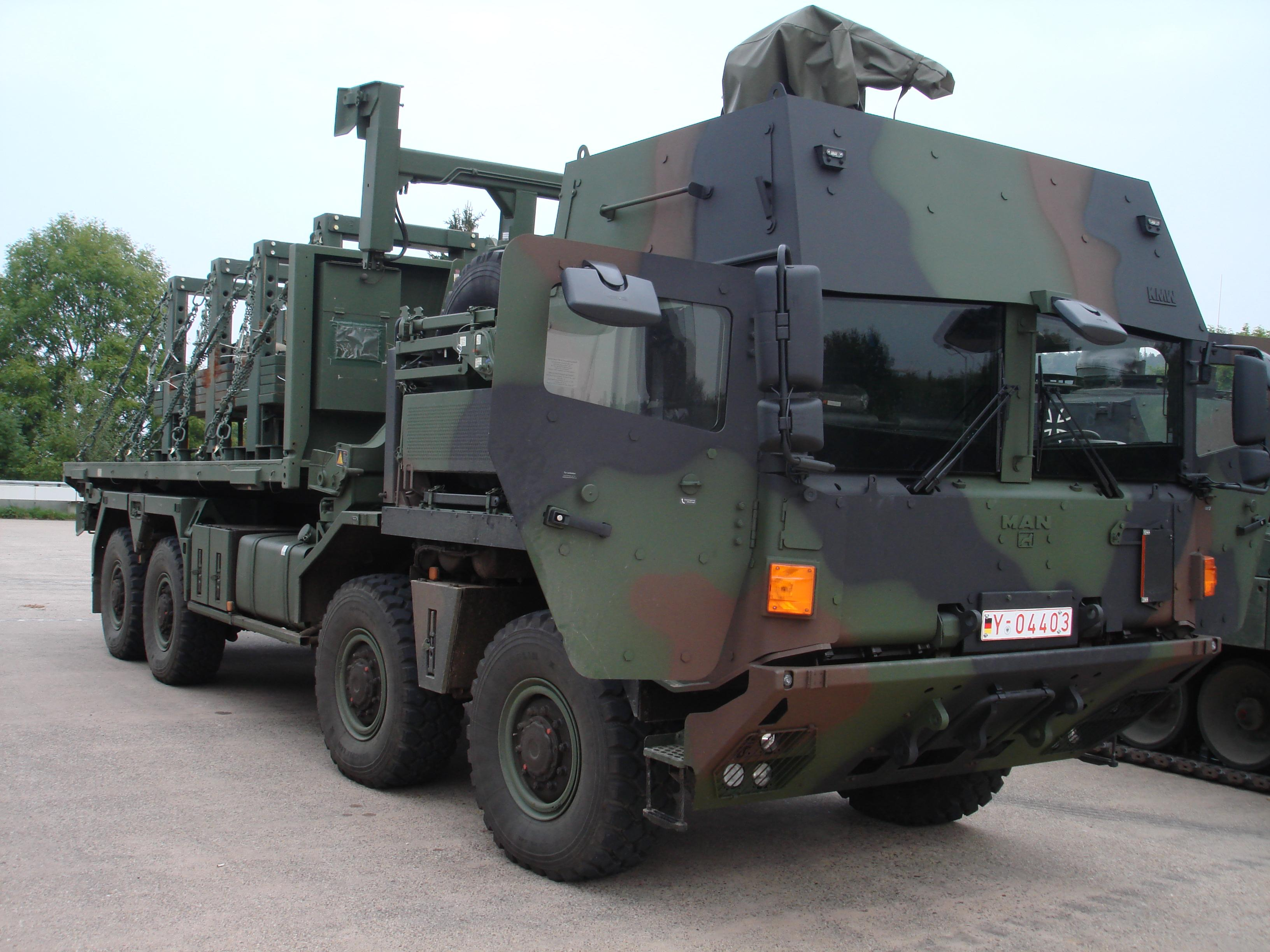
LKW 15t, MAN Multi. 8x8
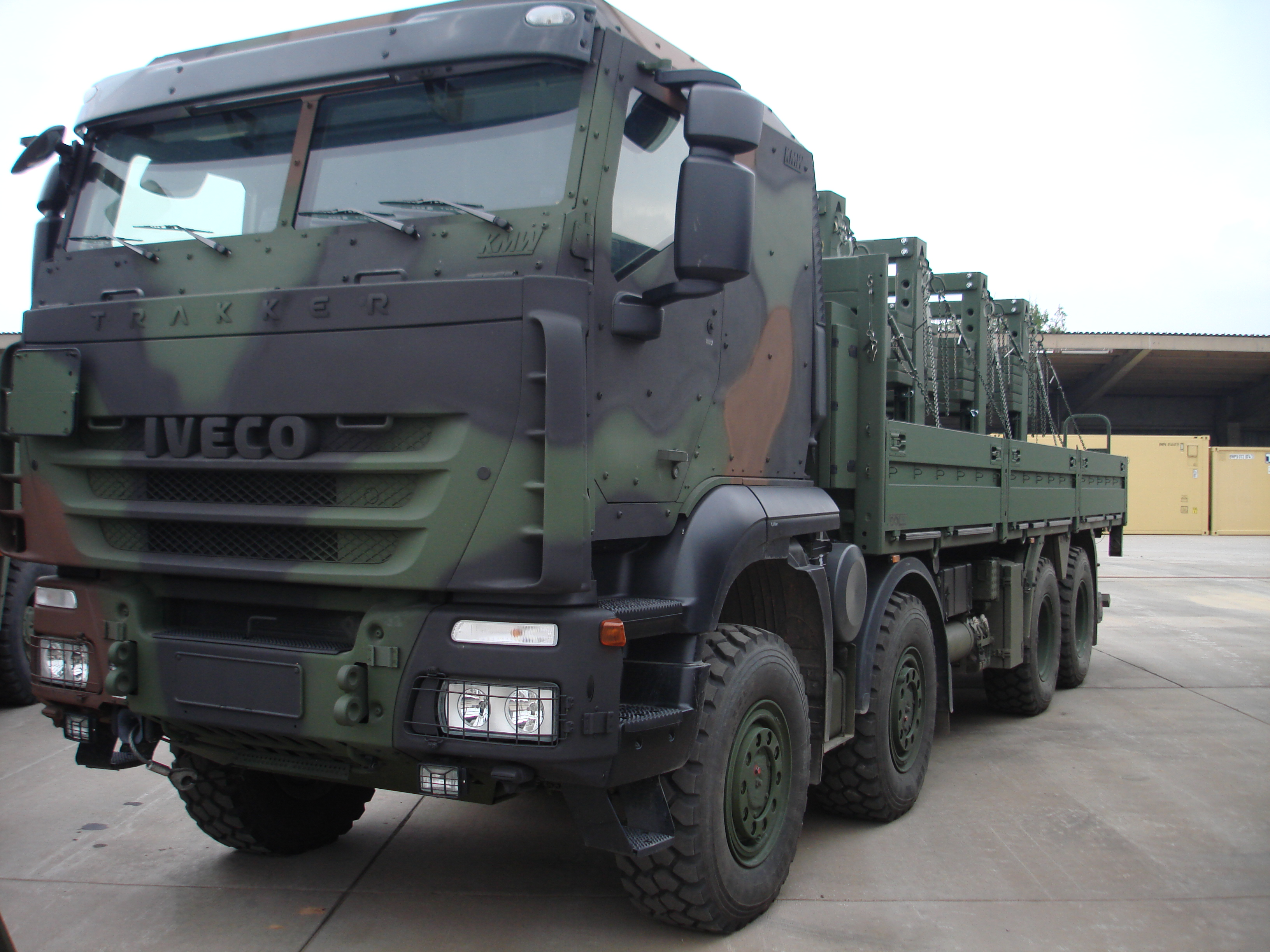
LKW Iveco TRakker 15t 8x8
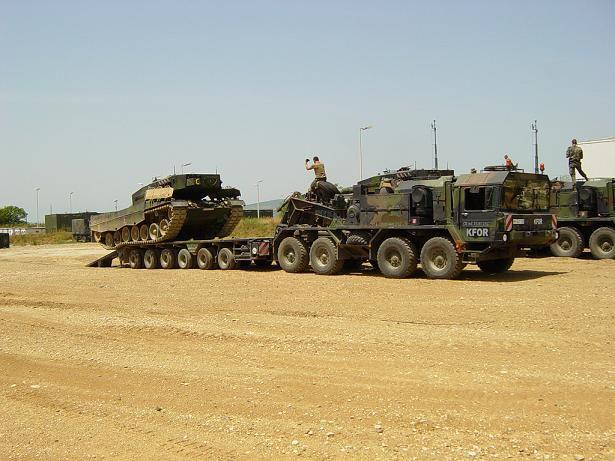
Semi-remorque lourd Elefant pendant un chargement d'un Leopard 2A4.
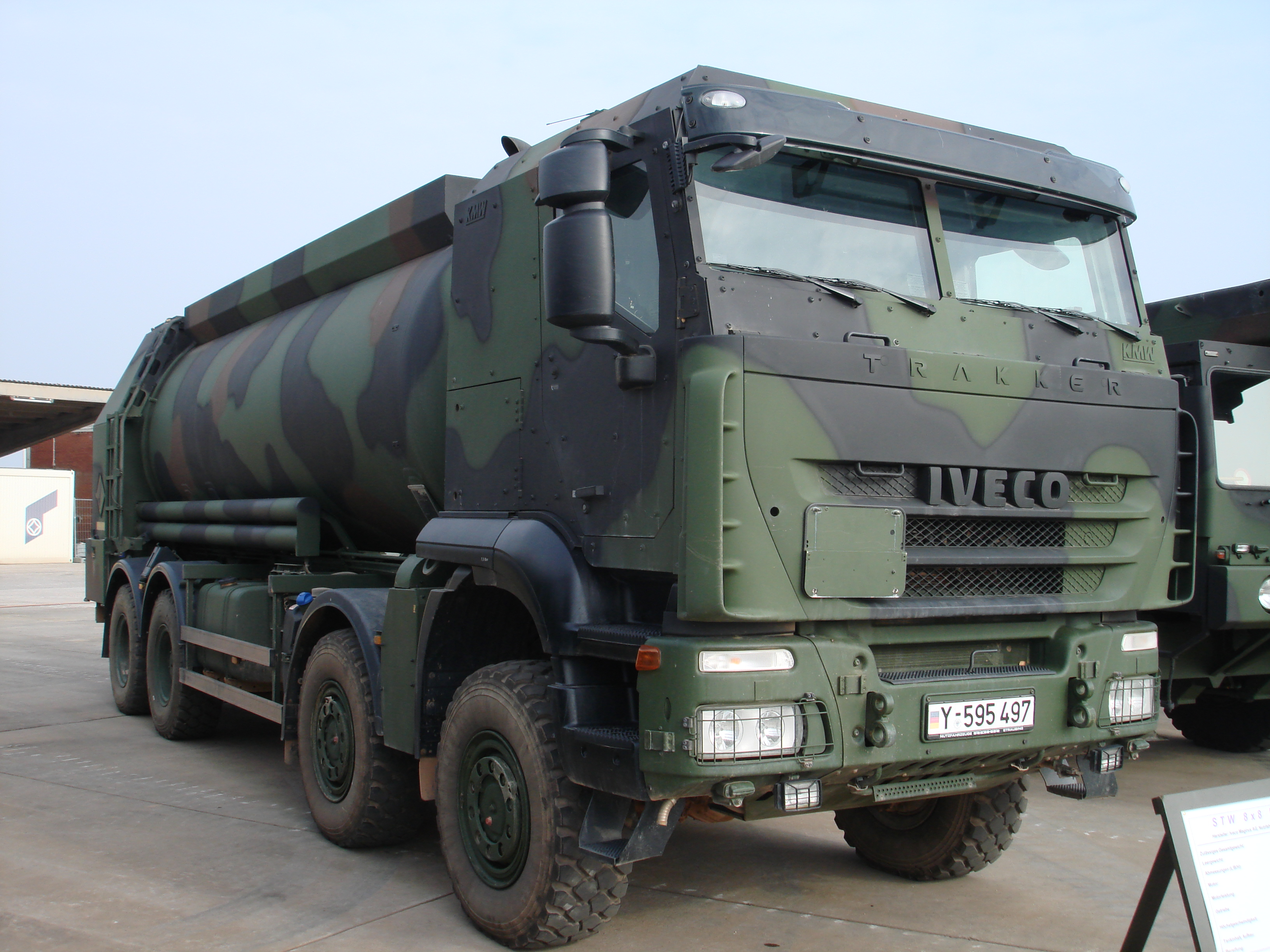
Straßentankwagen schwer 8x8 (FSA) (camion-citerne)
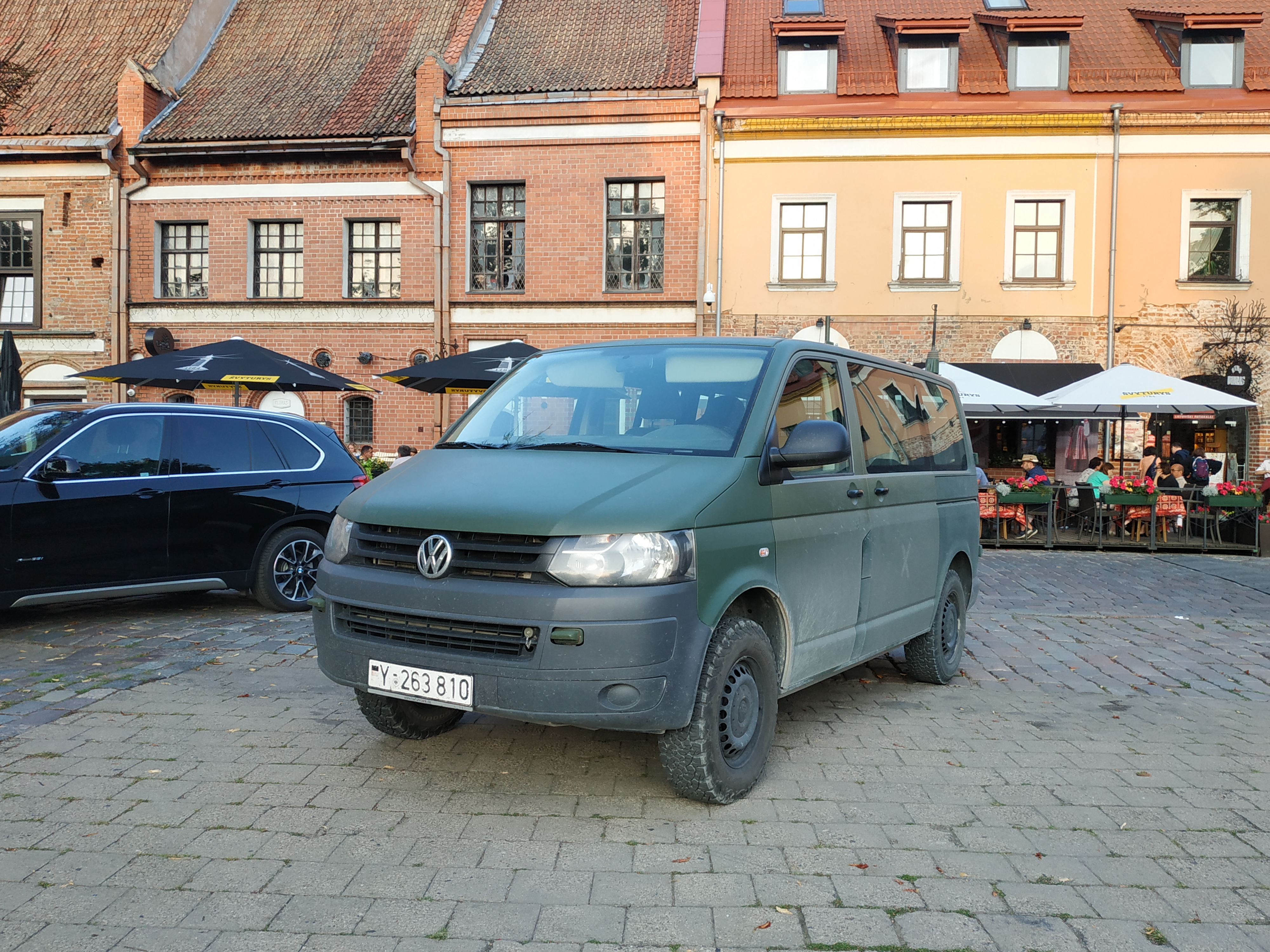
Un Volkswagen T5.